# Kalām

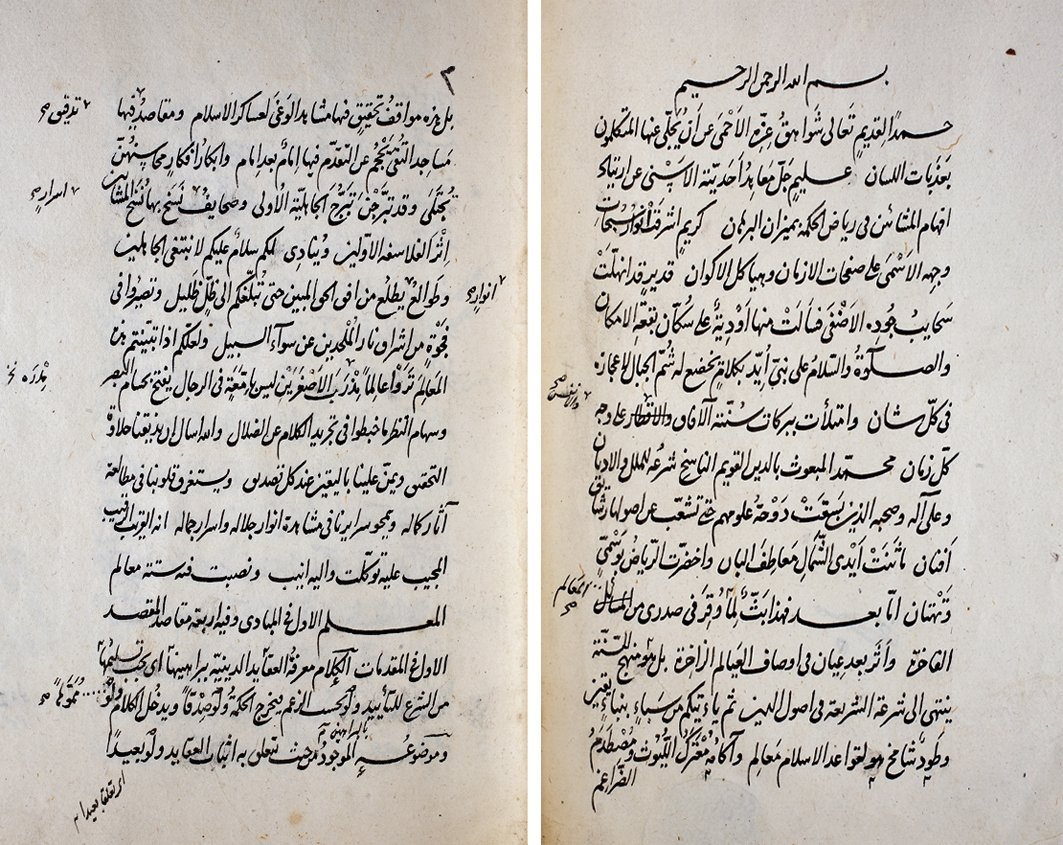
Die ersten beiden Seiten einer Handschrift von Ahmed Taşköprüzades Werk al-Maʿālim fī ʿilm al-kalām, einer arabischen Abhandlung zur Kalām-Wissenschaft aus dem 16. Jahrhundert, in der Staatlichen Bayezit-Bibliothek, Istanbul

Kalām (arabisch كلام ‚Rede, Gespräch, Debatte‘) bezeichnet im Islam die Wissenschaft, welche die Fähigkeit verleiht, die eigenen Glaubenslehren mit rationalen Argumenten zu begründen und Zweifel von ihnen abzuwenden. Diejenigen Gelehrten, die diese Fähigkeit schulten und religiöse Streitgespräche mit Andersgläubigen führten, wurden Mutakallimūn (wörtlich „Sprecher, Wortführer“, Singular Mutakallim) genannt. 
Nach ersten Anfängen in der spätumaiyadischen Zeit erlebte der Kalām seinen Aufstieg in der frühen Abbasiden-Zeit, als der Kalif al-Mahdī Mutakallimūn beauftragte, Bücher gegen die Anhänger iranischer Religionen zu verfassen, und der barmakidische Wesir Yahyā ibn Chālid Kalām-Diskussionen mit Angehörigen verschiedener Religionen und Konfessionsgruppen in seinem Haus abhielt. Als die eigentlichen „Meister des Kalām“ galten bis zum 10. Jahrhundert die Muʿtaziliten. Später entstanden mit der Aschʿarīya und der Māturīdīya auch zwei bedeutende sunnitische Kalām-Schulen. Sie brachten den Kalām insbesondere gegenüber der erstarkenden neuplatonischen und aristotelischen Philosophie in Stellung und erhoben die „Kalām-Wissenschaft“ (ʿilm al-kalām) zur ranghöchsten Wissenschaft des Islams. Einige der Argumente der Mutakallimūn fanden im Mittelalter auch Eingang in jüdische und christliche theologische Diskussionen. Nachdem sich die Kalām-Wissenschaft in der frühen Neuzeit im Wesentlichen auf das Studium von Handbüchern und Kommentaren beschränkte, traten ab dem späten 19. Jahrhundert in Britisch-Indien und im Osmanischen Reich verschiedene Reformdenker auf, die zur Gründung eines „neuen Kalām“ aufriefen, der sich an den Lehren der modernen westlichen Philosophie orientieren sollte.
Neben seiner apologetischen Funktion dient Kalām auch der Reflexion über die Grundlagen der Religion sowie über ontologische Fragen. Fast alle Mutakallimūn vertraten ein atomistisches Weltbild. Demnach ist die Welt aus kleinsten Teilchen zusammengesetzt, den Atomen, die nicht mehr teilbar sind. Die sichtbare Wirklichkeit entsteht erst dadurch, dass Gott diese Teilchen mit Akzidentien versieht und zu Körpern zusammensetzt. Nach aschʿaritischer Auffassung geschieht dies in jedem Augenblick aufs Neue. Nach Richard M. Frank ist die primäre Funktion des Kalām die Rationalisierung der islamischen Glaubenslehren, wie sie sich aus Koran und Sunna ergeben und von „orthodoxen Gläubigen“ verstanden werden. Häufig wird Kalām mit „Theologie“ übersetzt, allerdings gibt es in der islamischen Wissenschaftslehre neben dem Kalām noch eine eigene theologische Wissenschaft, al-ʿilm al-ilāhī genannt, die in der aristotelischen Wissenschaftstradition verankert ist und deren Verhältnis zur Kalām-Wissenschaft von den islamischen Gelehrten ausgiebig diskutiert wurde.
Die Gründer der sunnitischen Rechtsschulen und die schiitischen Imame übten heftige Kritik am Kalām und verboten die Beschäftigung mit ihm, weswegen traditionalistische muslimische Gelehrte ihn bis heute ablehnen. Auch von Seiten der Philosophen wurde der Kalām scharf kritisiert.

## Definitionen

### Definitionen des Kalām in zeitlicher Abfolge
| Autor mit Sterbedatum                    | Region                | Kalām ist… | Arabischer bzw. persischer Originaltext |
| ---------------------------------------- | --------------------- | --- | --- |
| al-Fārābī (gest. 950)                    | Syrien                | „eine geistige Fähigkeit, durch die der Mensch den festgelegten Anschauungen und Handlungen, die der Religionsstifter ausgesprochen hat, zum Sieg verhelfen und alles, was ihnen widerspricht, durch Aussagen widerlegen kann“                                                                                            | malaka yaqtadir bi-hā al-insān ʿalā nuṣrat al-ārā wa-l-afʿāl al-maḥdūda allatī ṣarraḥa bi-hā wāḍiʿ al-milla wa-tazyīf kull mā ḫālafa-hā bi-l-aqāwīl                                                                       |
| Abū l-Hasan al-ʿĀmirī (gest. 992)        | Bagdad, Nischapur     | „die sprachliche Bemühung um Verteidigung der Religion“ | al-muǧāhada ʿan ad-dīn bi-l-lisān |
| Abū Haiyān at-Tauhīdī (gest. 1023)       | Bagdad, Rayy, Schiras | „ein Weg der Betrachtung über die Grundlagen der Religion, bei dem sich die Überlegung allein auf die Vernunft stützt.“ | bāb min al-iʿtibār fī uṣūl ad-dīn yadūr an-naẓar fīhi ʿalā maḥḍ al-ʿaql |
| Abū l-Yusr al-Bazdawī (gest. 1099)       | Transoxanien          | „die Erklärung derjenigen Fragen, die die Grundlagen der Religion ausmachen, die zu erlernen eine individuelle Pflicht ist.“ | bayān al-masāʾil allatī hiya uṣūl ad-dīn allatī hiya taʿallumuhā farḍ ʿain |
| Ibn at-Tilimsānī al-Fihrī (gest. 1260)   | Ägypten               | „das Wissen um die Erwiesenheit der Göttlichkeit und des Gottesgesandtentums sowie die Dinge, von denen ihre Kenntnis abhängt, nämlich die Möglichkeit und zeitliche Entstehung der Welt und die Widerlegung all dessen, was damit unvereinbar ist“                                                                       | al-ʿilm bi-ṯubūt al-ilāhīya wa-r-risāla wa-mā yatawaqqaf maʿrifatuhumā ʿalaihi min ǧawāz al-ʿālam wa-ḥudūṯihī wa-ibṭāl mā yunāqiḍ ḏālik                                                                                   |
| Schams ad-Dīn as-Samarqandī (gest. 1303) | Samarkand             | „eine Wissenschaft, in der man das Wesen und die Attribute Gottes und die Zustände der kontingenten Wesenheiten am Anfang und bei der Wiederkehr gemäß dem Gesetz des Islams erforscht“ | ʿilm yubḥaṯ fīhi ʿan ḏāt Allāh wa-ṣifātihī wa-aḥwāl al-mumkināt fī l-mubtadaʾ wa-l-maʿād ʿalā qānūn al-islām |
| ʿAdud ad-Dīn al-Īdschī (gest. 1355)      | Schiras               | „die Wissenschaft, mit der man die religiösen Dogmen zu beweisen vermag, durch Anführung von Argumenten und Abwendung der Zweifel“ | ʿilm yuqtadar maʿa-hū ʿalā iṯbāt al-ʿaqāʾid ad-dīnīya, bi-īrād al-ḥuǧaǧ wa-dafʿ aš-šubah |
| at-Taftāzānī (gest. 1390)                | Chorasan, Samarkand   | „das Wissen um die religiösen Dogmen aufgrund von gewissheitlichen Beweisen“ | al-ʿilm bi-l-ʿaqāʾid ad-dīnīya ʿan al-adilla al-yaqīnīya |
| Ibn ʿArafa (gest. 1401)                  | Nordafrika            | „das Wissen um die Bestimmungen der Göttlichkeit, die Entsendung der Gesandten, ihre Wahrhaftigkeit in all ihren Mitteilungen, und das, auf das sich etwas davon speziell stützt, sowie die Feststellung ihrer Beweise durch eine Fähigkeit, der eine Abwendung der Zweifel und Lösung der Ungewissheiten zugetraut wird“ | al-ʿilm bi-aḥkām al-ulūhīya wa-irsāl ar-rusul wa-ṣidqihā fī kull aḫbārihā wa-mā yatawaqqaf šaiʾ min ḏālik ʿalaihi ḫāṣṣan bihī wa-taqrīr adillatihā bi-qūwa hiya maẓinna li-radd aš-šubuhāt                                |
| Ibn Chaldūn (gest. 1406)                 | Nordafrika            | „eine Wissenschaft, die die Disputation über die Glaubensdogmen mit rationalen Argumenten und die Widerlegung der Neuerer, die in den Glaubenslehren von den Lehrrichtungen der Altvorderen und der Sunniten abweichen, beinhaltet.“                                                                                      | ʿilm yataḍamman al-ḥiǧāǧ ʿan al-ʿaqāʾid al-īmānīya bi-l-adilla al-ʿaqlīya wa-r-radd ʿalā l-mubtadiʿa al-munḥarifīn fī l-iʿtiqādāt ʿan maḏāhib as-salaf wa-ahl as-sunna                                                    |
| Ibn al-Humām (gest. 1457)                | Ägypten               | „das Wissen des Individuums um die ihm obliegenden der islamischen Religion zugehörigen Dogmen durch die Beweise“ | maʿrifat an-nafs mā ʿalaihā min al-ʿaqāʾid al-mansūba ilā dīn al-islām ʿan al-adilla |
| Taşköprüzāde (gest. 1561)                | Osmanisches Reich     | „die Wissenschaft, mit der man die religiösen Wahrheiten zu beweisen vermag, durch Anführung von Argumenten dafür und Abwendung der Zweifel von ihnen“ | ʿilm yuqtadar maʿa-hū ʿalā iṯbāt al-ḥaqāʾiq ad-dīnīya, bi-īrād al-ḥuǧaǧ ʿalai-hā wa-dafʿ aš-šubah ʿan-hā |
| al-Lāhīdschī (gest. 1661)                | Iran                  | „eine theoretische Fertigkeit, mit der man die religiösen Dogmen beweisen kann“ | ṣināʿa naẓarīya yuqtadar bi-hā ʿalā iṯbāt al-ʿaqāʾid ad-dīnīya |
| at-Tahānawī (um 1745)                    | Nordindien            | „eine Wissenschaft, mit der man die religiösen Dogmen den Mitmenschen zu beweisen vermag, durch Anführung von Argumenten und Abwendung der Zweifel“ | ʿilm yuqtadar maʿa-hū ʿalā iṯbāt al-ʿaqāʾid ad-dīnīya ʿalā l-ġair, bi-īrād al-ḥuǧaǧ wa-dafʿ aš-šubah. |
| Murtadā Mutahharī (gest. 1979)           | Iran                  | „eine Wissenschaft, die die islamischen Dogmen, d. h. das, an das man aus islamischer Sicht glauben muss, in der Weise erörtert, dass sie sie erklärt, beweist und verteidigt“ | ʿilmi ast ke darbāre-ye ʿaqāyed-e eslāmī yaʿnī ānče az naẓar-e eslām bāyad bedān moʿtaqed būd va īmān dāšt, baḥs̱ mīkonad be īn naḥw ke ānhā toużīḥ mīdehad va darbāre-ye ānhā estedlāl mīkonad va az ānhā defāʿ mīnamāyad |

### Kalām als Apologetik
Nach mehreren der oben genannten Definitionen hat Kalām eine apologetische Funktion: Er dient also der Verteidigung der eigenen religiösen Anschauungen. Besonders stark zeigt sich diese apologetische Funktion bei den Philosophen al-Fārābī (gest. 950) und Abū l-Hasan al-ʿĀmirī (gest. 992). Ersterer betrachtet sie als eine geistige Fähigkeit, durch die der Mensch alles, was den durch den Religionsstifter festgelegten Anschauungen und Handlungen widerspricht, widerlegen kann, letzterer als „die Verteidigung der Religion mit der Zunge“. In den Definitionen des in Iran wirkenden aschʿaritischen Gelehrten ʿAdud ad-Dīn al-Īdschī (gest. 1355), des osmanischen Gelehrten Taşköprüzāde (gest. 1561) und des indischen Gelehrten at-Tahānawī (um 1745) hat Kalām die Aufgabe, Zweifel (šubah) von den religiösen Dogmen bzw. Wahrheiten abzuwenden. Vor dem Hintergrund derartiger Definitionen urteilte der französische Orientalist Louis Gardet, dass die Funktion des Kalām als defensive „Apologie“ nicht überbewertet werden könne. Die Sicht, dass der „grundlegende Charakter“ des Kalām aus „defensiver Apologie“ besteht, ist auch das erklärte Leitmotiv des von Gardet und M. M. Anawati gemeinsam verfassten französischen Handbuchs Introduction à la théologie musulmane von 1948.
Der indische Gelehrte ʿAbd an-Nabī al-Ahmadnagarī (gest. 1759) meinte sogar, dass sich der Wert des Kalām allein auf diese apologetische Funktion beschränke. Die großen Mutakallimūn, so erklärt er in seiner Enzyklopädie Dustūr al-ʿulamāʾ, hätten die Glaubenslehren niemals mit Kalām-Argumenten begründet oder beglaubigt, da der Zweck des Kalām allein darin bestehe, den Widersacher zum Schweigen zu bringen und den Halsstarrigen in die Knie zu zwingen. Ihre Glaubenslehren hätten die großen Mutakallimūn dagegen allein aus der „Lampe des Prophetentums“ (miṣbāḥ an-nubūwa) geschöpft. Auch bei al-Ghazālī (gest. 1111) findet man schon solche Aussagen. So urteilte er in seinem Werk Ǧawāhir al-qurʾān, dass der Zweck der Kalām-Wissenschaft „der Schutz der Glaubenslehre der Volksmassen vor der Störung durch die Neuerer“ (ḥirāsat ʿaqīdat al-ʿawāmm min tašwīš al-mubtadiʿīn) sei. Um „Aufdeckung der Wahrheiten“ (kašf al-ḥaqāʾiq) gehe es dagegen in dieser Wissenschaft nie.

### Kalām als Wissenschaft der Religionsgrundlagen bzw. Dogmen
Mehrere muslimische Autoren definierten den Kalām über seine Beziehung zu den „Grundlagen der Religion“ (uṣūl ad-dīn). Abū Haiyān at-Tauhīdī (gest. 1023) beispielsweise beschrieb die Kalām-Wissenschaft als „einen Weg der Betrachtung über die Grundlagen der Religion, bei dem sich die Überlegung allein auf die Vernunft stützt“. Abū l-Yusr al-Bazdawī (gest. 1099) definierte sie als „die Erklärung derjenigen Fragen, die die Grundlagen der Religion ausmachen, die zu erlernen eine individuelle Pflicht ist.“
Ibn al-Athīr (gest. 1233) erklärte in seinem Buch al-Lubāb fī tahḏīb al-ansāb Kalām-Wissenschaft erstmals als „Wissenschaft von den Grundlagen der Religion“ (ʿilm uṣūl ad-dīn). Ibn Challikān (gest. 1282) und Sirādsch ad-Dīn al-Urmawī (gest. 1283) setzten die Kalām-Wissenschaft sogar mit den Grundlagen der Religion (uṣūl ad-dīn) selbst gleich. Die Gleichsetzung von ʿilm al-kalām und ʿilm uṣūl ad-dīn findet sich auch im Katalog der osmanischen Palastbibliothek von Anfang des 16. Jahrhunderts, wo der Abschnitt, der die Bücher zum Kalām enthielt, mit „Sektion der Bücher der Wissenschaft von den Religionsgrundlagen, d. h. der Kalām-Wissenschaft“ (Tafṣīl kutub ʿilm uṣūl ad-dīn, ai ʿilm al-kalām) überschrieben war. Diese Klassifizierung beeinflusste wahrscheinlich auch die osmanischen Gelehrten Taşköprüzāde und Saçaklızāde (gest. 1732), die in ihren arabischen Wissenschaftsenzyklopädien Kalām-Wissenschaft und die „Wissenschaft der Religionsgrundlagen“ ebenfalls gleichsetzten. At-Tahānawī erklärt diese Gleichsetzung damit, dass der Kalām die Grundlage der religionsrechtlichen Wissenschaften (ʿulūm šarʿīya) sei und sie auf ihm aufbauten. Nicht alle muslimischen Gelehrten waren aber mit der Gleichsetzung von „Wissenschaft von den Religionsgrundlagen“ und Kalām-Wissenschaft einverstanden. As-Suyūtī (gest. 1505) zum Beispiel lehnte sie ab und zog einen klaren Trennungsstrich zwischen diesen beiden Wissenschaften, die er auch sehr unterschiedlich bewertete.
Einige spätere Gelehrte definierten die Kalām-Wissenschaft über die Dogmen (ʿaqāʾid). Für ʿAdud ad-Dīn al-Īdschī (gest. 1355) ist Kalām „die Wissenschaft, mit der man die religiösen Dogmen zu beweisen vermag, durch Anführung von Argumenten und Abwendung der Zweifel“. In etwas abgewandelter Form übernahmen diese Definition auch der osmanische Gelehrte Taschköprüzāde (gest. 1561) und der indische Gelehrte at-Tahānawī (um 1745). Für at-Taftāzānī (gest. 1390) ist Kalām „das Wissen um die religiösen Dogmen (al-ʿaqāʾid ad-dīnīya) aufgrund von gewissheitlichen Beweisen“, für Ibn Chaldūn (gest. 1406) „eine Wissenschaft, die die Disputation über die Glaubensdogmen (al-ʿaqāʾid al-īmānīya) mit rationalen Argumenten beinhaltet“ und für Murtadā Mutahharī (gest. 1979) „eine Wissenschaft, die die islamischen Dogmen (ʿaqāyed-e eslāmī) […] in der Weise erörtert, dass sie sie erklärt, beweist und verteidigt“.

## Sprachliches

### Theorien über die Herkunft des Begriffs
Der Begriff Kalām hat im Arabischen allgemeinsprachlich nur die Bedeutung von „Rede, Gespräch, Debatte“. Hinsichtlich der Frage, warum dieser Begriff zur Bezeichnung der Disziplin wurde, die sich mit der rationalen Begründung der eigenen Glaubenslehren befasst, gibt es unterschiedliche Theorien:
- Asch-Schahrastānī (gest. 1153) vermutete, dass der Name von den Muʿtaziliten geprägt wurde. Sie hätten diese Wissenschaft entweder deswegen so genannt, weil die Rede Gottes die Hauptfrage war, um welche sich ihre Disputationen und Kontroversen drehten, so dass die ganze Wissenschaft damit bezeichnet wurde, oder weil sie es damit den Philosophen gleichtun wollten, die einen Teilbereich ihrer Wissenschaft manṭiq („Logik, Rede“) nannten, denn manṭiq und kalām, die beide im Arabischen die Bedeutung von „Rede“ haben, sind Synonyme.[29]
- Ibn at-Tilimsānī (gest. 1260) erwog drei verschiedene Möglichkeiten: 1. der Name Kalām rührt daher, dass die Mutakallimūn die Kapitel in ihren Büchern mit der Phrase begannen: „Kapitel der Rede über…“ (bāb al-kalām fī… ); 2. Wenn die Zahiriten zu einer der Probleme dieser Wissenschaft gefragt wurden, antworteten sie: „Das ist das, über das zu reden uns verboten wurde“ (hāḏa mā nuhīnā min al-kalām fīhi). Das sei wiederholt vorgekommen, so dass man sie nach einer Zeit „die Wissenschaft der (verbotenen) Rede“ (ʿilm al-kalām [al-manhī ʿanhu]) genannt habe, wobei der Ausdruck „verboten“ (al-manhī ʿanhu) irgendwann weggefallen sei; 3. Die Wissenschaft wurde deshalb ʿilm al-kalām genannt, weil ihre Erlernung zu den wichtigsten Mitteln gehört, um die intellektuelle Redekraft (al-qūwa an-nāṭiqa al-fikrīya) zu Tage zu fördern, durch die der Mensch vor den anderen Lebewesen ausgezeichnet ist.[30]
- Ibn Taimīya (gest. 1328) meinte, dass man die „Leute des Kalām“ deswegen so genannt habe, weil die Definitionen, mit denen sie arbeiten, dem Menschen kein Wissen einbringen, das er nicht schon hat, sondern nur „viel Gerede“ (kaṯrat kalām).[31]
- At-Taftāzānī (gest. 1390) führt in seinem Kommentar zur Bekenntnisschrift an-Nasafīs insgesamt acht Erklärungen für den Namen Kalām an, darunter auch diejenige, dass sich diese Wissenschaft allein in Diskussion (mubāḥaṯa) und Austausch von Rede (idārat al-kalām) vollziehe und sich damit von anderen Wissenschaften unterschiede, die man auch in Form von Überlegung (taʾammul) und Lektüre von Büchern (muṭālaʿat al-kutub) betreiben könne. Eine weitere Möglichkeit, die er diskutiert, ist, dass man diese Wissenschaft wegen der Stärke ihrer Beweise als die Rede schlechthin betrachtet habe, so wie man zu der stärkeren von zwei Aussagen sage: „Das ist die Rede“.[32]
- Ibn Chaldūn (gest. 1406) vermutete, dass die Kalām-Wissenschaft entweder deshalb so genannt wurde, weil die Bekämpfung der Neuerungen kein Handeln erfordere, sondern allein durch „Rede“ (kalām) erfolge, oder weil der Grund für die Schaffung und Kultivierung dieser Disziplin der Kampf für den Beweis (des aschʿaritischen Prinzips) der „inneren Rede“ (kalām nafsī) Gottes gewesen sei.[33]
- Mustafā ʿAbd ar-Rāziq (gest. 1947), der den Kalām für überflüssig hielt, erwog zwei Theorien über die Namensentstehung. Nach der einen, die an die dritte Erklärung von Ibn at-Tilimsānī anknüpft, ist der Kalām deswegen so genannt worden, weil das Reden (kalām) das Gegenteil von Schweigen ist und die Kalām-Gelehrten Aussagen zu Glaubensfragen machten, bei denen eigentlich Schweigen notwendig gewesen wäre, in Nachahmung der Prophetengefährten und der Muslime der zweiten Generation, die dazu auch geschwiegen hatten.[34] Nach der anderen Theorie, die auf die erste Erklärung von Ibn Chaldūn aufbaut, geht der Name Kalām von dem Gegensatz zwischen Reden und Handeln aus. Da die Kalām-Gelehrten im Gegensatz zu den Fiqh-Gelehrten über Dinge Aussagen machten, die keinen Praxisbezug besäßen, sondern allein theoretischer Natur seien, habe man das, was sie machen, Kalām genannt.[35]

Nach Josef van Ess zeigen die vielen Erklärungen der arabischen Gelehrten „deutlich die Ratlosigkeit der einheimischen Philologen und Theologen vor dem Terminus kalām“. Was die westliche Wissenschaft anlangt, so stellten Tjitze de Boer und Duncan Black MacDonald die Vermutung an, dass der Kalām-Begriff von dem griechischen Wort Logos abgeleitet sei. Arent Jan Wensinck wies hingegen 1932 die Ansicht, dass der Kalām-Begriff irgendetwas mit Logos oder seinen Ableitungen zu tun haben könnte, zurück und meinte, dass er „durch die Entwicklung der arabischen Terminologie selbst“ entstanden sei. Louis Gardet und M.-M. Anawati hielten die erste von Ibn at-Tilimsānī genannte Möglichkeit der Ableitung für die wahrscheinlichste und vermuteten, dass kalām zunächst „die Rede über…“ bedeutet habe, um dann durch Antonomasie zum „Diskurs“ schlechthin (über die Dinge Gottes) zu werden. William Montgomery Watt schlug einen ähnlichen Weg zur Erklärung wie Ibn Taimīya ein, als er zu dem Begriff mutakallim schrieb: „Zweifellos war dies einst ein Spottname, der vielleicht das Bild von Leuten entwarf, ‚die immerfort reden‘. Schließlich wurde er aber als neutraler Begriff akzeptiert.“
Josef van Ess griff die Theorie von der Entlehnung des Kalām-Begriffs aus dem Griechischen wieder auf und äußerte die Vermutung, dass ihm das Wort dialexis („Unterredung“) zugrunde liegt, von dem auch der Begriff Dialektik abgeleitet ist. Van Ess' Überlegungen weiterführend, schlug Michael Cook vor, dass der Begriff den Arabern über das syrisch-aramäische Wort mamlā bzw. melleṯā („Rede“) vermittelt wurde. Gegen die Annahme einer Ableitung dialexis > mamlā bzw. melleṯā > kalām spricht allerdings, dass christlich-arabische Theologen zur Bezeichnung von Disputationen einen anderen Terminus, nämlich Dschadal, benutzten. Deswegen nimmt U. Pietruschka an, dass „es sich bei mutakallim um eine Sprachschöpfung der Muslime handelte“, wobei diese „zunächst eine mehr pejorative Bedeutung hatte.“ Sarah Stroumsa meint, dass die Faszination für Sprache und Beschäftigung mit dem gesprochenen Wort, die teilweise bis zur Pedanterie ging, ein wichtiger Aspekt des frühen Kalām waren, und wahrscheinlich zu der Fixierung von ʿilm al-kalām als Name für diese Disziplin beigetragen haben.

### Kritik am Kalām-Begriff
Die Verwendung des Kalām-Begriffs durch die Mutakallimūn als Bezeichnung für ihre Disziplin stieß in der mittelalterlichen arabischen Gesellschaft teilweise auch auf Ablehnung. Der syrische christliche Philosoph und Theologe Yahyā ibn ʿAdī (gest. 974), der häufig mit den Mutakallimūn diskutierte, kritisierte, dass diese damit einen Monopolanspruch auf den Begriff der „Rede“ (kalām) erhoben, obwohl Vertreter anderer Disziplinen diesen Begriff genauso für sich geltend machen konnten. Abū Haiyān at-Tauhīdī zitiert ihn mit den Worten:

„Ich wundere mich häufig über unsere Gefährten, dass sie, wenn wir mit ihnen zusammensitzen, sagen: ‚Wir sind die Sprecher (al-mutakallimūn), wir sind die Meister der Rede (arbāb al-kalām), die Rede (al-kalām) gehört uns. Durch uns hat sie zugenommen, hat sich verbreitet, ist einwandfrei geworden und hervorgetreten.‘ Als ob die anderen Menschen nicht sprechen würden oder redebegabt (ahl al-kalām) wären! Die Mutakallimūn halten sie wohl für stumm oder sprachlos. O Leute, spricht nicht auch der Rechtsgelehrte, der Grammatiker, der Arzt, der Geometer, der Logiker, der Astrologe, der Physiker, der Theologe, der Hadith-Gelehrte und der Sufi?“

Der muʿtazilitische Gelehrte ʿAbd al-Dschabbār ibn Ahmad (gest. 1024) empfahl, auf solche Kritik zu antworten, dass es einen Grund gebe, warum der Mutakallim speziell mit diesem Ausdruck versehen werde, nämlich die Häufigkeit, mit der er über die unsichtbaren Dinge sprechen müsse, damit sie sich seinem Herzen einprägen.

### Übersetzungen in westliche Sprachen
Es gibt keine einheitliche Übersetzung für Kalām. Gerhard von Cremona (1114–1187) übersetzte ṣināʿat al-kalām noch mit ars elocutionis, also „Redekunst“ im Sinne von Rhetorik, wobei er sich an der nicht-terminologischen Bedeutung des Ausdrucks im Sinne von „Rede“ orientierte. Wilhelm Traugott Krug (1770–1842) betrachtete den Ausdruck Ilmi-Kelam als Namen für die „arabische Metaphysik“.
Michael Friedländer (1833–1910) übersetzte in seiner Übersetzung des Führers der Unschlüssigen ʿilm al-kalām als Dogmatik (science of dogmatics). Tjitze de Boer (1866–1942) meinte, dass man Kalām am besten mit „Dialektik“ oder „theologische Dialektik“ übersetze. Franz Rosenthal (gest. 2003) übersetzte den Begriff ʿilm al-kalām in seinen Ausführungen über die arabisch-islamische Wissenschaftslehre mit „Religionsphilosophie“.
Seit Edward Pococke (1604–1691) ist es verbreitet, ʿilm al-kalām mit „scholastische Theologie“ (Theologia Scholastica, scholastic theology) wiederzugeben. George Makdisi (1920–2002) hingegen hielt diese Übersetzung für verfehlt. Die christliche Theologie sei deswegen als „scholastisch“ bezeichnet worden, weil sie in den Schulen und neu gegründeten Universitäten, besonders derjenigen von Paris, gelehrt worden sei. Der Kalām sei dagegen im Islam aufgrund der Ablehnung der Traditionalisten aus den Schulen ausgeschlossen worden, so dass es eine Ironie wäre, ihn mit „scholastische Theologie“ zu übersetzen. Die einzige wahre scholastische Theologie im Islam ist nach Makdisis Auffassung die juridische Theologie, die von asch-Schāfiʿī (gest. 822) begründet wurde. Sie sei ab der zweiten Hälfte des 9. Jahrhunderts in den Moscheen und später in den Medresen gelehrt worden. Der Kalām, der nach Makdisi in einem Oppositionsverhältnis zur „scholastischen Theologie“ der islamischen Rechtsgelehrsamkeit stand, wird von ihm dagegen als „philosophische Theologie“ übersetzt.
Manchmal wird der Begriff ʿilm al-kalām aber auch mit „spekulative Theologie“ „dialektische Theologie“, oder einfach nur „Theologie“ wiedergegeben. Richard M. Frank hält eine Klassifizierung der Kalām-Wissenschaft als Theologie deswegen für angemessen, weil sie seiner Auffassung nach im Wesentlichen eine theologische Intention hat. Alnoor Dhanani hält dagegen die Übersetzung mit „Theologie“ für irreführend und lässt den Begriff deshalb in seiner Studie über die physikalische Theorie des Kalām unübersetzt.

## Geschichtlicher Überblick

### Die Frage des Ursprungs
Über die Art der Entstehung des Kalām gibt es verschiedene Theorien:
- Maimonides (gest. 1204) meinte, dass der Kalām eigentlich christlicher Herkunft und den Muslimen erst später durch Übersetzungen bekannt geworden sei.[60] Franz August Schmölders wies diese Theorie schon 1840 in seinem Essai sur les écoles philosophiques chez les Arabes als unglaubwürdig zurück.[61] Allerdings wird die Theorie in etwas abgewandelter Form auch von einigen modernen Wissenschaftlern geteilt. So nehmen zum Beispiel Sidney Griffith[62] und David Bertaina[63] an, dass die Kalām-Wissenschaft daraus entstand, dass frühe Muslime sich den Diskussionsstil aneigneten, den christliche Akademiker und Intellektuelle in den griechisch-syrischen Milieus der christlichen Bildungszentren der orientalischen Patriarchate pflegten.
- Nach Ibn Chaldūn (gest. 1406) ist die Kalām-Wissenschaft dadurch entstanden, dass in der Zeit nach den ersten Muslimen Meinungsverschiedenheiten hinsichtlich der Einzelheiten der Glaubenslehren eintraten. Die meisten dieser Meinungsverschiedenheiten wurden seiner Meinung nach durch mehrdeutige Koranverse (āy mutašābih) hervorgerufen. Sie hätten zu Streit, Disputation und rationaler Argumation (istidlāl bi-l-ʿaql) geführt.[64]
- Der marokkanische Philosoph Muhammad ʿĀbid al-Dschābirī (gest. 2010) geht davon aus, dass der Kalām Mitte des 7. Jahrhunderts unmittelbar nach dem Schiedsgericht entstand, das den Krieg zwischen ʿAlī ibn Abī Tālib und Muʿāwiya ibn Abī Sufyān beendete. In dieser Zeit habe der arabische politische Diskurs damit begonnen, die Religion als Vermittlerin zu benutzen. Die verschiedenen Parteien hätten nach einer religiösen Legitimation für ihre Standpunkte gesucht, was der erste Schritt für die theoretische Formation dessen gewesen sei, was man später Kalām-Wissenschaft genannt habe. So sei diese Wissenschaft in ihrer historischen Realität nicht bloß eine Rede über die Glaubenslehre, sondern eine „Praktik zur Politik in der Religion“ (mumārasa li-s-siyāsa fī d-dīn).[65]

Tatsächlich liegen die Anfänge des Kalām aber im Dunkeln. Das hängt auch damit zusammen, dass sich die spezifisch theologische Bedeutung für die Wörter kalām und mutakallim nur sehr langsam durchgesetzt hat. Mutakallim bezeichnete zunächst nur einen „Sprecher mit einer bestimmten Funktion“. In den anonymen Aḫbār al-ʿAbbās wa-waladihī, die aus dem achten Jahrhundert stammen, wird davon berichtet, dass Abū Muslim (gest. 755), als er sich in Merw festsetzen wollte, mutakallimūn von seinen Anhängern in die Stadt schickte, die die Bevölkerung für ihre Sache gewinnen und ihnen klarmachen sollten, dass sie der Sunna folgten und nach der Wahrheit handelten. Shlomo Pines hat daraus gefolgert, dass der Begriff ursprünglich in Abū Muslims Armee entstanden ist und dort politische und religiöse Propagandisten wie die Duʿāt bezeichnete.
Allerdings gibt es Berichte, die darauf hindeuten, dass die Kultur des Kalām schon vorher existierte. Der arabische Geschichtsschreiber Abū Zakarīyā al-Azdī (gest. 945) zitiert einen Bericht, wonach der umaiyadische Kalif ʿUmar ibn ʿAbd al-ʿAzīz (reg. 717–720) gesagt haben soll: „Ich habe mit den Leuten disputiert und gesprochen. Fürwahr, ich liebe es, mit der Schia zu sprechen.“ Die Tatsache, dass hier für „sprechen mit“ das Verb kallama verwendet wird, von dem auch das Wort kalām abgeleitet ist, sieht Josef van Ess als ein Indiz dafür an, dass sich in dieser Zeit bereits die spezifisch theologische Bedeutung des Kalām-Begriffs herausbildet haben könnte.
Nach einem Bericht, der im Kitāb al-Aġānī von Abū l-Faradsch al-Isfahānī (gest. 967) zitiert wird, gab es in Basra sechs Vertreter des Kalām (aṣḥāb al-kalām): die beiden Muʿtaziliten ʿAmr ibn ʿUbaid und Wāsil ibn ʿAtā', der Dichter Baschschār ibn Burd, Sālih ibn ʿAbd al-Quddūs und ʿAbd al-Karīm ibn Abī l-ʿAudschā' sowie ein Mann aus dem Stamm Azd, der der Sumanīya, einer indischen Lehre, zuneigte und der Gruppe sein Haus für ihre Treffen zur Verfügung stellte. Da Wāsil bereits um 748 verstorben ist, muss der Kalām, wenn dieser Bericht authentisch ist, schon in spätumaiyadischer Zeit bestanden haben.
In zwei Überlieferungen, die ʿAbdallāh al-Ansārī (gest. 1089) anführt, wird ʿAmr ibn ʿUbaid als derjenige identifiziert, der „diese Neuerungen von Kalām erfand“ (ibtadaʿ hāḏihi l-bidaʿ min al-kalām). Abū Hanīfa soll ʿAmr ibn ʿUbaid dafür verflucht haben, dass „er den Menschen den Weg zur Rede (kalām) darüber öffnete, worüber zu reden sie nichts angeht“ (fataḥ li-n-nās aṭ-ṭarīq ilā l-kalām fīmā lā yaʿnīhim min al-kalām). Ibn Taimīya (gest. 1328) meinte dagegen, dass die spezielle Art der Argumentation, die den Kalām auszeichnet, Anfang des zweiten islamischen Jahrhunderts zum ersten Mal bei Dschaʿd ibn Dirham (gest. 724) und Dschahm ibn Safwān (gest. 746) zutage getreten sei. Von ihnen sei sie dann zu Wāsil ibn ʿAtā' und ʿAmr ibn ʿUbaid gelangt. Nach Auffassung des osmanischen Gelehrten Taschköprüzāde (gest. 1561) begann die Ausbreitung des Kalām schon um das Jahr 100 der Hidschra (= 718/19 n. Chr.) durch die Muʿtazila und die Qadarīya, wobei wiederum Wāsil ibn ʿAtā' die entscheidende Rolle spielte. Allerdings sind weder von Wāsil ibn ʿAtā' noch von anderen hier genannten Personen Buchtitel oder Aussprüche überliefert, die darauf hindeuten, dass sie selbst den Ausdruck kalām als Namen für eine bestimmte Wissenschaft oder Wissenskultur verwendet hätten.
Nach einem Bericht, den al-Masʿūdī (gest. 956) in seinem Werk Murūǧ aḏ-ḏahab zitiert, war der abbasidische Kalif al-Mahdi (reg. 775–785) der erste Herrscher, der Mutakallimūn beauftragte, Bücher gegen Mulhidūn aus dem Kreis der Manichäer, Bardesaniten und Markioniten abzufassen und ihre Argumente zu widerlegen. Anlass dafür war, dass sich zu jener Zeit Schriften dieser Gruppen verbreitet hatten und aus dem Neupersischen und Mittelpersischen ins Arabische übersetzt wurden.

### Die Blütezeit unter den frühen Abbasiden
Nach asch-Schahrastānī begann die Blütezeit der Kalām-Wissenschaft mit den Kalifen Hārūn ar-Raschīd (reg. 786–809), al-Ma'mūn (reg. 813–833), al-Muʿtasim (reg. 833–842), al-Wāthiq (reg. 842–847) und al-Mutawakkil (reg. 847–861) und endete in der Zeit von Sāhib ibn ʿAbbād, der von 979 bis 995 den Buyiden von Raiy als Wesir diente.
Einer der bedeutendsten Förderer von Kalām-Diskussionen in der frühen Abbasidenzeit war der Barmakide Yahyā ibn Chālid, der unter Hārūn ar-Raschīd als Wesir fungierte. Al-Yaʿqūbī (gest. nach 905) berichtet, dass er Kalām und Erörterung (naẓar) liebte, in seinen Tagen die Mutakallimūn zahlreich wurden und diese miteinander disputierten und Bücher abfassten. Als Beispiele für Mutakallimīn dieser Zeit nennt al-Yaʿqūbī Hischām ibn al-Hakam und Dirār ibn ʿAmr (gest. 815). Nach einem Bericht, den Ibn Bābawaih zitiert, pflegte Yahyā ibn Chālid sonntags eine Gesprächsrunde (maǧlis) bei sich auszurichten, an der Mutakallimūn von jeder Sekte (firqa) und Religionsgemeinschaft (milla) teilnahmen, die dann miteinander über ihre Religionen disputierten und Argumente gegeneinander vorbrachten. Diese Gesprächsrunde wird auch von al-Masʿūdī erwähnt. Nach seinem Bericht nahmen an dieser Runde viele islamische Mutakallimūn teil, darunter Muʿtaziliten wie Abū l-Hudhail, an-Nazzām und Bischr ibn al-Muʿtamir, Imamiten wie Hischām ibn al-Hakam, jeweils ein Charidschit und ein Murdschiit sowie Vertreter anderer Weltanschauungen und Glaubensrichtungen, darunter der Mobed der Zoroastrier.
Auch der Kalif al-Ma'mūn tat sich durch Förderung des Kalām hervor. Al-Yaʿqūbī berichtet, dass er sich offen zur „Lehre der Gerechtigkeit und des Ein-Gott-Glaubens“ (al-qaul bi-l-ʿadl wa-t-tauḥīd), also zur Muʿtazila, bekannte, Mutakallimūn an seinen Hof zog und ihnen Unterhalt zahlte, so dass sich ihre Zahl vergrößerte. Ein jeder, so erklärt al-Yaʿqūbī, schrieb Bücher zur Verteidigung seiner eigenen Lehre und zur Widerlegung seiner Gegner. Unter den Kalām-Gelehrten, die am Hofe al-Ma'mūns tätig waren, erwähnt al-Masʿūdī Abū l-Hudhail und an-Nazzām. Ein Lobvers, den al-Ma'mūn über letzteren gedichtet haben soll, lautet:
أظلّ أبو الهذيل على الكلام

كإظلال الغمام على الأنام
Aẓalla Abū l-Huḏail ʿalā l-kalām

ka-iẓlāl al-ġamām ʿalā l-anām
Abū l-Hudhail überschattet den Kalām,

so wie die Wolken die Menschen überschatten.
Al-Dschāhiz (gest. 869), der eine der ersten Abhandlungen über den Kalām verfasste, pries darin die Kunst des Kalām als „kostbares Juwel“ (ǧauhar ṯamīn), als „den Schatz, der nicht vergeht“ (al-kanz allaḏī lā yafnā wa-lā yablā) und als den „Gefährten, der nicht langweilt und nicht betrügt“. Sie sei das Richtmaß für jede andere Kunst, der Zügel für jeden Ausdruck, die Waage, mit der man das Zuwenig oder Zuviel einer jeden Sache klarstelle, und der Filter, mit dem man die Reinheit oder Unreinheit einer jeden Sache erkenne. Alle Gelehrten seien auf sie angewiesen, und sie sei für jeden Erwerb Werkzeug und Muster. Was könne es Wichtigeres geben als etwas, ohne dass man weder die Herrlichkeit Gottes noch das Prophetentum beweisen könne, und ohne dass man das wahre Argument nicht von dem Scheinargument, und den Beweis nicht von dem Scheinbeweis unterscheiden könne. Der Kalām erlaube, die Gemeinschaft (ǧamāʿa) von der Sekte (firqa) zu unterscheiden und die Sunna von der Bidʿa. Auch vergleicht al-Dschāhiz den Kalām mit einer Grenzfestung (ṯaġr), deren Verteidigung großen persönlichen Einsatz erfordere. Er gleiche deswegen einer Grenzfestung, weil alle Menschen seinen Anhängern gegenüber feindlich gesinnt seien. Wer dieser Wissenschaft ihr Recht zukommen lasse, könne mit entsprechendem Lohn rechnen. Al-Dschāhiz lobt die Mutakallimūn dafür, dass sie trotz der Ablehnung, die ihre Disziplin in der Gesellschaft erfährt, dieser aus Überzeugung von ihrem hohen Wert treu bleiben und dafür sogar bereit sind, das Opfer von Armut und fehlenden Karrierechancen als Qādī auf sich zu nehmen.
In einer anderen Schrift äußerte al-Dschāhiz, dass ohne den Kalām keine Religion für Gott zustande käme und man sich nicht von den Ketzern abheben würde. Es gäbe keinen Unterschied zwischen Falsch und Wahr und keine Trennung zwischen einem Propheten und einem bloßen Prätendenten des Prophetentums. Das Argument wäre nicht vom List zu unterscheiden und der Beweis nicht von dem Scheinbeweis. Die Kalām-Kunst sei jeder anderen Kunst und Bildung vorzuziehen, weswegen man sie zum Richtmaß für jede philosophische Spekulation und zur Grundlage eines jeden Syllogismus gemacht habe. Man bringe ihm nur deswegen so viel Wertschätzung entgegen, weil jeder Gelehrte seiner bedürfe und nicht ohne ihn auskomme. Und in seinem Kitāb al-Ḥayawān äußerte al-Dschāhiz die Auffassung, dass ohne die Kalām-Gelehrten die Volksmassen aus allen Religionsgemeinschaften (al-ʿawāmm min ǧamīʿ al-umam) zugrunde gingen.
Zu den Mutakallimūn des 9. Jahrhunderts gehörten auch religionskritische Denker wie Abū ʿĪsā al-Warrāq und Ibn ar-Rāwandī. Ibn an-Nadīm schreibt über letzteren in seinem Fihrist, dass es in seiner Zeit unter seinesgleichen niemanden gegeben habe, der sich besser auf den Kalām verstand als er. Zu den großen Neuerungen des Kalām im 9. und 10. Jahrhundert gehörten die Tafra-Theorie an-Nazzāms, die Kasb-Theorie Abū l-Hasan al-Aschʿarīs und die Modi-Theorie Abū Hāschim al-Dschubbā'īs. Nach Ibn Taimīya bildeten sie die drei „Wunder des Kalām“ (ʿaǧāʾib al-kalām).

### 10. und 11. Jahrhundert: Verbreitung vom Irak nach Osten und Westen
Bis zum frühen 10. Jahrhundert war der Kalām im Wesentlichen auf den Irak und Chuzistan beschränkt. Ein sehr wichtiges Zentrum der Kalām-Kultur war die Muʿtaziliten-Hochburg ʿAskar Mukram in Chuzistan, die Wirkungsstätte von Abū ʿAlī al-Dschubbā'ī und seinem Sohn Abū Hāschim. Der Geograph Ibn Hauqal (gest. 977) berichtet, dass sich hier auch Angehörige des einfachen Volkes in der Kalām-Methode übten und darin eine solche Meisterschaft erreichten, dass sie es mit Gelehrten anderer Städte aufnehmen konnten. Ibn Hauqal erzählt, dass er in der Stadt zwei Lastträger sah, die auf ihrem Kopf oder Rücken schwere Lasten trugen und gleichzeitig einen Streit über Koranauslegung und Fragen des Kalām austrugen.
Im Laufe des 10. Jahrhunderts verbreitete sich der Kalām auch stärker in die östlichen Gebiete des islamischen Reichs. Einer der frühen Kalām-Gelehrten in Chorasan war Abū l-Qāsim al-Balchī (gest. 931). Andere Kalām-Gelehrte wie ʿAbd al-Dschabbār ibn Ahmad (gest. 1024) ließen sich in Raiy nieder. Im späten 10. Jahrhundert entwickelte sich Nischapur zu einem der wichtigsten Zentren des Kalām. Hier wirkten die aschʿaritischen Ibn Fūrak (gest. 1015), al-Isfarāyīnī (gest. 1027), ʿAbd al-Qāhir al-Baghdādī (gest. 1037) und al-Dschuwainī (gest. 1085), dessen Kitāb al-Iršād Ibn Chaldūn zu einem der wichtigsten Kalām-Bücher überhaupt zählte.
Im Maghreb und al-Andalus befasste man sich dagegen bis zum frühen 11. Jahrhundert noch nicht mit dem Kalām. Die Art, wie in Kalām-Sitzungen offen mit Vertretern anderer Religionen diskutiert wurde, stieß hier bei den Gelehrten auf großes Befremden. Dies zeigt der Bericht eines andalusischen malikitischen Gelehrten, der in zwei arabischen Werken des 11. Jahrhunderts zitiert wird. Dieser Gelehrte, dessen Name mit Abū ʿUmar Ahmad ibn Muhammad Ibn Saʿd angegeben wird, reiste in der zweiten Hälfte des 10. Jahrhunderts von al-Andalus aus zuerst in den Irak und kehrte anschließend über Kairouan in Nordafrika in seine Heimat zurück. Als ihn Ibn Abī Zaid al-Qairawānī (gest. 996) in Kairouan über seinen Aufenthalt im Osten befragte und ihm die Frage stellte, ob er die Kalām-Versammlungen (maǧālis al-kalām) besucht habe, bejahte er und teilte dann mit, dass er sie zwei Mal besucht habe, dann aber nicht mehr. Als ihn Ibn Abī Zaid nach dem Grund fragte, erzählte er:

„Was die erste Versammlung anlangt, an der ich teilgenommen habe, so habe ich gesehen, dass es eine Versammlung war, die alle Sekten (firaq) zusammenführte: Muslime von den Sunniten und den Ketzern sowie Ungläubige von den Madschūs, Dahriten, Zindīqen, Juden, Christen und den übrigen Arten des Unglaubens. Jede Gruppe hatte ihren Anführer (raʾīs), der entsprechend seiner Lehrrichtung sprach und sie verteidigte. Und wenn irgendein Anführer kam, standen alle auf, ganz gleich welcher Gruppe er angehörte, und setzten sich erst wieder, wenn er sich setzte. Und als die Versammlung voll war und man niemanden mehr erwartete, sagte einer von den Ungläubigen: ‚Ihr habt euch zur Disputation versammelt. Die Muslime sollen gegen uns nicht mit ihrem Buch oder der Rede ihres Propheten argumentieren, denn wir glauben nicht daran und erkennen das nicht an. Vielmehr disputieren wir nur mit Verstandesargumenten (ḥuǧaǧ al-ʿaql) und dem, was entsprechend Überlegung (naẓar) und Syllogismus (qiyās) denkbar ist.‘ Und die anderen antworteten: ‚Einverstanden. Das soll dir gewährt sein.‘ […] Als ich dies hörte, bin ich nicht mehr zu der Versammlung gegangen. Dann sagte man mir, es gebe noch eine andere Kalām-Versammlung. Ich besuchte sie, fand aber, dass sich die Leute dort genauso verhielten. Daraufhin habe ich die Versammlungen der Kalām-Anhänger gemieden und nicht mehr daran teilgenommen.“

In dem Bericht wird weiter erzählt, dass Ibn Abī Zaid al-Qairawānī über das Verhalten der irakischen Gelehrten sehr verwundert war und sich darüber empörte, dass sie als Muslime die Disputation mit Ungläubigen gestatteten und ihnen sogar zustanden, dass dabei weder Koran, noch die Worte des Propheten als Argument gelten sollten. Damit waren seiner Meinung nach „die Würde und die Rechte des Islams“ (ḥurmat al-islām wa-ḥuqūquhū) zugrunde gegangen.
Anfang des 11. Jahrhunderts hielt der Kalām aber schließlich auch im Maghreb Einzug. Nach einem Bericht, den ʿAbdallāh al-Ansārī (gest. 1087) zitiert, war dafür der Herater Gelehrte Abū Dharr al-Harawī (gest. 1042/43) verantwortlich. Er soll der erste gewesen sein, der den Kalām in den Hedschas und den Haram von Mekka trug und unter den Maghrebinern verbreitete. Nach adh-Dhahabī (gest. 1348) war Abū Dharr al-Harawī Anhänger des aschʿaritischen Kalām und hatte diesen von al-Bāqillānī übernommen. Die Maghrebiner, die mit ihm in Mekka zusammentrafen, trugen die neue Lehre in den Maghreb und nach al-Andalus.

### Postklassische Zeit und „Konservativismus“
Für die weitere Geschichte des Kalām war al-Ghazālī (gest. 1111) von großer Bedeutung. Er war der erste Gelehrte mit aschʿaritischem Hintergrund, der die Kalām-Wissenschaft zur ranghöchsten Wissenschaft erhob (siehe dazu unten). Allerdings warnte er auch vor den Gefahren des Kalām für den Glauben und empfahl, dass nur einzelne ausgesuchte Personen in dieser Wissenschaft ausgebildet werden sollten (siehe Kalām-Kritik). Al-Ghazālī selbst rühmte sich damit, „den höchsten Grad der Kalām-Gelehrten“ (muntahā daraǧat al-mutakallimīn) erreicht und insgesamt sieben Werke zur Kalām-Wissenschaft abgefasst zu haben, darunter al-Iqtiṣād fī l-iʿtiqād und Tahāfut al-falāsifa. Jedoch war al-Ghazālīs Stellung unter den Kalām-Gelehrten keineswegs unumstritten. Einige spätere Gelehrte sprachen ihm größere Kompetenz auf diesem Gebiet ab. Der nordafrikanische Gelehrte Abū ʿAbdallāh al-Māzarī (gest. 1141) zum Beispiel war der Meinung, dass al-Ghazālī zwar Werke zur Kalām-Wissenschaft abgefasst habe, jedoch kein Experte (mustabḥir) darin gewesen sei. Dies führte er darauf zurück, dass er vorher Philosophie studiert habe. Dieses Studium habe ihm eine „Kühnheit bei den Begriffen“ (ǧarāʾa fī l-maʿānī) eingebracht und den „Angriff auf die Wahrheiten“ (al-huǧūm ʿalā l-ḥaqāʾiq) erleichtert, denn die Philosophen respektierten kein Religionsgesetz und schreckten nicht davor zurück, Imamen, denen sie folgten, zu widersprechen. Tādsch ad-Dīn as-Subkī (gest. 1370), der al-Ghazālī einen langen Eintrag in seiner Biographiensammlung über die Schafiiten widmete, berichtigte zwar al-Māzarī dahingehend, dass sich al-Ghazālī nicht vor, sondern nach dem Kalām mit der Philosophie beschäftigt habe, stimmte ihm aber in der Einschätzung zu, dass al-Ghazālī kein Experte im Kalām gewesen sei. Er äußerte auch, dass er von al-Ghazālī kein einziges Werk gesehen habe, das der Methode der Mutakallimūn folge. Ibn Chaldūn (gest. 1406) dagegen, der in seiner Muqaddima einen Abschnitt der Geschichte der Kalām-Wissenschaft widmet, sah in al-Ghazālī den Schöpfer einer neuen Kalām-Methode, die er die „Methode der Späteren“ (ṭarīqat al-mutaʾaḫḫirīn) nannte. Diese zeichnet sich ihm zufolge dadurch aus, dass in ihr Kalām mit Philosophie vermischt wird (siehe dazu unten).
Das einflussreichste Werk des post-klassischen Kalām war das Kitāb al-Mawāqif des iranischen Gelehrten ʿAdud ad-Dīn al-Īdschī (gest. 1355). Es hat insgesamt fünf Kommentare und 32 Superkommentare erhalten und wurde Bestandteil des Dars-i-Nizāmī-Curriculums an den südasiatischen Madrasas. Im osmanischen Schulbetrieb spielte das Buch ebenfalls eine wichtige Rolle. Der osmanische Gelehrte Sāçaqlızāde empfahl es im Kalām-Abschnitt seiner Enzyklopädie Tartīb al-ʿulūm den Gelehrten zusammen mit dem Kitāb al-Maqāṣid von Saʿd ad-Dīn at-Taftāzānī als Grundlage für den Unterricht. Das Werk enthält am Anfang ein einführendes Kapitel, in dem der Autor Definition, Gegenstand, Nutzen, Rang, Probleme und Benennung der Kalām-Wissenschaft erörtert.
Ende des 14. Jahrhunderts meinte Ibn Chaldūn, dass die Kalām-Wissenschaft für Studenten seiner Zeit nicht mehr notwendig sei, weil die Häretiker und Neuerer inzwischen zugrunde gegangen seien und es ausreiche, sich mit dem zu befassen, was die Imame der Sunniten zu ihrer Abwehr geschrieben hätten. Eine Nachblüte erlebte die Kalām-Wissenschaft aber im 17. und 18. Jahrhundert auf dem Gebiet des heutigen Mauretanien. Ein besonders eifriger Anhänger des Kalām war dort der aschʿaritische Gelehrte Muhammad ibn ʿUmar al-Bartallī (gest. 1696) in Walāta. Von ihm berichtet eine westafrikanische Biographiensammlung, dass er zu den berühmten Mutakallimūn gehörte und ständig damit beschäftigt war, Kalām-Bücher zu lesen, zu kopieren und zu lehren. Auch bei den Wolga-Ural-Tataren in Russland wurde der Kalām gefördert. Er wurde hier Ende des 18. Jahrhunderts zum festen Bestandteil der Medresen-Gelehrsamkeit in den Dörfern und Kleinstädten, auch wenn man sich dabei auf die Beschäftigung mit Kommentaren und Glossen beschränkte.
Allerdings war die Frühe Neuzeit für die Kalām-Wissenschaft eine Phase des „erstarrten Konservativismus“ (conservatisme figé), wie Louis Gardet schreibt. Auch muslimische Gelehrte diagnostizierten einen Niedergang dieser Disziplin. Der osmanisch-türkische Gelehrte İsmail Hakkı İzmirli (gest. 1946) etwa klagte, dass es in seiner Zeit nur noch sehr wenige Personen gäbe, die die Kalām-Probleme wirklich kennten und die Kalām-Rätsel verständen. Es gebe kaum noch einen Kalām-Gelehrten, der mehr als die Kalām-Fragen eines Buches verstehe, und die Kalām-Wissenschaft beschränke sich auf das Studium des Kommentars zu den ʿAqāʾid von Nadschm ad-Dīn Abū Hafs an-Nasafī (gest. 1142) und zu den ʿAqāʾid von ʿAdud ad-Dīn al-Īdschī (gest. 1355).

### Moderne Versuche der Wiederbelebung

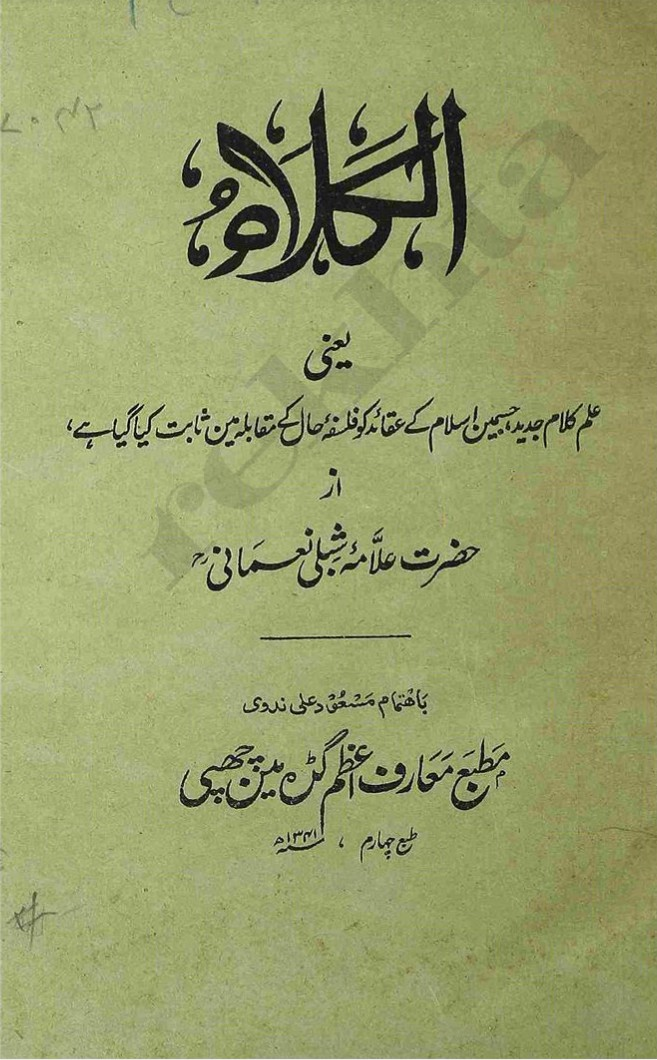
Umschlag der auf Urdu abgefassten Abhandlung al-Kalām, in der Schiblī Nuʿmānī seine Ideen für eine neue Kalām-Wissenschaft vortrug, 4. Auflage von 1903.

Ende des 19. Jahrhunderts gab es unter den Muslimen Britisch-Indiens erste Aufrufe zur Wiederbelebung der Kalām-Wissenschaft. So hielt Sayyid Ahmad Khan 1884 vor der Andschuman-i Himayat-i Islam („Gesellschaft zum Schutz des Islams“) in Lahore eine Rede, in der er sagte: „So wie in früheren Tagen, brauchen wir heute eine moderne Kalām-Wissenschaft, durch die wir die Lehrsätze der modernen Wissenschaften entweder nutzlos oder zweifelhaft machen oder sie mit den Lehren des Islams harmonisieren können.“ Einer von Sayyid Ahmad Khans Anhängern, Schiblī Nuʿmānī (gest. 1914), griff den Gedanken auf und hielt 1895 beim ersten Kongress der Nadwat al-ʿUlamā' eine Ansprache, in der er den ʿUlamā' ins Gewissen redete, dass es ihre wesentliche Verantwortung sei, eine neue Kalām-Wissenschaft zu entwickeln, um den Herausforderungen des Atheismus zu begegnen, so wie die mittelalterlichen Gelehrten Fachr ad-Dīn ar-Rāzī, al-Ghazālī und Averroes das griechische Denken in einen Rahmen gegossen hatten, der in gleicher Weise rationalistisch wie islamisch gewesen sei. Zwischen 1901 und 1905 war Schiblī Nuʿmānī als Direktor für das Erziehungsdezernat des indischen Fürstenstaates Hyderabad tätig. In dieser Zeit veröffentlichte er zwei Bücher zum Kalām, eines mit dem Titel ʿIlm-i kalām (1902), in dem er ausführlich Anfänge, Verbreitung und historische Entwicklung der Kalām-Wissenschaft behandelte, und ein weiteres mit dem einfachen Titel al-Kalām (1903), in dem er seine Ideen für einen noch zu gründenden neuen Kalām präsentierte.

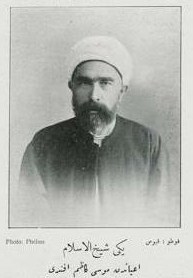
Musa Kâzım Efendi, von 1910 bis 1911 und von 1916 bis 1918 osmanischer Şeyhülislam

Wenige Jahre später wurden diese Ideen im Osmanischen Reich aufgegriffen. Musa Kâzım Efendi hielt im August 1909 auf einer Konferenz einen Vortrag über die Notwendigkeit, neue, an die Bedürfnisse der Gegenwart angepasste Kalām-Bücher abzufassen. Mehmet Şerafeddin Yaltkaya (gest. 1947), der später als zweiter Präsident der türkischen Diyanet-Behörde fungierte, propagierte in den Jahren 1914 bis 1915 eine soziale Kalām-Wissenschaft (ictimâʿî ʿilm-i kelâm). Seine Ideen dazu präsentierte er in der türkischen Zeitschrift Islâm Mecmûʿası. Şerafeddin begründete den Bedarf nach einer sozialen Kalām-Wissenschaft damit, dass der Kalām nicht nur gegnerische Gruppen abwehren, sondern auch einer glaubensmäßigen Stärkung der Muslime dienen müsse. Von jeder Zusammenkunft gehe Spiritualität und Heiligkeit aus. Gott werde nicht gewusst, sondern gespürt.
Um eine Reform des Kalām-Unterrichts in Gang zu setzen, schrieb am 20. März 1916 das Amt des Şeyhülislam einen Wettbewerb für ein neues Kalām-Lehrbuch aus. Der osmanische Gelehrte İsmail Hakkı İzmirli veröffentlichte 1917/18 sein Buch Muḥaṣṣalü l-kelâm ve-l-ḥikme („Quintessenz von Kalām und Philosophie“), das aber ebenfalls nur die Notwendigkeit betonte, die Kalām-Wissenschaft an die modernen Bedürfnisse anzupassen. İzmirli meinte, dass so, wie irgendwann der Kalām von Fachr ad-Dīn ar-Rāzī an die Stelle des Kalām von al-Bāqillānī getreten sei, weil jener nicht mehr ausgereicht habe, für die heutigen Bedürfnisse der Kalām von Fachr ad-Dīn ar-Rāzī nicht mehr ausreiche, so dass ein neuer Kalām entwickelt werden müsse. In den Jahren 1920 bis 1922 verfasste er im Auftrag der dem türkischen Justizministerium unterstellten Wissenschaftlichen Kommission für islamische Untersuchungen und Veröffentlichungen (Tedkîkât ve Teʾlifât-ı İslâmiyye Heyʾet-i ʿilmiyye) das Werk Yeni ʿIlm-i Kelâm („Die neue Kalām-Wissenschaft“), das genau diese Aufgabe erfüllen sollte. Das Buch war auf vier Bände ausgelegt, doch konnte İzmirli nur zwei davon vollenden. In einem Interview, das İzmirli 1923 der türkischen Zeitschrift Sebîl ür-Reşâd gab, erklärte er zu diesem Projekt:

„Die modernen Wissenschaften verändern und erweitern die Arten der in der Kalām-Wissenschaft verwendeten Argumente. Die Prinzipien und Bedürfnisse der Kalām-Wissenschaft sind dem Zeitalter entsprechend veränderlich. Wenn sich der Gegner ändert, dann ändert sich auch die Art der Verteidigung der Kalām-Wissenschaft. Aber der grundsätzliche Zweck der Kalām-Wissenschaft ändert sich nicht. Die fundamentalen islamischen Dogmen sind vor einer Veränderung geschützt.“

In den letzten Jahren griffen der indische Gelehrte Wahīd ad-Dīn Chān (gest. 2021) und der irakische Denker und Philosoph ʿAbd al-Dschabbār ar-Rifāʿī (geb. 1954) das Projekt der „neuen Kalām-Wissenschaft“ wieder auf. Ar-Rifāʿī nennt in einem 2016 dazu veröffentlichten Buch elf Mängel des traditionellen Kalāms, die seiner Auffassung nach im neuen Kalām überwunden werden müssen. Hierzu gehören die abstrakte Tendenz und der Spalt zwischen Theorie und Praxis, die Entleerung der Kalām-Wissenschaft von ihrem sozialen Inhalt, das Vergessen des Menschen in der alten Kalām-Wissenschaft, die Erziehung zur Furcht und die Verankerung der Sklavenmentalität, die Verankerung der Rechtgläubigkeitstheologie (lāhūt ṣirāṭī), das Vergessen des Geistes, des Herzens und des religiösen Empfindens, das Fehlen eines ethischen Inhalts in der alten Kalām-Wissenschaft, die Vermischung zwischen heiligen Text und seiner Lektüre, die Verwendung der klassischen Physik als Grundlage in der alten Kalām-Wissenschaft. Ar-Rifāʿī meint, dass die neue Kalām-Wissenschaft auch nach einem ästhetischen Ausdruck der Religion suchen und auf diese Weise nach einer Befreiung von faschistischen Interpretationen streben soll, die nicht nur den ästhetischen, barmherzigen und friedvollen Charakter der Religion auslöschen, sondern auch eine Welle des Atheismus hervorbringen, die sie von innen her aushöhlen.
An einigen Universitäten gibt es heute Professuren für Kalām. Auch beim Aufbau von Zentren für islamische Theologie an deutschen Hochschulen nach 2010 wurde der Kalām berücksichtigt. So wurde am Zentrum für islamische Theologie der Universität Münster eine Professur für Kalām, Islamische Philosophie und Mystik eingerichtet. Seit 2016 wird sie von Ahmad Milad Karimi besetzt. Er ist auch Mitbegründer des 2010 gegründeten Kalām-Verlags für islamische Theologie und Religionspädagogik.

## Die verschiedenen Kalām-Schulen

### Die islamischen Kalām-Schulen

#### Die Muʿtazila
Die dominante islamische Kalām-Schule bis zum 10. Jahrhundert war die Muʿtazila. Al-Dschāhiz (gest. 876) wird mit dem Ausspruch zitiert: „Der Kalām gehört der Muʿtazila, der Fiqh gehört Abū Hanīfa, die Verleumdung (al-buht) gehört den Rāfida, und was noch übrigbleibt, ist ʿAsabīya“. Auch Gelehrte wie Abū l-Husain al-Chaiyāt (gest. ca. 913) und Abū l-Husain al-Malatī (gest. 987) sahen die Muʿtaziliten als die eigentlichen „Meister des Kalām“ (arbāb al-kalām) an.
Zu den bekanntesten muʿtazilitischen Mutakallimūn des 9. und 10. Jahrhunderts gehörten Thumāma ibn al-Aschras (gest. 828), an-Nazzām (gest. zw. 835 und 845), an-Nāschi' al-Kabīr (gest. 906) und Abū l-Qāsim al-Balchī (gest. 931). Besonders große Bedeutung kam auch Abū ʿAlī al-Dschubbā'ī (gest. 916) zu. Ibn an-Nadīm präsentiert ihn in seinem Fihrist als denjenigen, „der den Kalām fügsam machte, vereinfachte und das, was von ihm schwierig war, glättete.“ Al-Malatī berichtet von ihm, dass er 40.000 Blatt zum Kalām niedergeschrieben habe.
Bei den Muʿtaziliten sah man Abū l-Hudhail (gest. zw. 840 und 850) als den eigentlichen Initiator des Kalām an, doch erzählte man auch, dass dieser sein spezielles Kalām-Wissen über eine Anzahl von Mittelsmännern vom Propheten Mohammed selbst erhalten habe. Als Zwischenglieder in der Traditionskette wurden hierbei in regressiver Reihenfolge genannt: 1. ʿUthmān ibn Chālid at-Tawīl (gest. 767), 2. Wāsil ibn ʿAtā' und ʿAmr ibn ʿUbaid, 3. Abū Hāschim ibn Muhammad ibn al-Hanafīya, 4. Muhammad ibn al-Hanafīya und 5. ʿAlī ibn Abī Tālib.

#### Andere Schulen
Neben den Muʿtaziliten gab es allerdings noch verschiedene andere Kalām-Richtungen. Al-Dschāhiz erklärte im 9. Jahrhundert, dass mutakallim ein Name sei, der Azraqiten und Ghulāt, Charidschiten und Rāfiditen, ja ganz allgemein die Schiiten und die verschiedenen Arten von Muʿtaziliten einschließe, darüber hinaus auch alle Murdschi'a und die Anhänger anderer abweichender Lehrrichtungen. Der Geograph Schams ad-Dīn al-Maqdisī (gest. Ende 10. Jhdt.), der in seinem geographischen Werk Aḥsan at-taqāsīm fī maʿrifat al-aqālīm einen Überblick über die verschiedenen islamischen Lehrrichtungen seiner Zeit bietet, nennt dort vier reine Kalām-Lehrrichtungen, nämlich die Muʿtazila, die Naddschārīya, die Kullābīya und die Sālimīya, und daneben noch vier weitere Lehrrichtungen, die sowohl Fiqh als auch Kalām betrafen, nämlich Schia, Charidschiten, Karrāmīya und Bātinīya. Die Qadarīya, die eng mit der Muʿtazila verwandt war, wird in dieser Zeit nicht mehr als eigene Kalām-Schule erwähnt. Das liegt wahrscheinlich daran, dass, wie al-Maqdisī berichtet, zu dieser Zeit der Name Muʿtazila den Namen Qadarīya bereits verdrängt hatte.
Die von al-Maqdisī erwähnte Naddschārīya war eine theologische Schule, die auf den iranischen Mutakallim al-Husain an-Naddschār (gest. 815) zurückging, dogmatisch der Murdschi'a und der Muʿtazila nahestand und vor allem in der iranischen Stadt Raiy Anhänger gewann. Ein früher herausragender Mutakallim dieser Schule war Muhammad ibn ʿAbd ar-Rahmān al-ʿAtawī, der ein Buch über die Erschaffung der menschlichen Handlungen durch Gott abfasste. Die Kullābīya war eine von Ibn Kullāb (gest. um 855) begründete theologische Schule, die sich selbst als sunnitisch betrachtete. Bekannte frühe Vertreter dieser Schule, die sich mit Kalām befassten, waren al-Hārith ibn Asad al-Muhāsibī (gest. 857) und al-Dschunaid (gest. 910). Letzterer wurde allerdings von Ibn an-Nadīm den sufischen Mutakallimūn (mutakallimūn ʿalā maḏāhib aṣ-ṣūfīya) zugerechnet. Die Sālimīya war eine mystisch-theologische Schule in Basra, die auf den Lehren von Muhammad Ibn Sālim (gest. 909) basierte, der zu den Schülern von Sahl at-Tustarī (gest. 896) gehörte.
Was die schiitischen Mutakallimūn anlangt, so teilten sich diese in Imamiten und Zaiditen auf. Zu den frühesten imamitischen Mutakallimūn gehörten Hischām ibn al-Hakam (gest. 795 od. später) und Abū Dschaʿfar al-Badschalī (gest. 799 od. später), auch bekannt als Schaitān at-Tāq bzw. Mu'min at-Tāq. Ein bekannter imamitischer Mutakallim des frühen 10. Jahrhunderts war al-Hasan ibn Mūsā an-Naubachtī (gest. zw. 912 und 922). Er wurde allerdings auch von den Muʿtaziliten reklamiert. In der zweiten Hälfte des 10. Jahrhunderts ging die Führung der schiitischen Mutakallimūn auf asch-Schaich al-Mufīd (gest. 1022) über, der auch als Ibn al-Muʿallim bekannt ist. Ibn an-Nadīm, der ihn persönlich kannte, beschreibt ihn in seinem Fihrist als einen „Meister in der Kunst des Kalām“ (muqaddam fī ṣināʿat al-kalām). Zu den bekannten charidschitischen Mutakallimūn, die um die Wende zum neunten Jahrhundert lebten, gehörten der Ibadit ʿAbdallāh ibn Yazīd und der Baihasit Yamān ibn Ribāb. Letzterer verfasste eines der frühesten islamischen doxographischen Werke.
Der Name Kullābīya wurde schon im 10. Jahrhundert durch Aschʿarīya verdrängt. Dieser Name leitet sich von dem basrischen Gelehrten Abū l-Hasan al-Aschʿarī (gest. 935 in Bagdad) ab, der selbst der kullābitischen Schule angehörte und auch verschiedene Lehren von ihr übernommen hat. Die Aschʿarīya erlangte bis zum 12. Jahrhundert im islamischen Westen eine so beherrschende Stellung, dass Averroes (gest. 1198), wenn er von den „Mutakallimūn unserer Religionsgemeinschaft“ (al-mutakallimūn min millatinā) sprach, eigentlich die Aschʿariten meinte. Anfang des 14. Jahrhunderts meinte der syrisch-ägyptische Gelehrte Taqī ad-Dīn as-Subkī (gest. 1355), dass die miteinander im Widerstreit stehenden Gruppen der Aschʿariten und Muʿtaziliten die eigentlichen Meister der Mutakallimūn (fuḥūlat al-mutakallimūn) stellten. Eine weitere theologische Richtung, die sich im Kalām hervortat, war die Māturīdīya, die auf den transoxanischen Gelehrten Abū Mansūr al-Māturīdī (gest. 941 in Samarkand) zurückgeht. In der Frühen Neuzeit bildeten die Māturīdīya und die Aschʿarīya die beiden wichtigsten Kalām-Schulen des sunnitischen Islams.
Im Rahmen der modernen Wiederbelebung der Kalām-Wissenschaft spielte wohl zeitweise auch die Salafīya eine wichtige Rolle. So meinte Mustafā ʿAbd ar-Rāziq (gest. 1947), dass sich diese Wiederbelebung auf eine Art Rivalität zwischen der aschʿaritischen Lehrrichtung und der Lehrrichtung Ibn Taimīyas gründe, wobei sich die Anhänger der letzteren als Salafīya bezeichneten. Vorherrschend sei in den islamischen Ländern jedoch immer noch die aschʿaritische Lehrrichtung. Nach Auffassung von Murtadā Mutahharī (gest. 1979) sind die wichtigsten Kalām-Richtungen die Schia, die Muʿtazila, die Aschʿarīya und die Murdschi'a.

#### Sunnitischer Kalām
Aschʿariten und Māturiditen betrachteten sich als Vertreter einer Kalām-Wissenschaft, die auf die sunnitische Lehre gegründet ist. Dabei führten sie ihre eigene Form des Kalām wie die Muʿtaziliten bis auf die erste Generation der Muslime zurück. Der aschʿaritische Theologe ʿAbd al-Qāhir al-Baghdādī (gest. 1037) meinte zum Beispiel, dass ʿAlī ibn Abī Tālib und ʿAbdallāh ibn ʿUmar die ersten sunnitischen Mutakallimūn unter den Sahāba gewesen seien. Der erste sunnitische Mutakallim in der zweiten Generation der Muslime sei der Kalif ʿUmar ibn ʿAbd al-ʿAzīz gewesen. Dann seien ihm Zaid ibn ʿAlī, al-Hasan al-Basrī und asch-Schaʿbī gefolgt. Die ersten Mutakallimūn unter den Fiqh-Gelehrten seien Abū Hanīfa und asch-Schāfiʿī gewesen, die auch eigene Bücher zum Kalām verfasst hätten.
Einige māturiditische und aschʿaritische Gelehrte wollten den Kalām sogar allein auf die sunnitische Lehre beschränken. Diese Tendenz zeigt sich im 11. Jahrhundert schon bei Abū Yusr al-Bazdawī (gest. 1099), der forderte, dass derjenige, der diese Wissenschaft erlernen wolle, sie nicht von irgendjemandem erlernen solle, sondern von jemandem, der dafür bekannt sei, dass er zu den sunnitischen Gelehrten gehört. Al-Ghazālī (gest. 1111) ging noch erheblich weiter und beschrieb den Kalām als ein rein sunnitisches Phänomen. In seiner Schrift al-Munqiḏ min aḍ-ḍalāl („Der Erretter aus dem Irrtum“) erklärt er, dass das Ziel dieser Wissenschaft die Bewahrung der Glaubenslehre der Sunniten (ḥifẓ ʿaqīdat ahl as-sunna) und ihr Schutz vor der Störung durch die „Leute der Neuerung“ (ahl al-bidʿa) sei. Al-Ghazālī entwirft in seiner Schrift auch eine auf die Sunna ausgerichtete Theorie über die Entstehung des Kalām. Demnach hat Gott den Menschen am Anfang durch seinen Propheten eine wahre Glaubenslehre übermittelt, die im Koran und den Hadithen enthalten ist. Dann habe aber der Satan den Leuten der Neuerung Dinge eingeflüstert, die der Sunna widersprechen. Diese Neuerer hätten mit ihrem Gerede die Anhänger der wahren Glaubenslehre fast in Verwirrung gestürzt. Dann habe Gott die Gruppe der Kalām-Gelehrten erschaffen und sie dazu bewegt, mit geordneter Rede (kalām murattab), die die Täuschungen der Neuerer offenlegt, der Sunna zu Hilfe zu kommen. Auf diese Weise sei die Kalām-Wissenschaft entstanden.
Auch Ibn Chaldūn (gest. 1406) band den Kalām an die sunnitische Lehre, indem er ihn beschrieb als „die Wissenschaft, die die Disputation über die Glaubenslehren mit rationalen Argumenten und die Widerlegung der Neuerer, die in den Dogmen von den Lehrrichtungen der Altvorderen (salaf) und Sunniten (ahl as-sunna) abweichen, beinhaltet.“ Die in der Kalām-Wissenschaft festgelegten Glaubenslehren sind nach ihm die sechs Punkte aus dem Gabriel-Hadith, also der Glaube an Gott, seine Engel, seine Bücher, seine Gesandten, den Jüngsten Tag sowie der Glaube an die Vorherbestimmung sowohl des Guten als auch des Schlechten. Nach Taschköprüzāde, der um die Wende zum 16. Jahrhundert wirkte, muss die im Kalām bekräftigte Glaubenslehre zu dem gehören, was im Koran und in der Sunna vorkommt. Den Kalām der Muʿtaziliten hielt er vor diesem Hintergrund für nichtig, weil er seiner Auffassung nach nicht mit Koran und Sunna übereinstimmte. Er war seiner Meinung nach nur „verwässerter Kalām, der Kalām ähnelt, aber keiner ist“ (kalām mumauwah yušbih al-kalām wa-laisa bi-ḏāk).
Etwas weiter wurde das religiöse Bezugssystem des Kalām allein von Schams ad-Dīn as-Samarqandī (gest. 1303) und ʿAdud ad-Dīn al-Īdschī (gest. 1355) gefasst. Nach as-Samarqandī ist Kalām eine Wissenschaft, in der „gemäß dem Gesetz des Islams“ (ʿalā qānūn al-islām) geforscht werden muss. Auch al-Īdschī stellt bei seiner Definition des Kalām einen Bezug zum Islam her, denn bei den darin genannten „religiösen“ Dogmen, auf deren Beweis der Kalām abzielen soll, erklärt er, dass damit das gemeint ist, was sich auf die Religion Mohammeds bezieht. Den „Gegner“ (ḫaṣm), also den Anhänger anderer islamischer Lehren, schloss ʿAdud ad-Dīn al-Īdschī allerdings nicht aus der Reihe der Kalām-Gelehrten aus. Selbst dem „Irregehenden“ (muḫṭiʾ), der ungläubig geworden ist oder Neuerungen vorbringt, bescheinigte al-Īdschī, zu den „Vertretern der Kalām-Wissenschaft“ (arbāb ʿilm al-kalām) zu gehören.

### Jüdischer Kalām
Der muʿtazilitische Kalām wurde im Mittelalter von einigen jüdischen Gelehrten, die in den arabischen Ländern lebten und ihre Werke auf Judäo-Arabisch verfassten, übernommen und unter weitgehender Beibehaltung der eigentlich auf dem Islam basierenden Aussagen in das theologische Denken des Judentums integriert. Hierbei entstand eine rationalistische jüdische Theologie, die als „Jüdischer Kalām“ bekannt ist. Wie Maimonides schreibt, war der Kalām insbesondere bei den Geonim und den karäischen Juden verbreitet. Wie die muslimischen Mutakallimūn leiteten sie die Existenz und Einheit Gottes aus der zeitlichen Entstandenheit der Welt ab. Einer der frühesten jüdischen Gelehrten, die sich mit Kalām-Wissenschaft beschäftigten, war der Gaon von Sura Samuel ben Hofni (gest. 1013). Wie Yūsuf al-Basīr (gest. 1040) berichtet, hatte er Umgang mit den Mutakallimūn und studierte bei einem Mann namens Ibn Taihān die Werke von Ibn Challād, einem Schüler Abū Hāschim al-Dschubbā'īs. Samuel habe seine Bücher mit Kalām ausgeschmückt und damit großen Eindruck bei karäischen und rabbinischen Juden gemacht. Als er aber eines Tages mit ihm ein Problem der Kalām-Wissenschaft diskutierte, habe er überraschende Schwächen gezeigt. Yūsuf al-Basīr, der zu den führenden Theologen der karäischen Gemeinde von Jerusalem gehörte, hat mit dem „Buch der Unterscheidung“ (Kitāb at-Tamyīz) selbst ein wichtiges Zeugnis des jüdischen Kalāms hinterlassen. Es enthält auch ein eigenes „Kapitel über die Notwendigkeit der Kalām-Wissenschaft“ (Bāb fī l-ḥāǧa ilā ʿilm al-kalām).
Bei den Juden von al-Andalus stieß der Kalām nach dem Bericht des Maimonides dagegen auf nur wenig Sympathie. Dies spiegelt sich auch in dem „Buch des Kusari“ des spanischen Juden Jehuda ha-Levi (gest. 1141) wider, in dem der Rabbi den Kusari davor warnt, sich näher mit denjenigen, die die Karäer „Leute des Kalām“ nennen, zu befassen, weil der Kalām keinen Nutzen habe und die Menschen sogar in Verwirrung stürzen könne. Er vergleicht die Kalām-Gelehrten mit Metrikern, die sich mit der Abmessung von Versmaßen beschäftigten, jedoch keinen intuitiven Zugang zur Dichtung hätten. So wie naturbegabte Dichter keine Metrik bräuchten, könnten auch Gläubige, die eine natürliche Veranlagung zum Glauben und zur Annäherung an Gott hätten, auf den Kalām verzichten.
Auch Maimonides selbst, der sich intensiv mit dem Kalām befasste und seinen Führer der Unschlüssigen als Antwort auf die Fragen seines Schülers Joseph ben Jehudah nach den Intentionen und Methoden der Mutakallimūn verfasste, lehnte diese intellektuelle Tradition letztendlich ab. So wirft er den Mutakallimūn vor, die Fakten nach ihren Überzeugungen umzubiegen, anstatt, wie es Themistios gefordert hatte, ihre Meinungen an die Realität anzupassen. Der Hauptfehler der Mutakallimūn liegt seiner Meinung darin, dass sie den Gottesbeweis im Gegensatz zu den Philosophen auf die unsichere Annahme der Erschaffenheit der Welt gründen, über die sich die Philosophen schon „seit 3.000 Jahren“ streiten. Außerdem kritisiert er, dass die Argumente der Mutakallimūn von Prämissen abgeleitet seien, die der „Natur der Existenz“ (ṭabīʿat al-wuǧūd) zuwiderliefen, so dass sie gezwungen seien, zu behaupten, dass die Dinge überhaupt keine Natur hätten. In den Worten der Bibel (Hi 13,9 ) tadelt er die Mutakallimūn, mit Gott ihren Spott treiben zu wollen, wie man mit einem Menschen Spott treibt. Er äußert sich lobend über diejenigen Mutakallimūn, die die mangelnde Beweiskraft der Kalām-Argumente erkennen, eingestehen, dass sie am Ende ihrer Kunst sind, und lehren, dass die Einheit Gottes vom offenbarten Gesetz her (šarʿan) akzeptiert werden muss, auch wenn sie deswegen von ihren Kollegen verachtet werden.
Das negative Bild, das Maimonides von den Mutakallimūn zeichnet, hielt Leo Strauss nicht davon ab, den Führer der Unschlüssigen selbst als „intelligenten, oder aufgeklärten Kalām“ zu bezeichnen, mit dem Argument, dass er wie der Kalām darauf abziele, das religiöse Gesetz gegen die Philosophie zu verteidigen. Auch Strauss' Schüler Shlomo Pines, der eine neue Übersetzung des Führers der Unschlüssigen vorlegte, übernahm prinzipiell diese Auffassung. Zwar charakterisiert er in seiner Vorrede Maimonides' Haltung gegenüber den Mutakallimūn als „intellektuelle Verachtung“, doch meint er, dass nach der Definition al-Fārābīs das Buch als Kalām-Werk eingeordnet werden könne, weil es apologetischen Charakter hat. Außerdem weist er darauf hin, dass sich Maimonides bei seiner Theorie der Partikularisierung (taḫṣīṣ) teilweise an die Mutakallimūn angelehnt habe. Warren Zev Harvey hält es hingegen wegen Maimonides' Ablehnung des Kalām für verfehlt, den Führer der Unschlüssigen als Kalām-Werk einzuordnen oder Maimonides als Mutakallim zu bezeichnen.
Maimonides hat mit seiner Darstellung des Kalām das Bild desselben im Judentum für die nachfolgende Zeit in starkem Maße diskreditiert. Isaac Husik meinte sogar, dass er dem Kalām in der jüdischen Literatur „den Todesstoß versetzt“ habe. Einer der wenigen späteren jüdischen Denker, die dem Kalām mehr Sympathie entgegenbrachten, war Isaak Abrabanel (gest. 1508). Er war der Auffassung, dass es Maimonides mit seiner Kritik an den Mutakallimūn zu weit getrieben habe und ihre Argumente besser seien, als es dieser ihnen nachgesagt hatte.

### Gab es einen christlichen Kalām?
In verschiedenen arabischen Werken des Mittelalters wird davon ausgegangen, dass es auch einen christlichen Kalām gibt. Der muslimische Philosoph Averroes beispielsweise erwähnt in seinem langen Kommentar zur Metaphysik des Aristoteles an einer Stelle, dass es Mutakallimūn „bei den Leuten unserer Gemeinschaft und bei den Leuten der Christenheit (millat an-Naṣārā)“ gibt, und an einer anderen Stelle spricht er von „den Mutakallimūn bei den Anhängern der drei heute existierenden Religionen“ (al-mutakallimīn min ahl al-milal aṯ-ṯalāṯ al-mauǧūda al-yaum).
Maimonides meinte sogar, dass die Kalām-Wissenschaft zuerst unter den griechischen und syrischen Christen entstanden und erst später durch Übersetzungen den Muslimen bekannt geworden sei. Als Vertreter des christlichen Kalām nennt er den byzantinischen Theologen Johannes Philoponus (gest. 575) und den syrisch-christlichen Philosophen Yahyā ibn ʿAdī (gest. 974). Auch verschiedene moderne Wissenschaftler wie Sidney Griffith und David Bertaina gehen davon aus, dass es einen christlichen Kalām gab. Sie betrachten Theodor Abū Qurra (gest. 820), Moses Bar-Kepha (gest. 903) und Būlus ibn Radschā' (um 950) als wichtige Vertreter dieser Tradition.
Ute Pietruschka hält es indessen für verfehlt, von christlichem Kalām oder christlichen Mutakallimūn zu sprechen, mit dem Argument, dass sich christliche Theologen und Philosophen, selbst wenn sie sich mit der Kritik muslimischer Mutakallimūn auseinandersetzten, selbst nie als solche bezeichnet haben. Von christlicher Seite sei das Wort Dschadal bevorzugt worden und christliche Theologen wie Theodor Abū Qurra und Habīb ibn Chidma Abū Rā'ita (Anfang 9. Jh.), die das Arabische als Sprache der Auseinandersetzung mit muslimischen Kontrahenten wählten, hätten sich als ḥakīm („Weiser“) oder failasūf („Philosoph“) bezeichnet. Pietruschka weist darauf hin, dass Yahyā ibn ʿAdī, den christliche Autoren als Philosophen und Logiker bezeichnen, sich sogar dezidiert von den Mutakallimūn absetzte. Allerdings spricht Yahyā ibn ʿAdī in einem seiner Traktate immerhin von den „Mutakallimūn der Christen“ (mutakallimū an-Naṣārā).
Unstrittig ist auf jeden Fall, dass durch die lateinische Übersetzung von Maimonides' Führer der Unschlüssigen und zum Teil auch über die lateinische Übersetzung von Averroes’ Kommentaren Argumente des Kalām Eingang in die mittelalterliche lateinische Philosophie gefunden haben, insbesondere in die Werke von Thomas von Aquin. Zu den modernen christlichen Autoren, die auf die Kalām-Tradition aufbauen, gehört William Lane Craig mit seinem Buch The Kalām Cosmological Argument von 1979. Er deutet darin Kalām als natürliche Theologie oder philosophischen Theismus. Nach seiner Auffassung stellt der kosmologische Beweis des Kalām für eine Erste Ursache einen eigenständigen kosmologischen Gottesbeweis neben denjenigen von Thomas von Aquin und Gottfried Wilhelm Leibniz dar.

## Die Kalām-Terminologie
Der Kalām zeichnete sich schon sehr früh durch eine eigene Terminologie aus. So zitiert al-Dschāhiz den Bagdader Muʿtaziliten Bischr ibn al-Muʿtamir (gest. 825) mit der Aussage, dass die Mutakallimūn über eigene Ausdrücke (alfāẓ) verfügten, die sie aus der arabischen Normalsprache abgeleitet, denen sie aber eine eigene Bedeutung gegeben hätten. Damit seien sie zu Pionieren und zum Vorbild für die nachfolgenden Generationen geworden. Zu diesen Begriffen gehörten ʿaraḍ und ǧauhar, aisa und laisa, hāḏīya und huwīya und die Unterscheidung zwischen buṭlān („Zunichtewerden“) und talāšī („Zu-Nichts-Werden“). Asch-Schāfiʿī (gest. 822) meinte die Kalām-Leute daran erkennen zu können, dass sie der Frage nachgingen, ob der Name (ism) mit dem Benannten (musammā) identisch ist oder nicht.
Zu dem, was üblicherweise in der Kalām-Gesprächsrunde des Barmakiden Yahyā ibn Chālid diskutiert wurden, gehörten nach dem Bericht al-Masʿūdīs solche Begriffe wie das Verborgensein (kumūn) und Hervortreten (ẓuhūr) der Dinge, die Präexistenz (qidam) und das Hervorgebrachtwerden (ḥudūṯ), Negation (nafy) und Affirmation (iṯbāt), Bewegung (ḥaraka) und Ruhe (sukūn), Verbindung (mumāssa) und Trennung (mubāyana), das Existierende (al-mauǧūd) und das Nicht-Existierende (al-maʿdūm), Körper (aǧsām) und Akzidentien (aʿrāḍ), Glaubwürdig-Erklärung (taʿdīl) und Unglaubwürdig-Erklärung (taǧrīḥ), Negation und Affirmation der Attribute, das Handlungsvermögen (istiṭāʿa) und die Handlungen (afʿāl), Substanz (ǧauhar), Quantität (kamīya), Qualität (kaifīya), Relation (al-muḍāf), Werden (kaun) und Zerfall (fasād) sowie die Frage, ob das Imamat durch Designation (naṣṣ) oder Wahl (iḫtiyār) zustande kommt.
Der ostiranische Gelehrte al-Chwārazmī (gest. nach 976), der am Hof der Samaniden in Buchara tätig war, führt in seiner Enzyklopädie Mafātīḥ al-ʿulūm („Die Schlüssel der Wissenschaften“) ein kurzes Glossar „festgelegter Termini der islamischen Mutakallimūn“ (muwāḍaʿāt mutakallimī l-islām) an. Es umfasst zwölf Ausdrücke:
| Arabischer Terminus  | deutsche Übersetzung                     | al-Chwārazmīs Erklärung |
| -------------------- | ---------------------------------------- | --- |
| šaiʾ                 | Ding                                     | Das, worüber man etwas aussagen und das bewiesen werden kann. |
| al-maʿdūm, al-mauǧūd | das Nicht-Existierende, das Existierende | al-maʿdūm ist das, bei dem man vernünftigerweise fragen kann, ob es existiert, al-mauǧūd das, bei dem man vernünftigerweise fragen kann, ob es nicht existiert, bis die Frage mit Nein oder Ja beantwortet wird. Man hat auch gesagt, dass al-mauǧūd das feststehende Seiende (al-kāʾin aṯ-ṯābit) ist und al-maʿdūm das Nicht-Vorhandene (al-muntafī), das nicht seiend und nicht feststehend ist. |
| al-qadīm             | das Präexistente                         | Das immer schon Existierende (al-mauǧūd lam yazal). |
| al-muḥdaṯ            | das Hervorgebrachte                      | Das, was ist, nachdem es nicht gewesen ist. |
| al-azalī             | das Ursprungslose                        | Das immer schon und immer weiter Seiende (al-kāʾin lam yazal wa-lā yazāl). |
| ǧauhar               | Substanz                                 | Das, was Träger gegensätzlicher Zustände und Qualitäten je nach ihrem Ausmaß ist. Nach den muʿtazilitischen Mutakallimūn sind die Substanzen dagegen die Atome (aǧzāʾ allatī lā tataǧazzaʾ), aus denen die Körper zusammengesetzt sind. Eine Linie ist ihrer Auffassung nach etwas, dass sich nur der Länge nach aus Substanzen zusammensetzt. Eine Fläche setzt sich nur der Länge und Breite nach aus Substanzen zusammen, und der Körper ist etwas, dass sich der Länge, Breite und Tiefe nach aus Substanzen zusammensetzt. |
| ʿaraḍ                | Akzidens                                 | Zustände der Substanz wie die Bewegung im Bewegten, die Weiße des Weißen und die Schwärze des Schwarzen. […] |
| aisa                 | sein                                     | Das Gegenteil von laisa („nicht sein“). Al-Chalīl ibn Ahmad sagte, dass laisa in Wirklichkeit nur (die Negation) lā plus ais sei. Man habe das Hamza elidiert und Lām und Yā' miteinander verbunden. […] |
| ḏāt                  | Wesen                                    | Das Eigene (nafs) und die Substanz des Dinges |
| ṭafra                | Sprung                                   | Das Springen in die Höhe oder Überspringen einer Sache […] (siehe dazu an-Nazzām) |
| raǧʿa                | Rückkehr                                 | Bei einigen Schiiten die Rückkehr des Imams nach seinem Tod oder seiner Verborgenheit |
| taḥkīm               | Delegierung der Entscheidung             | Der Slogan lā ḥukma illā li-Llāh („Die Entscheidung steht allein Gott zu“) der Hārūriten, die mit den Muhakkima identisch sind. |

Ein weiteres Glossar mit „Ausdrücken, die die Gelehrten in dieser Wissenschaft (sc. dem Kalām) benutzen,“ (alfāẓ tastaʿmil al-ʿulamāʾ fī hāḏā l-ʿilm) wurde von dem nordafrikanischen Dogmatiker Muhammad ibn Yūsuf as-Sanūsī (gest. 1490) erstellt, der der aschʿaritischen Richtung angehörte. Es erklärt ebenfalls zwölf Ausdrücke und überschneidet sich teilweise mit demjenigen von al-Chwārazmī:
| Arabischer Terminus | deutsche Übersetzung | as-Sanūsīs Erklärung |
| ------------------- | -------------------- | --- |
| ʿālam               | Welt                 | Alles andere als Gott. |
| azal                | Ursprungslosigkeit   | Die Anfangslosigkeit, d. h. etwas hat keinen Anfang (auwal). |
| mā lā yazāl         |                      | Das, was einen Ursprung hat und das Gegenteil von azal ist. |
| al-qadīm            | das Präexistente     | Das Existierende, dessen Existenz keinen Anfang hat. Es wird auch azalī genannt. |
| ad-dāʾim            | das Immerwährende    | Das Existierende, dessen Existenz nicht aufhört, d. h. die Nichtexistenz holt es nicht ein. Es wird auch al-abadī („das Endlose“) genannt. |
| al-ḥādiṯ            | das Eintretende      | Das, was existiert, nachdem es nicht-existierend gewesen ist. |
| ǧauhar              | Substanz             | Dasjenige, dessen Volumen einen leeren Raum einnimmt, so dass er von nichts anderem eingenommen werden kann. Das ist das, was Räumlichkeit (taḥaiyuz) hat, so wie der Mensch und die Steine, nicht aber das Wissen und die Farbe. Und wenn die Substanz so fein ist, dass sie nicht mehr teilbar ist, wird sie Einzelsubstanz (ǧauhar fard) genannt. Wenn sie dagegen teilbar ist, wird sie Körper (ǧism) genannt, und ein jeder seiner Teile wird ebenfalls Körper genannt. Man nennt das Feine nämlich nur dann nicht Körper, wenn es isoliert ist. Wenn es jedoch mit etwas anderem verbunden ist, nennt man beide Körper, weil die wirkliche Bedeutung des Körpers das Zusammengesetzte (al-muʾallaf) ist und man für jede der beiden Substanzen beim Zusammenkommen bezeugen kann, dass sie zusammengesetzt ist. |
| ʿaraḍ               | Akzidens             | Dasjenige, dessen Wesen keinen leeren Raum einnimmt und keine Subsistenz hat. Seine Existenz ist der Existenz der Substanz untergeordnet, so wie das Wissen, das in der Substanz subsistiert, die Bewegung und die Ruhe, denn sie nehmen keinen Raum ein. Vielmehr ist der leere Raum, denn die Substanz nach Kennzeichnung mit ihnen (sc. den Akzidentien) einnimmt, der gleiche, den sie auch schon vor Kennzeichnung mit ihnen eingenommen hat, ohne Zunahme. |
| akwān               | Befindlichkeiten     | spezifische Akzidentien, nämlich Bewegung, Ruhe, Verbindung und Trennung. |
| al-wāǧib            | das Notwendige       | Dasjenige, dessen Nicht-Existenz im Verstand nicht vorstellbar ist, entweder zwangsläufig (ḍarūratan) wie die Räumlichkeit der Substanz oder aufgrund von Betrachtung (naẓaran) wie die Existenz Gottes und Feststehen der Attribute seines Wesens. |
| al-mustaḥīl         | das Unmögliche       | Dasjenige, dessen Nichtexistenz im Verstand nicht vorstellbar ist, entweder zwangsläufig wie die Existenz von zwei gegensätzlichen Dingen an einem Ort zur gleichen Zeit oder aufgrund von Betrachtung wie die Existenz eines Teilhabers für Gott. |
| al-ǧāʾiz            | das Mögliche         | Dasjenige, von dem gilt, dass weder seine Existenz noch seine Nichtexistenz von sich aus unvorstellbar ist, entweder zwangsläufig wie die Existenz von Zaid und seinesgleichen oder aufgrund von Betrachtung wie die jenseitige Belohnung der Gehorsamen und jenseitige Bestrafung der Ungläubigen. Durch seinen Ausdruck „von sich aus“ (li-ḏātihi) hat er sich vorbehalten, dass das Mögliche durch eine Sache, die außerhalb seiner selbst liegt, nämlich die Bindung von Gottes Wissen an seine Existenz, notwendig werden kann, wie bei Paradiesgarten und Höllenfeuer, oder durch die Bindung von Gottes Wissen an sein Nichteintreten unmöglich werden kann, wie bei der Belohnung der Ungläubigen und der Bestrafung der Gehorsamen.                                                                          |

## Inhaltliche Systematisierungen

### Das Lehrsystem der Mutakallimūn nach Maimonides
Eine sehr ausführliche Darstellung des Lehrsystems der Mutakallimūn bietet Maimonides in seinem Führer der Unschlüssigen, den er um 1190 in al-Fustāt verfasste. Unter Mutakallimūn versteht er hierbei die Muʿtaziliten und die Aschʿariten, deren Lehrtraditionen er trotz ihrer vielen Unterschiede „in einen Topf wirft.“ Maimonides' Darstellung nimmt insgesamt fünf Kapitel (Buch I, Kap. 71, 73–76) seines Werks ein. Maimonides' Darstellung galt lange Zeit in den westlichen Ländern als die autoritative Primärquelle für den Kalām, allerdings sind in den letzten Jahrzehnten Zweifel hinsichtlich ihrer Authentizität geäußert worden.

#### Die vier Postulate
Nach Maimonides' Beschreibung in Kapitel 71 gibt es insgesamt vier Postulate (maṭālib), die die Mutakallimūn zu beweisen versuchen: 1. die zeitliche Erschaffenheit der Welt, 2. die Existenz Gottes, 3. die Einheit Gottes und 4. die Unkörperlichkeit Gottes. Die Vorgehensweise der Mutakallimūn besteht nach Maimonides daraus, dass sie zunächst Beweise bringen, dass die Welt in der Zeit hervorgebracht (muḥdaṯ) ist; wenn dies feststehe, stehe es auch unzweifelhaft fest, dass es einen Schöpfer gebe, der sie hervorgebracht habe. Sodann bewiesen sie, dass dieser Schöpfer einer sein müsse, und leiteten aus dieser Einheit ab, dass er kein Körper sein könne. Dies, so erklärt er, sei „die Methode eines jeden Mutakallim vom Islam bei der Verfolgung dieses Ziels“.

#### Die zwölf Prämissen
In Kapitel 73 führt Maimonides eine Liste von zwölf allgemeinen Prämissen an, die die Mutakallimūn „trotz der Verschiedenheit ihrer Meinungen und Vielzahl an Methoden“ (ʿalā iḫtilāf ārāʾihim wa-kaṯrat ṭuruqihim) angeblich alle teilen und bei der Beweisführung für die vier Postulate zugrunde legen. Diese Prämissen, die Maimonides in einer Kurz- und einer Langform beschreibt, sind im Einzelnen:
1. Bejahung der Einzelsubstanz (al-ǧauhar al-fard). Die ganze Welt, d. h. jeder Körper, der sich in ihr befindet, ist aus winzigen Teilchen zusammengesetzt, die wegen ihrer Feinheit unteilbar sind. Das einzelne Teilchen hat keine Quantität (kamm). Wenn sie sich aber verbinden, erhält die Summe Quantität und wird zum Körper. Alle Teilchen sind vollkommen gleichartig. Kein Körper kann existieren, ohne aus diesen gleichartigen Teilen in Nebeneinanderreihung zusammengesetzt sein. Entstehung (kaun) ist dementsprechend ihrer Meinung Zusammenkommen (iǧtimāʿ), und Zersetzung (fasād) ist Trennung (iftirāq)[203]
2. Existenz des Vakuums. Die Mutakallimūn halten dieses für unabdingbar, weil sonst kein Platz für die Bewegung der Atome existieren würde.[204]
3. Die Zeit ist aus Jetzt-Momenten (ānāt) zusammengesetzt, die als Zeit-Atome unteilbar sind. Diese Prämisse leiteten die Mutakallimūn zusammengenommen aus der ersten Prämisse und der These von Aristoteles’ Physik ab, dass Entfernung, Zeit und Fortbewegung in Korrelation zueinander stehen.[205]
4. Die Substanz (al-ǧauhar) kann nicht ohne Akzidentien existieren. Akzidentien werden hierbei als Ideen (maʿānī) verstanden, die zu der Idee der Substanz hinzutreten. Von zwei gegensätzlichen Akzidentien wie Leben und Tod nimmt das Substrat notwendigerweise immer eines an. Die Existenz eines Akzidens bringt üblicherweise eine Anzahl weiterer Akzidentien mit sich. Leben schließt zum Beispiel Wissen, Willen, Fähigkeit oder jeweils ihr Gegenteil mit ein.[206]
5. Die Akzidentien subsistieren in der Einzelsubstanz, und diese kann nicht ohne sie existieren. Die Weiße eines Stücks Schnee zum Beispiel subsistiert nicht nur in seiner Gesamtheit, sondern in jeder einzelnen Substanz dieses Schnees, und Leben existiert in jeder einzelnen Substanz eines lebenden Körpers. Hinsichtlich der Natur der Seele sind sich die Mutakallimūn zwar uneinig, ob sie nur ein Akzidens in einer Einzelsubstanz ist oder ein Körper, der sich aus subtilen Substanzen zusammensetzt. Bei der Vernunft (ʿaql) stimmen sie hingegen überein, dass sie ein Akzidens ist, das nur in einer Einzelsubstanz der vernunftbegabten Gesamtheit subsistiert.[207]
6. Das Akzidens besteht keine zwei Zeiteinheiten lang, besitzt also keine zeitliche Kontinuität. Wenn Gott ein Akzidens erschafft, verschwindet es im nächsten Moment wieder. Aber Gott erschafft immer wieder neue Akzidentien derselben Art, solange er dieses Akzidens bestehen lassen will. Mit dieser Prämisse versuchen die Mutakallimūn zu verhindern, dass man sagt, dass es eine Natur (ṭabīʿa) gibt, und dass es die eigene Natur des Körpers ist, die ihn dazu bringt, bestimmte Akzidentien anzunehmen. Vielmehr sei es Gott, der diese Akzidentien ohne Vermittlung einer Natur im Jetzt erschaffe.[208] Entsprechend dieser Prämisse lehren sie, dass das Kleid, von dem wir meinen, dass wir es rot gefärbt haben, in Wirklichkeit nicht von uns gefärbt wurde, sondern von Gott in diesen Zustand versetzt wurde, indem er diese Farbe in ihm erschuf, als es von roten Farbe berührt wurde. Gott hat nämlich die Gewohnheit (ʿāda) eingerichtet, dass sich die Farbe erst einstellt, wenn das Kleid mit dem Farbstoff in Kontakt kommt.[209] Wenn der Mensch ein Schreibrohr bewegt, dann sagen die Mutakallimūn, dass es in Wirklichkeit nicht der Mensch ist, der das Schreibrohr bewegt, sondern die Bewegtheit des Schreibrohrs und die Bewegung der Hand Akzidentien sind, die Gott in Schreibrohr und Hand hervorbringt, wobei Gott die Gewohnheit eingerichtet hat, dass die Bewegung der Hand mit der Bewegung des Schreibrohrs übereinstimmt, ohne dass die Hand irgendeine Wirkung auf das Schreibrohr hat oder ein Kausalzusammenhang (sababīya) zwischen beiden Bewegungen besteht.[210]
7. Auch negative Eigenschaften sind Akzidentien und bedürfen eines Verursachers.
8. Alle existierenden Dinge bestehen nur aus Substanz und Akzidens, und die physische Form einer Sache ist ebenfalls ein Akzidens. Die Körper, die entsprechend der ersten Prämisse aus gleichartigen Substanzen bestehen, unterscheiden sich nur durch die Akzidentien.[211]
9. Ein Akzidens kann nicht Träger eines anderen Akzidens sein.
10. Das Prinzip des Für-Möglich-Erklärens (taǧwīz),[212] das die Hauptstütze (ʿumda) der Kalām-Wissenschaft bildet. Es besagt, dass alles, was vorstellbar (mutaḫaiyal) ist, auch von der Vernunft her möglich (ǧāʾiz ʿinda l-ʿaql) ist.[213] Betrachtete Dinge können von der Vernunft her größer oder kleiner sein als sie wirklich sind. Sie können auch eine andere Form haben oder an einem anderen Ort erscheinen als dem, an dem sie wirklich sind. Ein Mensch kann die Größe eines gewaltigen Berges, mehrere Köpfe haben und durch die Luft schweben. Oder es kann einen Elefanten von der Größe einer Bettwanze geben und umgekehrt eine Bettwanze von der Größe eines Elefanten. Bei allem, was sie hypothetisch annehmen, sagen sie: „Es ist möglich, dass es so ist, und es kann anders sein. Die Tatsache, dass sich eine Sache in einer bestimmte Weise verhält, liegt nicht näher, als dass sie sich anders verhält.“[214] Wenn etwas bestimmte Formen, Dimensionen und Eigenschaften hat, die sich nicht verändern, dann folgt es nur einer Gewohnheit (ʿāda). Feuer bewegt sich gewöhnlich nach oben und verbrennt, Wasser kühlt. Doch ist es von der Vernunft her nicht ausgeschlossen, dass sich diese Gewohnheit ändert, so dass Feuer kühlt und sich nach unten bewegt, während Wasser erhitzt. Undenkbar (muḥāl) ist nach Meinung der Mutakallimūn allerdings der Zusammenfall der Gegensätze an einem Ort in demselben Moment. Von der Vernunft her ausgeschlossen sind ihrer Meinung auch die Existenz einer Substanz ohne Akzidens, die Verwandlung einer Substanz in ein Akzidens oder umgekehrt eines Akzidens in eine Substanz und die gegenseitige Durchdringung von Körpern. Alleiniger Maßstab für die Möglichkeit und Unmöglichkeit ist die Vorstellbarkeit.[215]
11. Das Unendliche ist undenkbar.
12. Die Sinne sind fehlbar, und vieles entgeht ihrer Wahrnehmung, entweder weil es zu klein ist wie bei den Einzelsubstanzen, oder weil es zu fern ist, als dass es die Sinne erfassen können. Sie dürfen deshalb nicht in absoluter Weise als Beweisgrundlage verwendet werden.[216]

#### Beweismethoden
In Kapitel 74 führt Maimonides eine Liste von sieben Methoden an, mit denen die Mutakallimūn zu beweisen suchen, dass die Welt in der Zeit hervorgebracht (muḥdaṯ) ist. Die fünfte dieser Beweismethoden, die Maimonides als die Methode der Spezifizierung (taḫaṣṣuṣ) bezeichnet, sollen die Mutakallimūn mit besonderer Vorliebe angewendet haben. Hierbei argumentierten sie unter Zugrundelegung des Tadschwīz-Prinzips der zehnten Prämisse damit, dass die Welt auch anders sein könnte als sie wirklich ist, und leiteten aus der Tatsache, dass sie eine bestimmte Gestalt und Größe habe und sich in einem bestimmten Raum und in einer bestimmten Zeit befinde, obwohl anderes ebenfalls möglich wäre, ab, dass sie eines Spezifizierers (muḫaṣṣiṣ) bedürfe und erschaffen sei. Besondere Bekanntheit hat auch die vierte Beweismethode erlangt, die die Erschaffung der Welt aus der Erschaffenheit der Akzidentien herleitete. Sie folgerte aus den Prämissen 4, 5 und 6, dass die Substanzen, die Träger der Akzidentien sind, ebenfalls erschaffen sein müssten, weil alles, was mit Erschaffenem verbunden ist und nicht ohne es existieren kann, ebenfalls nur erschaffen sein könne. Dieser Beweis „aus den Akzidentien“, den Herbert A. Davidson als den „Kalām-Beweis für die Erschaffung [sc. der Welt] schlechthin“ bezeichnet, ist ihm zufolge die Umformulierung eines Arguments von Johannes Philoponus. Maimonides erklärt, dass jeder, der mit den genannten Methoden die Erschaffenheit der Welt beweisen wolle, sich zwangsläufig entweder auf die elfte oder zwölfte Prämisse oder beide gleichzeitig stützen müsse. Auf die elfte Prämisse, dass Unendlichkeit undenkbar ist, stützten sich bei ihm zum Beispiel die zweite Beweismethode, die mit der Unmöglichkeit einer unendlichen Generationenfolge argumentiert, und die siebte Beweismethode, die von der Unmöglichkeit einer unendlichen Zahl von Seelen ausgeht.
Kapitel 75 behandelt die fünf Methoden der Mutakallimūn, die die Einheit Gottes beweisen sollen. Die erste Methode argumentiert mit der „gegenseitigen Behinderung“ (tamānuʿ): Wenn die Welt zwei Götter hätte, dann müsste die Substanz, die immer mit einer von zwei gegensätzlichen Eigenschaften versehen sein muss, entweder von beiden gleichzeitig entblößt sein, was undenkbar sei, oder es müssten die beiden gegensätzlichen Eigenschaften zur selben Zeit in derselben Substanz vorkommen, was aber ebenfalls undenkbar sei. Die zweite Methode argumentiert damit, dass es bei der Existenz von zwei Göttern notwendigerweise eine Eigenschaft geben müsse, die beiden gemeinsam sei, nämlich die Göttlichkeit, und andere, die den beiden einzelnen Göttern vorbehalten seien. Dies bedeute, dass keiner der beiden Götter ein einfaches Wesen sei, sondern zusammengesetzt sei aus Gattung und spezifischer Differenz. Dies sei jedoch unmöglich, weil die Gottheit nur als ein einfaches Wesen gedacht werden könne. Die vierte Methode argumentiert damit, dass die Schöpfung notwendigerweise nur auf einen Schöpfer hinweise, nicht auf eine Pluralität von Schöpfern. Eine Vielzahl von Göttern sei möglich, doch gebe es im Dasein Gottes keine Möglichkeit. Die dritte und die fünfte Methode werden nur von einzelnen der Mutakallimūn verwendet.
In Kapitel 76 führt Maimonides die Argumente der Mutakallimūn für die Unkörperlichkeit Gottes an. Er erklärt, dass sie die Unkörperlichkeit Gottes als notwendige Folge seiner Einheit betrachteten, weil das Körperliche von seiner Natur her keine völlige Einheit bilden könne, und noch drei weitere Argumente zum Beweis seiner Unkörperlichkeit hätten.

#### Die Frage der Authentizität von Maimonides' Darstellung
Maimonides' Darstellung des Kalām ist immer wieder hinsichtlich ihrer Authentizität diskutiert worden. So meldete bereits Franz August Schmölders in seinem 1840 veröffentlichten Essai sur les écoles philosophiques chez les Arabes erste Zweifel an ihrer Vertrauenswürdigkeit an und stellte die Vermutung an, dass sie auf den fehlerhaften Berichten von Kalām-Gegnern fuße. Dies ist aber insofern nicht richtig, als aus anderen Quellen bekannt ist, dass Maimonides vor Abfassung des „Führers der Unschlüssigen“ selbst Diskussionen mit muslimischen Gelehrten über die Kalām-Wissenschaft geführt hat. Somit kannte er die islamische Kalām-Gelehrsamkeit auch aus eigener Erfahrung. Allerdings ist seine Darstellung insofern ungenau, dass einige Prämissen, die er den Mutakallimūn in ihrer Gesamtheit zuschreibt, im Kalām nicht allgemein anerkannt wurden.
Der irakische Wissenschaftler Husām Muhyī d-Dīn al-Ālūsī meint, dass diese Prämissen allein Lehren der aschʿaritischen Schule waren. Von Konzepten wie dem Atom und dem Vakuum sowie der Ansicht, dass das Akzidens nicht Träger eines anderen Akzidens sein kann und keine Zeitkontinuität hat, ist bekannt, dass sie erst von al-Bāqillānī (gest. 1013) in den aschʿaritischen Kalām eingeführt worden sind. Josef van Ess hat den Eindruck gewonnen, dass Maimonides für seine Darstellung „aus allen Ecken etwas“ zusammengelesen hat, um daraus ein „System“ zu konstruieren. David L. Ivry, der sich mit den philosophischen Quellen des Führers der Unschlüssigen befasst hat, meint, dass Maimonides bei seiner Darstellung des Kalām in ähnlicher Weise verfahren ist wie in seiner Sammlung Mischne Tora, in der er eine dominante Tradition aus dem Gewirr unterschiedlicher rabbinischer Stimmen ausgewählt hat.
Michael Schwarz, der in einer ausführlichen Studie die Quellen, aus denen Maimonides seine Darstellung der zwölf Kalām-Prämissen geschöpft hat, zu bestimmen versucht hat, konnte nur die Prämissen 1, 6, 7, 8, 9 und 11 in der Kalām-Literatur wiederfinden, die anderen höchstens teilweise. Allerdings hat er festgestellt, dass das von Maimonides beschriebene dogmatische System große Übereinstimmungen mit den Lehren des aschʿaritischen Theologen al-Dschuwainī (gest. 1085) aufweist.

### Inhaltliche Systematisierungen durch muslimische Autoren

#### Die Zweiteilung des Kalām in Gewichtiges (ǧalīl) und Subtiles (daqīq)
Bei mehreren frühen muslimischen Autoren wird der Kalām in zwei Bereiche geteilt, das Gewichtige (al-ǧalīl) und das Subtile (ad-daqīq bzw. al-laṭīf). So begründet zum Beispiel der muʿtazilitische Theologe Abū l-Husain al-Chaiyāt (gest. ca. 913) die Meisterschaft seiner eigenen Schule im Kalām damit, dass die Muʿtaziliten neben der Beherrschung der gewichtigen und klaren Punkte des Kalām (iḥkām ǧalīl al-kalām wa-ẓāhirihī) auch über die subtilen und schwer verständlichen Kalām-Fragen (daqīq al-kalām wa-ġāmiḍuhū) Erkenntnisse besäßen. Als Beispiele für den subtilen Bereich des Kalām nennt er die Theorie an-Nazzāms über die Hervorbringung der Laute beim Sprechen, die Diskussion über Vergehen (fanāʾ) und Kontinuität (baqāʾ) der Dinge, die Lehre von den Ideen (maʿānī), die Diskussion über das Bekannte und das Unbekannte, die auf Bischr ibn al-Muʿtamir zurückgehende Theorie über die Erzeugung (tawallud) von Geschehensketten durch den Menschen, die Rede darüber, dass es für Gott undenkbar ist, dass er die Macht zum ungerechten Handeln hat, die Rede über die Artverwandtschaft (muǧānasa) und die Interpenetration (mudāḫala) und die Rede über den Menschen und die Erkenntnisse (maʿārif). Auch die Rede über das, was war und was sein wird, über das Ganze und den Teil und über das Endliche und das Unendliche, über die sich Abū l-Hudhail viele Gedanken gemacht hatte, rechnete al-Chaiyāt dem Subtilen (laṭīf) des Kalām zu.
Die Einteilung in die beiden Themenbereiche ist auch grundlegend für die Struktur des Kitāb Maqālāt al-Islāmīyīn von Abū l-Hasan al-Aschʿarī: Der erste Teil, der sich mit dem Gewichtigen befasst, um dessentwillen sich die Muslime in Konfessionen gespalten haben, reicht in der modernen Textausgabe von Hellmut Ritter bis Seite 300; der zweite Teil, der das Subtile (ad-daqīq), also die ontologischen, naturkundlichen und juristischen Vorfragen, behandelt, beginnt auf Seite 301 und reicht bis Seite 482.
Eine genauere Aufgliederung der Inhalte der beiden Bereiche findet man in dem Kitāb al-Iʿlām bi-manāqib al-islām des chorasanischen Gelehrten Abū l-Hasan al-ʿĀmirī (gest. 992). Nach seiner Aufstellung gehören zum „klaren Gewichtigen des Kalām“ (al-ǧalīl al-wāḍiḥ min abwāb al-kalām) die Lehre vom Beweis des Schöpfers, die Lehre von seiner Einzigkeit, die Bestätigung seiner wesenhaften und aktiven Attribute, der Beweis des Prophetentums und seiner Notwendigkeit, die Erklärung der Eigenheiten, die mit ihm verbunden sind, und die Feststellung der Voraussetzungen, um seine Gültigkeit zu erkennen. Das schwerverständliche Subtile (al-laṭīf al-ġāmiḍ) des Kalām besteht aus der Lehre über Substanz, Akzidens und Teil (ǧuzʾ), die Lehre vom „Sprung“ (ṭafra), die Lehre von der dichten Überlieferung (tawātur) sowie die Lehren von der Aneignung (iktisāb), von den Atomen (ḏarrāt), von den Bedeutungen (maʿānī), Namen und Urteilen, sowie von der Handlung (fiʿl) und dem Handlungsvermögen (istiṭāʿa). Abū Haiyān at-Tauhīdī beschreibt daqīq und ǧalīl beim Kalām als zwei Arten der Betrachtung (iʿtibār) über die Grundlagen der Religion und erklärt, dass man sich bei ersterem allein auf die Vernunft stütze, während man bei letzterem seine Zuflucht zum Buch Gottes nehme.
Ibn an-Nadīm lobt Ibn ar-Rāwandī dafür, dass es in seiner Zeit niemanden unter seinesgleichen gegeben habe, der das Subtile (daqīq) und Gewichtige (ǧalīl) des Kalām besser kannte als er. Und der muʿtazilitische Gelehrte al-Hākim al-Dschischumī (gest. 1101) rühmt ʿAbd al-Dschabbār ibn Ahmad dafür, dass er vom Subtilen und Gewichtigen des Kalām in seine Bücher mehr aufgenommen habe als jeder andere vor ihm. ʿAbd al-Dschabbār ibn Ahmad selbst musste sich in seinem Werk Faḍl al-iʿtizāl allerdings mit der Auffassung einer Anzahl von Mutakallimūn auseinandersetzen, die es für verboten hielten, sich mit dem Subtilen (daqīq) des Kalām zu beschäftigen. Er meint, dass damit lediglich die Aufforderung intendiert sei, sich von dem abzuwenden, was nur einer kleinen Anzahl von Menschen obliegt, hin zu dem, was großen Nutzen bringt, nicht aber ein Verbot der Darlegung von Wahrheiten. Die Mutakallimūn seien durch ihren feinen Blick zu subtilen Begriffen gelangt, für die man entsprechende Bezeichnungen benötige.
In einem Artikel, der 1994 in der Zeitschrift der COMSTECH, der ständigen wissenschaftlichen Kommission der Organisation für Islamische Zusammenarbeit, veröffentlicht wurde, trug der irakische Physiker Mohammad Basil Altaie die Idee vor, dass der Bereich des Daqīq al-kalām eine eigene „Naturphilosophie des Islams“ darstelle, die mit ihren Ideen der gegenwärtigen Wissenschaftsphilosophie und theoretischen Physik wichtige Impulse geben könne.

#### al-Chwārazmīs Liste der im Kalām erörterten Religionsgrundlagen
In vielen Definitionen wird der Kalām als die Wissenschaft von den „Grundlagen der Religion“ (uṣūl ad-dīn) beschrieben (siehe oben). Woraus die „Grundlagen der Religion“ bestehen, wird von den meisten Autoren nicht näher ausgeführt. Eine Ausnahme bildet lediglich al-Chwārazmī (gest. nach 976). Er führt in seiner Enzyklopädie Mafātīḥ al-ʿulūm eine Liste von Grundlagen der Religion an, „über die die Mutakallimūn sprechen und über die sie disputieren“. Diese Liste enthält die folgenden Punkte:
- Erster Gegenstand des Kalām ist die Rede über die zeitliche Entstandenheit (ḥudūṯ) der Körper und die Widerlegung der Dahrīya, die die Anfangsewigkeit der Welt (qidam al-ʿālam) lehren,
- Die Beweisführung dafür,
  - dass die Welt einen Verursacher (muḥdiṯ) hat und dieser Gott ist, und die Widerlegung der Muʿattila.
  - dass Gott anfangsewig, wissend, mächtig und lebendig ist.
  - dass Gott einer ist, und die Widerlegung der dualistischen Madschūs und Manichäer, der trinitarischen Christen und anderer Gruppen, die an eine Vielzahl von Schöpfern glauben.
  - dass Gott keinen Dingen ähnelt, und die Widerlegung der Juden und anderer Muschabbiha-Gruppen, die die Ähnlichkeit Gottes mit Dingen lehren.
  - dass Gott kein Körper ist, wie es viele Muschabbiha der Muslime gelehrt haben.
  - dass Gott wissend, mächtig und lebendig durch sein Wesen (bi-ḏ-ḏātihī) ist, so wie es die Muʿtaziliten lehren, im Gegensatz zur Menge, die davon ausgeht, dass er wissend durch ein Wissen, lebendig durch ein Leben und mächtig durch eine Macht ist und diese Attribute (ṣifāt) mit Gott anfangsewig sind.
- Die Rede über die Schau Gottes, ihre Zurückweisung und Bestätigung
- Die Beschäftigung mit den Fragen,
  - ob Gottes Wille in der Zeit entstanden oder anfangsewig ist.
  - ob die Rede Gottes erschaffen oder unerschaffen ist.
  - ob die Handlungen der Menschen erschaffen sind und von Gott hervorgebracht werden oder von den Menschen.
  - ob die Handlungsfähigkeit (istiṭāʿa) vor der Handlung eintritt oder erst mit ihr.
  - ob Gott die abstoßenden Dinge (qabāʾiḥ) will oder nicht.
  - ob jemand, der stirbt, nachdem er eine große Sünde begangen und keine Tauba vollzogen hat, auf ewig im Höllenfeuer verweilt oder ob Gott sich seiner erbarmen, ihm vergeben und ihn in den Paradiesgarten eintreten lassen kann.
- Die Beweisführung für das Prophetentum gegen die Brahmanen und andere, die dieses abstreiten.
- Die Beweisführung für das Prophetentum Mohammeds
- Die Rede über das Imamat und darüber, wer dafür geeignet ist und wer nicht.

Alles Übrige, so erklärt al-Chwārazmī, seien entweder Ableitungen (furūʿ) dieser Punkte, oder Prämissen (muqaddimāt) oder Präliminarien (tauṭiʾāt) für sie.

#### al-Ghazālī: Das Existierende und seine Unterteilungen
Nach al-Ghazālī (gest. 1111) ist der Mutakallim derjenige, der „das Allgemeinste der Dinge“ (aʿamm al-ašyāʾ) studiert, nämlich das Existierende (al-mauǧūd). Dieses Existierende unterteilt er in das Anfangsewige (qadīm) und das Hervorgebrachte (muḥdaṯ). Das Hervorgebrachte unterteilt er wiederum in Substanz (ǧauhar) und Akzidens (ʿaraḍ). Dann unterteilt er die Akzidentien in diejenigen, für die Leben eine Voraussetzung ist, wie Wissen, Wollen, Macht, Rede, Hören, Sehen, auf der einen Seite, und diejenigen, bei denen Leben verzichtbar ist, wie Farbe, Geruch und Geschmack, auf der anderen Seite. Bei den Substanzen unterscheidet der Mutakallim zwischen Lebewesen (ḥayawān), Pflanzen (nabāt) und unbelebten Wesen (ǧamād). Unterschiede ergeben sich durch verschiedene Arten oder Akzidentien.
Hinsichtlich des Anfangsewigen stellt der Mutakallim nach al-Ghazālī heraus, dass er anders als die eingetretenen Dinge (ḥawādiṯ) unteilbar ist, eins sein muss und sich von den eingetretenen Dingen abhebt durch Merkmale (auṣāf), die für ihn notwendig sind, Dinge (umūr), die für ihn undenkbar sind, und Bestimmungen (aḥkām), die hinsichtlich seiner möglich sind. Der Mutakallim unterscheidet zwischen dem, was hinsichtlich des Anfangsewigen das Mögliche (al-ǧāʾiz), das Notwendige (al-wāǧib) und das Undenkbare (al-muḥāl) ist. Sodann stellt er heraus, dass das Prinzip des Handelns (fiʿl) für ihn möglich ist, die Welt (ʿālam) zu seinem möglichen Handeln gehört, er aufgrund von dessen Möglichkeit des Hervorgebrachten bedarf und auch die Entsendung von Gesandten zu seinen möglichen Handlungen gehört. Des Weiteren stellt er heraus, dass der Anfangsewige dazu die Macht hat und die Wahrhaftigkeit seiner Gesandten durch Wunder (muʿǧizāt) bekanntzugeben vermag, und dass dieses Mögliche eine vorgefallene Tatsache ist. Hier endet nach al-Ghazālī der Kalām des Mutakallim.
Diese Inhaltsbestimmung des Kalām, die ihn zu einer „schriftorientierten Ontologie macht, deren Ziel es ist, Falsafa zu ersetzen“, wurde auch von dem schiitischen Gelehrten al-ʿAllāma al-Hillī (gest. 1325) übernommen. Er sah die absolute Existenz (al-wuǧūd al-muṭlaq) als das eigentliche Thema des Kalām an.

#### Ibn ʿAqīl: Die fünf Zwecke der Kalām-Wissenschaft und ihre Werkzeuge
Nach einem Modell, das der hanbalitische Gelehrte Ibn ʿAqīl (gest. 1119) in seinem Werk al-Wāḍiḥ fī uṣūl al-fiqh entwirft, hat jede Art der wissenschaftlichen Spekulation (naẓar) Werkzeug (āla) und Zweck (ġaraḍ). Der Zweck bei der Kalām-Wissenschaft ist nach Ibn ʿAqīl die Erreichung der Wahrheit bei der Grundlage der religiösen Dinge (aṣl ad-diyānāt). Davon gebe es fünf Arten: 1.) das Erkennen Gottes, 2.) das Erkennen dessen, was für ihn möglich ist, gegenüber dem, was für ihn nicht möglich ist, 3.) das Erkennen des Gesandten, 4.) das Erkennen dessen, was für diesen möglich ist, gegenüber dem, was nicht möglich ist, und 5.) das Erkennen des Grundprinzips der Gutachtenerteilung (futyā). Das Werkzeug für all dies sei „der Idschtihād durch den Beweis der Vernunft“. Außerdem sei die Dialektik ein Werkzeug, in der Weise, dass jedes Werkzeug der Dialektik auch ein Werkzeug für die Kalām-Wissenschaft sei.

#### al-Urmawī: Das Wesen Gottes, seine Attribute und Handlungen
Fachr ad-Dīn ar-Rāzī (gest. 1209) definierte als den wichtigsten Zweck und das bedeutendste Ziel der Kalām-Wissenschaft das Erkennen des Wesens und der Attribute Gottes sowie der Beschaffenheit seiner Handlungen.
Der schafiitische Rechtsgelehrte und Logiker Sirādsch ad-Dīn al-Urmawī (gest. 1283), der in Ägypten als Qādī tätig war, entwickelte darauf aufbauend eine neue Systematik für die Kalām-Wissenschaft. Im Gegensatz zu al-Ghazālī meinte er, dass das Thema dieser Wissenschaft nicht das Existierende im Allgemeinen sei, sondern nur das Wesen Gottes (ḏāt Allāh). Dementsprechend sollte sich der Kalām auch nicht mit der Existenz Gottes befassen, sondern nur mit seinen Attributen und Handlungen, die sein Wesen ausmachen. Insgesamt gliedern sich nach al-Urmawī die Postulate der Kalām-Wissenschaft in die vier folgenden Bereiche:
1. Die negativen Attribute (ṣifāt salbīya) Gottes, die auch die Attribute der Erhabenheit (ṣifāt al-ǧalāl) genannt werden. Hierzu gehört, dass Gott weder ein Körper, noch eine Substanz, ein Akzidens oder etwas anderes ist.
2. Die positiven Attribute (ṣifāt ṯubūtīya) Gottes, die auch die Attribute der Ehre (ṣifāt al-ikrām) genannt werden. Hierzu gehört, dass Gott wissend, mächtig usw. ist. Die Benennung der negativen und positiven Attribute wird aus Sure 55:78 abgeleitet, wo Gott als „Herr der Erhabenheit und Ehre“ (ḏū l-ǧalāl wa-l-ikrām) bezeichnet wird.
3. Die Handlungen Gottes, die sich auf die Angelegenheiten des Diesseits beziehen, wie die Art und Weise des Hervorgehens der Welt aus ihm und die Frage, ob dies notwendig oder vom Willen abhängig ist. Dazu gehören:
  - das Problem der Entstehung der Welt und der Hervorbringung der kontingenten Wesenheiten (al-mumkināt),
  - das Problem der Erschaffung der (menschlichen) Handlungen, die Frage von Zwang und Prädestination und die damit zusammenhängenden Dinge,
  - die Angelegenheiten, die mit den Prophetentümern (an-nubūwāt), der Entsendung von Gesandten, der Offenbarung (waḥy), und der Herabsendung der göttlichen Bücher zusammenhängen,
  - die Angelegenheit der Huldwunder (karāmāt), der Magie (siḥr) und dessen, was beide unterscheidet.
4. Die Handlungen Gottes, die sich auf die Angelegenheiten des Jenseits beziehen, wie die geistige und körperliche Rückkehr (al-maʿād ar-rūḥānī wa-l-ǧismānī). Hierzu gehört die Rede über die rationale Seele (an-nafs an-nāṭiqa), die Belohnung und Bestrafung im Jenseits, das Paradies und das Höllenfeuer und alles, was damit zusammenhängt.[255]

In ähnlicher Weise wie al-Urmawī stellte auch Schams ad-Dīn as-Samarqandī (gest. 1303) das Wesen Gottes ins Zentrum des Kalām, doch stellte er ihm das Wesen der kontingenten Wesenheiten (ḏāt al-mumkināt) als zweites Thema des Kalām an die Seite.

#### al-Īdschī: Die religiösen Dogmen und ihre Beweisgründe
Das Kitāb al-Mawāqif von ʿAdud ad-Dīn al-Īdschī (gest. 1355), das einflussreichste Werk des post-klassischen Kalām, ist insgesamt in sechs Teile, die „Stationen“ (mawāqif) genannt werden, gegliedert. Der erste Teil enthält am Anfang ein einführendes Kapitel zur Kalām-Wissenschaft, in dem al-Īdschī deutlich macht, dass er mit den inhaltlichen Festlegungen des Kalām durch al-Ghazālī und al-Urmawī nicht einverstanden war. Gegen die inhaltliche Bestimmung des Kalām von al-Ghazālī, die das Existierende zur Grundlage seines Kategoriensystems machte, wandte er in seinen Mawāqif ein, dass im Kalām manchmal auch das Nichtexistierende (al-maʿdūm) und der Modus (ḥāl) untersucht werden, sowie andere Angelegenheiten ohne Rücksicht darauf, ob sie im Äußeren existieren oder nicht, wie Spekulation (naẓar) und Argument (dalīl). Die Systematik al-Urmawīs, die den Gegenstand des Kalām auf das Wesen Gottes beschränkte, wies er mit dem Argument zurück, dass in dieser Wissenschaft auch andere Gegenstände untersucht würden wie die Substanzen und Akzidentien.
Al-Īdschī selbst bestimmte als Gegenstand des Kalām jeden Wissensinhalt, von dem der Beweis der religiösen Dogmen (al-ʿaqāʾid ad-dīnīya) direkt oder indirekt abhängig ist. Die religiösen Dogmen übernahm al-Īdschī auch in seine Definition des Kalām, in dem er diesen als die Wissenschaft beschrieb, „mit der man die religiösen Dogmen zu beweisen vermag“. Mit „Dogmen“ (ʿaqāʾid) sei dabei das gemeint, was sich auf die eigentliche Überzeugung (iʿtiqād) beziehe, nicht auf das Handeln (ʿamal). Al-Dschurdschānī (gest. 1413), der al-Īdschīs Inhaltsbestimmung des Kalām in seinem Kommentar zu den Mawāqif erörtert, erklärt den darin befindlichen Ausdruck „direkt oder indirekt“ (qarīban au baʿīdan) damit, dass die Probleme dieser Wissenschaft zum einen die religiösen Dogmen selbst sind wie der Beweis der Anfangsewigkeit (qidam) und Einheit (waḥda) des Schöpfers, der Beweis des Eintretens (ḥudūṯ) und die Richtigkeit der Zurückbringung (iʿāda; sc. im Jenseits), zum anderen die Theoreme (qaḍāyā), auf denen diese religiösen Dogmen beruhen, wie die Zusammengesetztheit der Körper aus Einzelsubstanzen, die Möglichkeit des Vakuums (ḫalāʾ), das Fehlen der Kategorie des Modus (ḥāl), die Unterschiedslosigkeit der nicht-existierenden Dinge, derer man im Jenseits bedarf, die Vielzahl der Attribute Gottes und ihr Bestehen in seinem Wesen. Alle diese Probleme, so al-Dschurdschānī, gehören zu dem von al-Īdschī genannten Wissensinhalt, der das Existierende, das Nicht-Existierende (al-maʿdūm) und den Modus einschließen. Wenn man den Wissensinhalt als etwas einordne, was zu den religiösen Dogmen gehöre, sei die Abhängigkeit ihres Beweises direkt, wenn man ihn hingegen als etwas einordne, das ein Mittel für diese Dogmen ist, sei die Abhängigkeit indirekt, wobei unterschiedliche Grade der Indirektheit bestehen.
Mit seiner inhaltlichen Neuausrichtung des Kalām war al-Īdschī sehr einflussreich. Nach al-Lāhīdschī (gest. 1661) vertrat die Mehrzahl der späteren Gelehrten die Auffassung, dass Gegenstand des Kalām jeder Wissensinhalt ist, von dem der Beweis der religiösen Dogmen abhängt. Drei Gelehrte, nämlich at-Taftāzānī (gest. 1390), Ibn Chaldūn (gest. 1406) und Murtadā Mutahharī (gest. 1979) integrierten wie al-Īdschī die Dogmen auch in ihre Definition der Kalām-Wissenschaft. Auch İsmail Hakkı İzmirli, der Anfang des 20. Jahrhunderts die Kalām-Wissenschaft neu zu begründen versuchte, hielt die Dogmen für ihren eigentlichen Gegenstand. Sein erstes Buch Muḥaṣṣalü l-kelâm ve-l-ḥikme (1917/18) sollte die von den Imamen schriftlich niedergelegte Dogmatik darlegen und sein Buch Yeni İlm-i Kelâm (1920) die bei diesen Dogmen verfolgten Methoden und Theorien.
Der Begriff ʿaqāʾid hat im Arabischen nicht nur die Bedeutung von „Dogmen“, sondern bezeichnet auch Bekenntnisschriften, die solche Dogmen katechismusartig darstellen. Muhammad ibn ʿUmar al-Bartallī (gest. 1696), der im 17. Jahrhundert auf dem Gebiet des heutigen Mauretaniens die Kalām-Wissenschaft wiederzubeleben versuchte, sah in der Kenntnis der verschiedenen aschʿaritischen Bekenntnisschriften den Hauptzweck dieser Wissenschaft. So befasste er sich mit den Büchern des nordafrikanischen Theologen Muhammad ibn Yūsuf as-Sanūsī (gest. um 1490) und den dogmatischen Lehrgedichten Dalīl al-qāʾid von al-Audschalī (um 1681), al-Ǧazāʾirīya von az-Zawāwī (gest. 1479) und Iḍāʾat ad-duǧunna von al-Maqqarī (gest. 1632). Auch wird er mit dem Ausspruch zitiert: „Wenn ich von einer ʿAqīda der Kalām-Wissenschaft erführe, die ich nicht kenne, und es in Ägypten jemanden gäbe, der sie kennt, würde ich zu ihm reisen, um sie zu erlernen.“

## Erkenntnistheoretische Grundlagen

### Das Verhältnis zwischen Vernunft und religiöser Tradition im Kalām
Die muslimischen Gelehrten sind sich darüber einig, dass für den Kalām die Vernunft (ʿaql) eine sehr große Bedeutung hat. Ibn ʿAqīl (gest. 1119) war der Auffassung, dass das Werkzeug (āla) der Kalām-Wissenschaft „der Idschtihād durch den Beweis der Vernunft“ (al-iǧtihād bi-ḥuǧǧat al-ʿaql) ist. Abū Haiyān at-Tauhīdī (gest. 1032) beschrieb die Kalām-Wissenschaft als einen Weg der Betrachtung über die Grundlagen der Religion, „bei dem sich die Überlegung rein auf die Vernunft stützt“ (yadūr an-naẓar fīhi ʿalā maḥḍ al-ʿaql). Nach den meisten Autoren reicht aber die Vernunft allein für die Begründung des Kalāms nicht aus. Taşköprüzāde, der um die Wende zum 16. Jahrhundert wirkte, hielt zwei Voraussetzungen für notwendig, damit eine Wissenschaft als Kalām bezeichnet werden kann: 1. Sie muss auf Bestätigung des offenbarten Gesetzes (šarʿ) durch die Vernunft abzielen, 2. die darin bestätigte ʿAqīda muss zu dem gehören, was im Koran und in der Sunna vorkommt.
In einigen Beschreibungen des Kalām wird der Vernunft (ʿaql) als zweites konstituierendes Prinzip die religiöse Tradition (naql) gegenübergestellt. ʿAdud ad-Dīn al-Īdschī (gest. 1355) meinte zum Beispiel, dass die Beweise der Kalām-Wissenschaft deswegen absolut feststehend (yaqīnī) seien, weil der klare Verstand (ṣarīḥ al-ʿaql) sie anerkenne und sie außerdem durch die religiöse Tradition bestätigt seien (qad taʾaiyadat bi-n-naql). Auf diese Weise werde der höchste Grad an Zuverlässigkeit erreicht. Der syrisch-ägyptische Aschʿarit Taqī ad-Dīn as-Subkī (gest. 1355) war der Auffassung, dass die Mutakallimūn allesamt die Kalām-Wissenschaft mit Vernunft und religiöser Tradition zugleich (bi-l-ʿaql wa-n-naql maʿan) zu erlangen suchten, sich jedoch hinsichtlich der Frage, welches Gewicht den beiden Prinzipien zu geben sei, in verschiedene Gruppen aufgespalten hätten: 1. die Muʿtazila, bei denen die Seite der Vernunft überwiege, 2. die Haschwīya, also die Hanbaliten, bei denen die Seite der religiösen Tradition überwiege, und 3. die Aschʿarīya, bei der beide Prinzipien in gleichem Maße berücksichtigt würden und die damit in der Mitte zwischen den beiden Gruppen stehe.
Einige muslimische Autoren unterscheiden auch zwischen vernunft- und traditionsbasierten Teilen des Kalām. Abū Haiyān at-Tauhīdī zum Beispiel relativierte seine Aussage, dass sich die Überlegung in der Kalām-Wissenschaft „rein auf die Vernunft stützt“, durch die Feststellung, dass sich der Gebrauch der Vernunft beim Kalām allein auf den Bereich des Subtilen (daqīq) beschränke, während man beim Gewichtigen (ǧalīl) seine Zuflucht zum Buch Gottes nehme. Der osmanische Gelehrte Saçaklızāde (gest. 1732) unterschied bei den Problemen des Kalām zwischen demjenigen Teil, der vernunftbasiert (ʿaqlī) ist, und demjenigen Teil, der hörbasiert (samʿī) ist. Für die Kenntnis des ersteren, nämlich die Existenz des Schöpfers und seiner Attribute, stützt man sich nach ihm allein auf die Vernunft, nämlich die Betrachtung der erschaffenen Dinge, für die Untersuchung des letzteren Teils, der das Prophetentum und das Leben nach dem Tod einschließt, auf das Hörensagen (samʿ), also die religiöse Tradition.
Ähnlich trifft auch der moderne schiitische Gelehrte Murtadā Mutahharī eine Unterscheidung zwischen vernunftbasierten Kalām (kalām ʿaqlī) und traditionsbasiertem Kalām (kalām naqlī). Er meint, dass die Kalām-Wissenschaft als eine argumentative und schlussfolgernde Wissenschaft bezüglich der Prinzipien und Prämissen, die sie bei der Argumentation zur Anwendung bringt, zwei Teile umfasst, nämlich einen rationalen und einen traditionsbasierten:
- Der rationale Teil (baḫš-i ʿaqlī) des Kalām sind diejenigen Probleme, deren Prämissen ausschließlich durch die Vernunft erlangt werden können. Hierzu gehören die Probleme, die mit dem Ein-Gott-Glauben und dem Propetentum zusammenhängen, sowie ein Teil der Probleme des Lebens nach dem Tod (maʿād). Wenn man sich bei ihnen auf die Tradition stützen würde, geschähe dies nur zur Vermittlung und Bekräftigung des Vernunfturteils. Sich bei solchen Problemen auf Koran und Sunna zu stützen, reicht nach Mutahharī nicht aus. Man dürfe sich allein auf die Vernunft stützen.
- Der traditionsbasierte Teil (baḫš-i naqlī) des Kalām sind diejenigen Probleme, die, obgleich sie zu den Grundlagen der Religion gehören und man an sie glauben muss, in Anbetracht dessen, dass sie nicht dem Prophetentum vorausgehen oder mit ihm identisch sind, sondern von ihm abgeleitet sind, nur über die göttliche Offenbarung und das sichere Prophetenwort bewiesen werden müssen. Hierzu gehören nach Mutahharī die mit dem Imamat zusammenhängenden Probleme und die meisten Probleme, die mit dem Leben nach dem Tod zusammenhängen.[265]

### Die Rolle von Idschtihād und Taqlīd
Viele muslimische Gelehrte betonen die große Rolle, die der Idschtihād im Kalām spielt. Schon al-Dschāhiz (gest. 869) referiert die Auffassung, dass der Kalām methodisch auf Bemühung des eigenen Urteils (iǧtihād ar-raʾy) beruht. Ibn ʿAqīl (gest. 1119) sieht im „Idschtihād durch den Beweis der Vernunft“ (al-iǧtihād bi-ḥuǧǧat al-ʿaql) das Hauptwerkzeug des Kalām. Umgekehrt wird der Kalām als Mittel angepriesen, um aus dem verwerflichen Zustand des Taqlīd, also des Autoritätsglaubens, herauszutreten. So nennt ʿAdud ad-Dīn al-Īdschī in seinem Kitāb al-Mawāqif das Aufsteigen vom Tiefpunkt des Taqlīd zum Gipfel der Gewissheit (īqān) als den ersten von fünf Punkten, die seiner Meinung nach den Nutzen (fāʾida) der Kalām-Wissenschaft ausmachen. Auf diejenigen, die Kalām-Wissenschaft betreiben, trifft seiner Auffassung nach die koranische Aussage von Sure 58:11 zu: „Gott lässt diejenigen von euch, die glauben, und denen das Wissen gegeben worden ist, hoch aufsteigen.“
Nicht alle muslimischen Gelehrten waren allerdings der Auffassung, dass man sich durch Kalām-Wissenschaft wirklich aus dem Taqlīd befreien kann. So warf der Bagdader Philosoph Abū Sulaimān as-Sidschistānī (gest. ca. 985) den Kalām-Vertretern vor, dass ihr Denken von Taqlīd durchdrungen sei. Und ʿAbd al-Dschabbār ar-Rifāʿī (geb. 1954), der sich seit Anfang des 21. Jahrhunderts um eine Erneuerung der Kalām bemüht, nennt das Zurückweichen der Vernunft und die Verbreitung des Taqlīd als einen der Mängel des traditionellen Kalāms, die seiner Auffassung nach im neuen Kalām überwunden werden müssen.

## Entwicklung des Themenspektrums

### Die Bedeutung einzelner Themen in vormoderner Zeit

#### Die Attribute Gottes
Einer der wichtigsten Gegenstände der Kalām-Wissenschaft waren die Attribute Gottes. Sie werden schon in al-Chwārazmīs Liste der Punkte, über die die Mutakallimūn sprechen und disputieren, genannt. Ein Punkt auf dieser Liste ist die Frage, ob Gott durch sein Wesen (bi-ḏ-ḏātihī) wissend, mächtig und lebendig ist, wie es die Muʿtaziliten lehren, oder ob die Auffassung der Menge (ǧumhūr) richtig ist, die davon ausgeht, dass Gott wissend durch ein Wissen, lebendig durch ein Leben und mächtig durch eine Macht ist und diese Attribute (ṣifāt) mit Gott anfangsewig sind.
Nach Abū l-Hasan al-ʿĀmirī (gest. 992) gehört die Bestimmung von Gottes wesensmäßigen Attributen und seinen aktiven Attributen (taqrīr ṣifātihī aḏ-ḏātīya wa-ṣ-ṣifātihī al-fiʿlīya) zum Gewichtigen (ǧalīl) des Kalām. Der in Kairo wirkende schafiitische Gelehrte Mahmūd ibn ʿAbd ar-Rahmān al-Isfahānī (gest. 1348) betrachtete den Kalām als den Garanten für die Sichtbarmachung von Gottes Wesensattributen (ṣifāt aḏ-ḏāt) gegenüber den Tätigkeitsattributen (ṣifāt al-fiʿl), die ihren Schleier bilden.
Ibn at-Tilimsānī (gest. 1260), der in seinem Šarḥ Maʿālim uṣūl ad-dīn eine idealtypische Kapiteleinteilung für Kalām-Bücher aufführt, nennt dort ein Kapitel, das von den wesensmäßigen und ideellen Attributen (aṣ-ṣifāt an-nafsīya wa-l-maʿnawīya) handeln sollte, die Gott haben muss. Die Beschäftigung mit den Attributen Gottes hatte eine so große Bedeutung in der Kalām-Wissenschaft, dass einige spätere Gelehrte sie auch als „Wissenschaft des Einheitsbekenntnisses und der (göttlichen) Attribute“ (ʿilm at-tauḥīd wa-ṣ-ṣifāt) bezeichneten. Sirādsch ad-Dīn al-Urmawī (gest. 1283) unterschied in seiner Kalām-Systematik zwischen negativen Attributen (ṣifāt salbīya) und positiven Attributen (ṣifāt ṯubūtīya) Gottes, machte aber das Wesen Gottes (ḏāt Allāh) zum zentralen Gegenstand der Kalām-Wissenschaft.

#### Die Atome
Ein zentrales Konzept der kosmologischen Lehren des Kalām sind die Atome. Sie werden auf Arabisch als aǧzāʾ allatī lā tataǧazzaʾ („Teile, die nicht mehr teilbar sind“) oder ḏarrāt („Stäubchen“) genannt. Schon al-Dschāhiz (gest. 869) erwähnt die „Teile, die nicht mehr teilbar sind“ als Bestandteil der Lehre der Mutakallimūn. Die Muʿtaziliten setzten die Atome mit den Substanzen gleich. Der andalusische Gelehrte Ibn Hazm (gest. 1064) schreibt: „Die Allgemeinheit der Mutakallimūn lehrt, dass sich die Körper in kleine Teile auflösen lassen, bei denen eine Zerteilung absolut nicht mehr möglich ist, und dass diese Körper Substanzen (ǧawāhir) sind, nicht Körper (aǧsām).“ Nach Harry Austryn Wolfson wurde die atomistische Lehre von fast allen Mutakallimūn akzeptiert. Zu den wenigen Kalām-Gelehrten, die sie ablehnten, gehörten an-Nazzām, Hischām ibn al-Hakam und möglicherweise auch Ibn Kullāb. Gemäß Abū l-Hasan al-ʿĀmirī gehört die Lehre von den Atomen zum Subtilen des Kalām.
Nach der Darstellung des Maimonides ist der Atomismus der Mutakallimūn mit einer okkasionalistischen Lehre verbunden. Die Welt erscheint dabei wie ein Spiel, in dem ein Deus ex machina jeden Augenblick handelt, um die Dinge passieren zu lassen. Während die späteren Mutakallimūn dem Atom als der kleinsten Einheit, aus welcher die materielle Welt konstruiert ist, Ausdehnung (misāḥa) zusprachen, taten dies die frühen Mutakallimūn noch nicht.
Nach Maimonides hatten die Mutakallimūn das Konzept des Atoms von den antiken Philosophen (al-falāsifa al-mutaqaddimūn) entlehnt, „obwohl die späteren Philosophen seine Nichtigkeit bewiesen hatten“. Shlomo Pines meinte, dass zwischen der islamischen und der griechischen Atomenlehre so erhebliche Unterschiede bestehen, dass ein griechischer Ursprung des Kalām-Atomismus unwahrscheinlich ist. Er zeigte dafür Ähnlichkeiten zwischen den atomistischen Lehren des Kalām und denjenigen verschiedener indischer philosophischer bzw. theologischer Systeme auf. Wolfson erklärte die Übernahme atomistischer Lehren im Kalām damit, dass die muslimischen Mutakallimūn, als sie den Atomismus im 9. Jahrhundert kennenlernten, erfuhren, dass die Atomisten das Konzept der Kausalität ablehnten. Da sie selbst dieses Konzept aus religiösen Gründen ebenfalls ablehnten, hätten sie die atomistische Lehre übernommen. Er postulierte ein pseudo-demokritisches Fragment, in dem Atome ohne Raumausdehnung diskutiert wurden, als Quelle für den Kalām-Atomismus. Dong Xiuyuan argumentierte dagegen wieder für einen indischen Ursprung des Kalām-Atomismus.

#### Die Himmelssphären
In einigen Kalām-Werken finden sich auch Diskussionen astronomischer Fakten und Theorien. Das Kitāb al-Mawāqif von ʿAdud ad-Dīn al-Īdschī (gest. 1355) enthält im vierten Teil sogar eine ausführliche und systematische Darstellung der islamischen Version des Ptolemäischen Weltbildes.

#### Die offenbarten Glaubensinhalte (samʿīyāt)
Ab dem späten 12. Jahrhundert gab es die Tendenz, einen Teil der neu abgefassten Kalām-Bücher speziell den samʿīyāt (wörtl. „gehörte Dinge“), also den offenbarten Glaubensinhalten, zu widmen. Sie bilden zum Beispiel den vierten und letzten Teil des Kalām-Kompendiums Muḥaṣṣal von Fachr ad-Dīn ar-Rāzī (gest. 1209). Der Autor behandelt hier 1. Fragen des Prophetentums, 2. das Leben nach dem Tod (al-maʿād), 3. Glauben und Unglauben und 4. das Imamat. Die offenbarten Glaubensinhalte sind auch das Thema des sechsten Teils des Kitāb al-Mawāqif von ʿAdud ad-Dīn al-Īdschī (gest. 1355), das in gleicher Weise aufgebaut ist. İsmail Hakkı İzmirli hatte für sein vierbändiges Werk Yeni İlm-i Kelâm ebenfalls einen Band zu den samʿīyāt vorgesehen, doch ist dieser nie erschienen. At-Taftāzānī (gest. 1390) beschreibt die samʿīyāt als letzten Teil in der Beweiskette des Kalām. Nach ihm beruht der Kalām darauf, aus der Existenz der in der Zeit hervorgebrachten Dinge (muḥdaṯāt) Existenz, Einheit, Attribute und Handlungen des Schöpfers (aṣ-ṣāniʿ) abzuleiten, sodann aus ihnen wiederum die offenbarten Glaubensinhalte.
Ibn ʿArafa (gest. 1401), der führende malikitische Gelehrte im Hafsiden-Reich, nahm die mündlich übermittelten Glaubensinhalte sogar in seine Definition der Kalām-Wissenschaft auf. Sie lautete: „das Wissen um die Bestimmungen der Göttlichkeit, der Entsendung der Gesandten und ihrer Wahrhaftigkeit in all ihren Mitteilungen, (sc. das Wissen) um das, auf das sich etwas davon speziell stützt, und die Feststellung ihrer Beweise durch eine Fähigkeit, der eine Abwendung der Zweifel und Lösung der Ungewissheiten zugetraut wird“. Der moderne Herausgeber des Buches erklärt, dass durch den Passus „ihrer Wahrhaftigkeit in all ihren Mitteilungen“ in seiner Definition auch die samʿīyāt in die Kalām-Wissenschaft integriert werden sollten. Die Kalām-Definition Ibn at-Tilimsānīs lehnte Ibn ʿArafa ab, weil, wie er schreibt, bei ihr das Wissen um „die Bestimmungen des Lebens nach dem Tod“ (aḥkām al-maʿād) aus dem Kalām herausfällt.

#### Die kontingenten Wesenheiten
Ab dem 13. Jahrhundert erscheinen die kontingenten Wesenheiten (al-mumkināt) im Themenkatalog der Kalām-Wissenschaft. Zum ersten Mal werden sie in Sirādsch ad-Dīn al-Urmawīs (gest. 1283) Aufstellung der vier Teilbereiche des Kalām genannt. Ihre Hervorbringung (iḥdāṯ) wird dort als Unterpunkt der Handlungen Gottes, die sich auf die Angelegenheiten des Diesseits beziehen, aufgeführt. Schams ad-Dīn as-Samarqandī stellte dem Wesen Gottes das Wesen der kontingenten Wesenheiten (ḏāt al-mumkināt) als zweites Thema des Kalām an die Seite, mit dem Argument, dass die kontingenten Wesenheiten Gottes bedürften und außerdem bekannt sei, dass das Thema jeder Wissenschaft das ist, „was man in ihm über seine wesensmäßigen Ausläufer (ʿawāriḍuhū aḏ-ḏātīya) erforscht“. Die Kalām-Wissenschaft definierte er als „eine Wissenschaft, in der man das Wesen und die Attribute Gottes und die Zustände der kontingenten Wesenheiten am Anfang und bei der Wiederkehr gemäß dem Gesetz des Islams erforscht“. Diese Definition übernahm in leicht abgewandelter Form auch al-Dschurdschānī (gest. 1413).
Während bei as-Samarqandī die kontingenten Wesenheiten Gott nachgeordnet sind, werden sie bei Ibn ʿArafa (gest. 1401) Gott im Sinne des Kontingenzbeweises vorangestellt. Er nennt als Gegenstand der Kalām-Wissenschaft die Quidditäten der kontingenten Wesenheiten (māhīyāt al-mumkināt) hinsichtlich ihrer Beweiskraft für die Notwendigkeit der Existenz ihres Erschaffers sowie seiner Attribute und Handlungen.

### Die Öffnung des Kalām für neue Themen in der Moderne
Schiblī Nuʿmānī, der Anfang des 20. Jahrhunderts zur Wiederbelebung des Kalām aufrief und dazu 1903 ein Buch veröffentlichte, rief darin dazu auf, das Themenspektrum dieser Wissenschaft um solche Fragen wie Menschenrechte, Frauenrechte, Erbschaft und Rechte von Nicht-Muslimen zu erweitern. Diese Erweiterung des Themenspektrums begründete er in seiner Vorrede, wie folgt:

„In der alten Kalām-Wissenschaft fand lediglich eine Erörterung der islamischen Glaubenslehren statt, weil die Einwände, die in jener Zeit von den Gegnern gegen den Islam erhoben wurden, allein die Glaubenslehren betrafen. Heutzutage dagegen wird die Religion unter geschichtlichen, ethischen, zivilisatorischen und anderen Aspekten taxiert. Nach Meinung der Europäer lassen sich gegen die Glaubenslehren einer Religion nicht so sehr Einwände erheben wie gegen ihre rechtlichen und ethischen Probleme. Für sie sind die Erlaubtheit von Dingen wie Polygamie, Verstoßung, Sklaverei und Dschihad in einer Religion der größte Beweis dafür, dass diese Religion falsch ist. Aufgrund dessen werden in der Kalām-Wissenschaft derartige Fragen ebenfalls erörtet werden, und sie werden ein fester Bestandteil der neuen Kalām-Wissenschaft sein.“

Der schiitische Gelehrte Murtadā Mutahharī (gest. 1979) vertrat die Auffassung, dass der Kalām überhaupt kein spezifisches Thema (mauḍūʿ-i ḫāṣṣ) habe, das ihn von anderen Wissenschaften unterscheide. Zwar definiert er die Kalām-Wissenschaft als die Wissenschaft, die die Grundlagen der islamischen Dogmen erörtert, und zwar in der Weise, dass es sie erklärt, beweist und verteidigt. Doch meint er, das zwischen den zahlreichen unterschiedlichen Problemen, die im Kalām behandelt werden, keine wirkliche Einheit (waḥdat-i wāqiʿī) bestehe, wie bei verschiedenen anderen Wissenschaften, sondern nur eine nominelle Einheit (waḥdat-i iʿtibārī). Diese nominelle Einheit ergebe sich durch das gemeinsame Ziel, nämlich die Verteidigung der Grundlagen der Religion. Da es bei den Problemen des Kalām keine wesenhafte oder qualitative Einheit gebe, müsse man beim Kalām auch nicht nach dem einen spezifischen Thema suchen.
Die Auffassung, dass die Kalām-Wissenschaft eine Wissenschaft ohne Thema ist, teilt auch Abdolkarim Sorusch. Er meint, dass diese Wissenschaft in Anbetracht der Tatsache, dass es der Mutakallim unternimmt, eine bestimmte religiöse Lehre zu verteidigen, entsprechend der Art der Erkenntnisse, die in dieser religiösen Lehre existieren, und entsprechend Art der Zweifel, die gegen sie vorgetragen werden, verändert und variiert werden muss.

## Die Stellung des Kalām im System der Wissenschaften

### Ist Kalām überhaupt eine Wissenschaft?
Für die meisten muslimischen Gelehrten war selbstverständlich, dass Kalām eine Wissenschaft (ʿilm) darstellt. So wird ihm auch in den meisten arabischen enzyklopädischen Werken, in denen die verschiedenen Wissenschaften aufgezählt werden, ein eigenes Kapitel gewidmet. Dazu gehören zum Beispiel Mafātīḥ al-ʿulūm („Schlüssel der Wissenschaften“) von al-Chwārazmī (gest. nach 976), die Risāla fī l-ʿulūm („Abhandlung über die Wissenschaften“) von Abū Haiyān at-Tauhīdī (gest. 1032), die Risālat Marātib al-ʿulūm („Abhandlung über die Rangstufen der Wissenschaften“) von Ibn Hazm (gest. 1064), Ǧāmiʿ al-ʿulūm von Fachr ad-Dīn ar-Rāzī (gest. 1209) und Miftāḥ as-saʿāda wa-miṣbāḥ as-siyāda („Schlüssel der Glückseligkeit und Lampe der Herrlichkeit“), von Tāschköprüzāde (gest. 1561).
Allerdings betrachteten nicht alle muslimischen Gelehrten Kalām als Wissenschaft. Einige sahen in ihr auch eine „Kunst“ oder „Fertigkeit“ (ṣināʿa). ʿAbd ar-Razzāq al-Lāhīdschī (gest. 1661) zum Beispiel definierte den Kalām als „theoretische Fertigkeit“ (ṣināʿa naẓarīya), mit der man die religiösen Glaubenslehren beweisen kann. Diese Vorstellung war insbesondere in der Frühzeit des Kalām verbreitet. al-Dschāhiz (gest. 869), einer der ersten Autoren, die dem Kalām eine eigene Schrift widmeten, spricht darin fast durchgängig von der „Kunst des Kalām“ (ṣināʿat al-kalām). Er teilt darin auch mit, dass einige Vertreter anderer Disziplinen wie Arithmetik und Geometrie dem Kalām den Wissenschaftscharakter absprachen, mit dem Argument, dass der Kalām methodisch auf Bemühung des eigenen Urteils (iǧtihād ar-raʾy) und Mutmaßung (ḥads) beruhe, echte Wissenschaft dagegen nur dasjenige sei, was natürlich zwingend (ṭabīʿī iḍṭirārī) ist, ohne Möglichkeit einer Interpretation (taʾwīl) und ohne dass der Begriff verschiedene Bedeutungen haben kann und bei den Worten Zweideutigkeiten bestehen. Al-Fārābī (gest. 950) führt Kalām zwar in seiner Enzyklopädie Iḥṣāʾ al-ʿulūm („Aufzählung der Wissenschaften“) auf, bezeichnet ihn dort jedoch als Kunst (ṣināʿa). In seinem Kitāb al-Ḥurūf rechnet er den Kalām den syllogistischen Künsten (ṣanāʾiʿ qiyāsīya) zu.
Auch diejenigen Gelehrten, die den Kalām aus traditionalistischer Sicht ablehnten (siehe dazu unten), sprachen ihm den Wissenschaftscharakter ab. So urteilte asch-Schāfiʿī (gest. 822), dass in dem Fall, dass ein Mann einer anderen Person wissenschaftliche Bücher (kutub al-ʿilm) vermachte, die Bücher zum Kalām nicht in das Vermächtnis eingeschlossen sein sollten, mit der Begründung, dass Kalām keine Wissenschaft sei. Und der malikitische Traditionsgelehrte Ibn ʿAbd al-Barr (gest. 1071) meinte, dass die Anhänger des Kalām bei der Allgemeinheit nicht den Klassen der Verständigen (fuqahāʾ) zugerechnet werden. Als ʿUlamā' sollten bei ihm nur diejenigen gelten, die sich mit der Interpretation der Tradition (aṯar) beschäftigten. In hanafitischen Fatwa-Sammlungen wurde die Regel formuliert, dass im Falle, dass jemand den Gelehrten seiner Ortschaft etwas vermachte, die Mutakallimūn nicht zu den Begünstigten gehören sollten. Wenn jemand etwas von seinen wissenschaftlichen Büchern als Waqf vermachte, sollten die Kalām-Bücher der betreffenden Sammlung aussortiert und verkauft werden. Und der hanafitische Gelehrte Abū l-Laith as-Samarqandī al-Hāfiz wird mit der Aussage zitiert: „Wer sich mit Kalām befasst, dessen Name wird von der Liste der Gelehrten gestrichen.“

### Die Stellung des Kalām innerhalb der religiösen Wissenschaften
In einigen der enzyklopädischen Werke, in denen die verschiedenen Wissenschaften behandelt werden, sind diese systematisch geordnet. Der Kalām wird hierbei üblicherweise den religiösen Wissenschaften zugeordnet, wobei diese unterschiedlich (ulūm aš-šarīʿa, ʿulūm al-millīya oder ʿulūm dīnīya) bezeichnet werden. Nachfolgend ein Überblick über die unterschiedlichen Einordnungen des Kalām in chronologischer Reihenfolge:
- Al-Chwārazmī (gest. nach 976) rechnet den Kalām in seinen Mafātīḥ al-ʿulūm neben Fiqh, Grammatik, Schreibkunst, Poesie und Metrik sowie Geschichtswissenschaft den arabischen Scharia-Wissenschaften zu, die den Wissenschaften der Nicht-Araber gegenüberstehen.[305]
- Nach Abū l-Hasan al-ʿĀmirī (gest. 992) gliedern sich die Wissenschaften in zwei großen Familien, nämlich die religiösen Wissenschaften (al-ʿulūm al-millīya) und die philosophischen Wissenschaften (al-ʿulūm al-ḥikmīya). Beide Familien fächern sich jeweils in drei Teildisziplinen und eine Hilfswissenschaft auf. Die drei religiösen Wissenschaften sind Hadith, Kalām und Fiqh mit Sprachwissenschaft als Hilfswissenschaft.[306] Bei den drei religiösen Wissenschaften beschreibt al-ʿĀmirī eine Abstufung: die Hadith-Wissenschaft steht am Anfang, Fiqh in der Mitte, und dem Kalām kommt der Rang der Vollendung zu.[307]
- Nach Ibn Hazm (gest. 1064) werden die Wissenschaften in sieben Hauptwissenschaften eingeteilt, von denen drei, nämlich Scharia-Wissenschaft, Geschichtswissenschaft und Sprachwissenschaft, spezifisch für jeweils eine Umma sind, während die vier anderen (Astronomie, Arithmetik, Medizin und Philosophie) universalen Charakter haben. Die Hauptwissenschaften sind jeweils in verschiedene Teildisziplinen unterteilt. Die Kalām-Wissenschaft bildet eine Teildisziplin der Scharia-Wissenschaft, wobei Ibn Hazm dieser ansonsten nur Koranwissenschaft, Hadith-Wissenschaft und Fiqh-Wissenschaft zuordnet. Nach innen ist die Kalām-Wissenschaft wiederum in die Kenntnis der verschiedenen Lehrmeinungen (maqālāt) und die Kenntnis der verschiedenen Argumente (ḥuǧāǧ) unterteilt.[308]
- Al-Ghazālī (gest. 1111) beschreibt in seinem Werk al-Mustaṣfā Kalām als die Kerndisziplin der religiösen Wissenschaften (ʿulūm dīnīya), die den rationalen Wissenschaften (ʿulūm ʿaqlīya) Medizin, Arithmetik und Geometrie gegenüberstehen. Zu den religiösen Wissenschaften gehören neben dem Kalām noch Fiqh, Usūl al-fiqh, Hadith-Wissenschaft, Koranexegese und die Wissenschaft vom inneren Sinn (bāṭin), womit die „Wissenschaft des Herzens und seiner Reinigung von den hässlichen Eigenschaften“ gemeint ist.[309]
- Nach Katib Çelebi (gest. 1657) gliedern sich die Wissenschaften in die rationalen Wissenschaften auf der einen und die Scharia-Wissenschaften auf der anderen Seite. Die Scharia-Wissenschaften gliedern sich wiederum in a) die Wissenschaften, die um ihrer selbst willen erlernt werden, und b) die Hilfswissenschaften, die als Mittel für eine andere Wissenschaft dienen, wie die Arabische Sprachwissenschaft und die Adab-Wissenschaften. Die Kalām-Wissenschaft gehört wie die Koran- und Hadith-Wissenschaften zu den Scharia-Wissenschaften, die um ihrer selbst willen erlernt werden, und leitet ihre Prinzipien aus diesen beiden anderen Wissenschaften ab, befasst sich aber nur mit dem Glauben (iʿtiqād). Das, was über den reinen Glauben hinausgeht und sich mit dem Handeln befasst, gehört zu den Wissenschaften der Grundlagen und Verzweigungen (uṣūl wa-furūʿ) und der Ermunterung und Furchteinflößung (tarġīb wa-tarhīb).[310]
- Nach Ahmad ibn ʿAdschība (gest. 1809) gibt es vier Grundwissenschaften, von denen sich alle anderen Wissenschaften verzweigen: die Wissenschaft der Geistesinhalte (ʿilm al-aḏhān), die Sprachwissenschaft (ʿilm al-lisān), die Wissenschaft von den Körpern (ʿilm al-abdān) und die Wissenschaft von den religiösen Bestimmungen (ʿilm al-adyān). Die Kalām-Wissenschaft gehört zusammen mit Fiqh und Sufik zu der Wissenschaft von den religiösen Bestimmungen.[311] Die drei religiösen Wissenschaften dienen jeweils der Auslegung (tafsīr) eines der drei Prinzipien des Gabriel-Hadith: Fiqh der Auslegung des Islam, Kalām der Auslegung des Īmān und Sufik der Auslegung des Ihsān.[312]
- Nach Murtadā Mutahharī (gest. 1979) wird die Gesamtheit der islamischen Lehren (taʿlīmāt-e eslāmīye) von den islamischen Gelehrten in drei Teile gegliedert: 1. den Teil der Dogmen (ʿaqāyed), 2. den Teil der Sitten (aḫlāq) und 3. den Teil der Normen (aḥkām). Die Wissenschaft, die sich mit dem ersten Teil befasst, ist die Kalām-Wissenschaft, die Wissenschaft, die für den zweiten Teil zuständig ist, wird Ethik genannt, und diejenige, die sich des dritten Teils annimmt, hat den Namen Fiqh-Wissenschaft erhalten.[313]

#### Sein Verhältnis zum Fiqh
Das Verhältnis zwischen Kalām und Fiqh wird am ausführlichsten bei al-Fārābī (gest. 950) behandelt. Seiner Auffassung nach besteht eine Gemeinsamkeit zwischen den beiden Wissenschaften darin, dass sie sich jeweils in zwei Teile gliedern, von denen sich der eine mit den Anschauungen und der andere mit den Handlungen befasst. Während aber der Fiqh-Gelehrte die Anschauungen und Handlungen, die der Religionsstifter ausgesprochen habe, als selbstverständlich annehme und daraus Grundlagen mache, aus denen er die Pflichten ableite, verhelfe der Kalām-Gelehrte den Dingen, die der Fiqh-Gelehrte als Grundlagen verwende, zum Sieg, ohne aber aus ihnen andere Dinge abzuleiten. In seinem Kitāb al-Ḥurūf rechnet al-Fārābī den Kalām zusammen mit dem Fiqh den syllogistischen Künsten (ṣanāʾiʿ qiyāsīya) zu. Im Gegensatz zum Fiqh bezieht er sich aber nicht auf die partikularen praktischen Dinge, sondern auf die universalen theoretischen und praktischen Angelegenheiten.
Abū Haiyān at-Tauhīdī hingegen betonte in seinem Traktat über die Wissenschaften die Ähnlichkeiten zwischen Kalām und Fiqh. Zwar gebe es zwischen beiden eine Trennung (infiṣāl) und einen Gegensatz (tabāyun), doch ähnelten sich ihre Argumente (adilla). Außerdem konsultierten beide die Vernunft (ʿaql) und suchten bei ihr Erleuchtung. Allerdings sieht at-Tauhīdī bei beiden Wissenschaften auch die gleiche Gefahr, dass die Vernunft von Willkür (hawā), Eiferertum (taʿaṣṣub), vorschnellem Urteil, Gewohnheit und blinder Nachahmung überlagert werden.
Asch-Schahrastānī erklärte den Unterschied zwischen Kalām und Fiqh über eine Zweiteilung der Religion in Kenntnis (maʿrifa) und Gehorsam (ṭāʿa). Die Kenntnis bildet hierbei nach ihm die Grundlage (aṣl) und der Gehorsam die praktische Folge (farʿ). Während die Grundlagen (uṣūl) den Gegenstand der Kalām-Wissenschaft bildeten, seien die praktischen Folgen (furūʿ) der Gegenstand der Fiqh-Wissenschaft. Nach at-Taftāzānī (gest. 1390) hingegen sind beide Wissenschaften auf die Vermittlung von Kenntnissen bezogen. Er erklärt, dass man das, was über Beweise die Kenntnis der praktischen Urteile (al-aḥkām al-ʿamalīya) vermittele, Fiqh genannt habe, das, was die allgemeine Kenntnis der diesen Urteilen zugrundeliegenden Beweise vermittele, Usūl al-fiqh genannt habe und das, was über Beweise die Kenntnis der Dogmen vermittele, Kalām. Mustafā ʿAbd ar-Rāziq (gest. 1947) sah einen annähernden Konsens der muslimischen Gelehrten darüber, dass sich die Kalām-Wissenschaft auf die dogmatischen Fragen bezieht, während die Fiqh-Wissenschaft mit den praktischen Urteilen verbunden ist.
In hanafitischen Kreisen gab es die Ansicht, dass die Kalām-Wissenschaft identisch mit dem „großen Fiqh“ (al-fiqh al-akbar) ist. Diese Ansicht stützte sich auf die Tatsache, dass von Abū Hanīfa ein Werk mit dem Titel al-Fiqh al-akbar überliefert ist, in dem ähnlich wie in den Kalām-Büchern die religiösen Glaubenslehren behandelt werden. Der hanafitische Gelehrte Ibn al-Humām as-Siwāsī (gest. 1457) soll seine Definition des Kalām, die er seinem Werk al-Musāyara vorträgt, auch Abū Hanīfas Fiqh-Definition entlehnt haben. Sie lautete: „Fiqh ist das Wissen des Individuums um seine Rechte und Pflichten“ (maʿrifat an-nafs mā lahā wa-ʿalaihā).

#### Sein Verhältnis zur Tauhīd-Wissenschaft
Einige muslimische Gelehrte, die den Kalām ablehnten, stellten ihn kontrastierend der „Wissenschaft vom Tauhīd“ (ʿilm at-tauḥīd) gegenüber. So meinte der Hanbalit Yahyā ibn ʿAmmār (gest. 1031), dass die Wissenschaft vom Tauhīd „Leben für die Religion“ sei, die Kalām-Wissenschaft hingegen „Verderben für die Religion“. Der Unterschied zwischen lobenswerter Tauhīd-Wissenschaft und verdammenswerter Kalām-Wissenschaft wurde später auch von ʿAlī al-Qārī und verschiedenen tatarischen Gelehrten betont. Abū n-Nasr al-Qūrsāwī (gest. 1812), einer der bedeutendsten tatarischen Gelehrten um die Wende zum 19. Jahrhundert, schrieb am Anfang eines seiner Kommentare:

„Wisse, oh Schreiter auf dem Weg der Wahrheit: Die Altvorderen (salaf) sind darin übereingekommen, daß die Wissenschaft von der Einheit [Gottes] (ʿilm at-tauḥīd) die Basis der Pflichten, die Grundlage der gesetzlichen Bestimmungen und, soweit man weiß, die ehrwürdigste der Wissenschaften ist. Den kalām aber haben sie geschmäht und verboten.“

Der Unterschiede zwischen „Wissenschaft des Tauhīd und der (göttlichen) Attribute“ (ʿilm at-tauḥīd wa-ṣ-ṣifāt) und Kalām-Wissenschaft bestand seiner Auffassung nach darin, dass erstere auf der Überlieferung der Aussagen der Sahāba und der nachfolgenden Generation beruht, letztere hingegen die Wissenschaft derjenigen ist, die sich auf die Philosophie und ihre Willkürmeinungen eingelassen haben.
Allerdings ist ab dem 14. Jahrhundert auch die Vorstellung nachweisbar, dass Tauhīd-Wissenschaft und Kalām-Wissenschaft identisch sind. So schreibt at-Taftāzānī (gest. 1390), dass die meisten Gelehrten für die Glaubensdinge (al-iʿtiqādiyāt) den Namen „Wissenschaft des Tauhīd und der Attribute“ und „Wissenschaft des Kalām“ verwendeten. Der syrische Hanbalit as-Saffārīnī (gest. 1774) und der marokkanische Sufi Ahmad ibn ʿAdschība (gest. 1809) betrachteten ʿilm uṣūl ad-dīn, ʿilm al-kalām und ʿilm at-tauḥīd als Synonyme. Und der islamische Reformdenker Muhammad ʿAbduh (gest. 1905) äußerte gleich am Anfang seiner Risālat at-Tauḥīd, in der er seine theologischen Lehren darlegt, dass die Tauhīd-Wissenschaft auch Kalām-Wissenschaft genannt werden könne. Der dschadidistische Gelehrte Musa Bigiyef (gest. 1949) meinte, dass die Kalām-Wissenschaft eigentlich aus „islamischer Tauhīd-Wissenschaft“ bestehe, sie jedoch dadurch, dass die Kalām-Gelehrten die Argumente in den Dienst der von ihnen aufgestellten Theorien gestellt hätten, zum Sammelbecken von Willkürmeinungen geworden sei. Um in der Gegenwart die Tauhīd-Wissenschaft von den Kalām-Hirngespinsten (evhâm-i kelâmîye) zu befreien, sei es notwendig, beim Glauben Eindeutigkeit herzustellen und den Gedanken vollkommene Freiheit zu geben.
Der osmanische Gelehrte Saçaklızāde (gest. 1732) betrachtete Tauhīd-Wissenschaft und Kalām als unterschiedliche Stufen ein und derselben Wissenschaft, die sich mit den dogmatischen Fragen (masāʾil iʿtiqādīya) befasst. Während man sich auf der ersten Stufe, die „Wissenschaft des Tauhīd und der Attribute“ bezeichnet werde, nur auf die Erwähnung der Fragen beschränke, werden auf der zweiten und dritten Stufe, die Kalām genannt wird, auch ihre Begründungen und die Widerlegung der Gegenargumente der Gegner behandelt. Die erste Stufe könne man dagegen nur im übertragenem Sinne (maǧāzan) Kalām nennen.

### Das Verhältnis zur Philosophie
Das Verhältnis des Kalām zur Philosophie (arab. falsafa) wird in der Orientalistik unterschiedlich beurteilt. Ernest Renan (gest. 1892) betonte die Nähe des Kalām zur Philosophie. Er meinte, dass die Philosophie „nur eine Episode in der Geschichte des arabischen Geistes“ gewesen sei und die „wahre philosophische Bewegung“ des Islams vor allem im Kalām zu suchen sei. Indem Harry Austryn Wolfson für seine 1976 veröffentlichte Monographie den Titel The Philosophy of the Kalam wählte, machte er deutlich, dass er den Kalām als eine philosophisch orientierte Lehre betrachtete. George Makdisi, der ähnlich dachte, übersetzte Kalām als „philosophische Theologie“. Richard Rudolf Walzer hingegen betonte die Differenz der Intentionen bei islamischen Philosophen und Mutakallimūn und hielt es für verfehlt, den Kalām als Bestandteil der islamischen Philosophiegeschichte zu behandeln.
Richard M. Frank, der dem Verhältnis zwischen Kalām und islamischer Philosophie (falsafa) eine eigene Studie widmete, kam darin zu dem Ergebnis, dass es sich um zwei eigenständige „spekulativen Traditionen des Islams“ handelt, die aber beide „die Werkzeuge philosophischer Beweisführung“ benutzen und damit „ein gemeinsames Erbe teilen“. Außerdem meinte er, dass es sich beim Kalām um eine „muslimische Philosophie“ handele, die gewissermaßen ein islamisches Gegenstück zu Étienne Gilsons Christlicher Philosophie bilde. Die Verschränktheit von Kalām und Falsafa betonte auch Robert Wisnovsky: Während mutakallimūn und Philosophen ihre jeweiligen Projekte oft als kategorisch verschieden präsentierten, seien die beiden Stränge des Denkens in Wirklichkeit auf konzeptioneller Ebene so miteinander verflochten, dass es fast unmöglich sei, sie voneinander zu trennen, ohne den verworrenen Teppich der islamischen Geistesgeschichte zu zerreißen. Sajjad H. Rizvi meinte hingegen ähnlich wie Renan, dass falsafa nach ihrer Verurteilung durch al-Ghazālī (gest. 1111) im Kalām aufgegangen sei.
In den folgenden Abschnitten wird ein historischer Überblick über die Entwicklung des Verhältnisses zwischen Kalām und Philosophie anhand der Aussagen muslimischer Autoren gegeben. Hierbei werden sowohl Aussagen berücksichtigt, in denen Philosophie als falsafa bezeichnet wird, als auch solche, in denen auf sie als ḥikma (wörtl. „Weisheit“) Bezug genommen wird.

#### Die Nähe zur Philosophie im frühen Kalām
Einige Belege deuten darauf hin, dass der Kalām in der Frühzeit in einem Näheverhältnis zur Philosophie stand. So wird von Abū Hanīfa, der im 8. Jahrhundert lebte, überliefert, dass er einmal nach der Rede (kalām) über die Akzidentien und Körper gefragt wurde, „die die Menschen neu aufgebracht hatten“, und daraufhin diese als „Lehren der Philosophen“ (maqālāt al-falāsifa) einordnete. Er sah also bereits eine Ähnlichkeit zwischen Kalām und Philosophie. Von dem Barmakiden Yahyā ibn Chālid, der unter Hārūn ar-Raschīd als Wesir fungierte und Kalām-Diskussionen ausrichtete, heißt es, dass er nicht nur Kalām, sondern auch Philosophie (ḥikma) liebte. Al-Dschāhiz meinte im 9. Jahrhundert, dass Religion und Philosophie beim Kalām zusammengehörten. Der Mutakallim deckt seiner Meinung nach erst dann die Gebiete des Kalām ab, wird zum „Meister in der Kunst“ (mutamakkin fī ṣināʿa) und taugt für eine führende Stellung (riʾāsa), wenn er sowohl den „religiösen Kalām“ (kalām ad-dīn) als auch den „philosophischen Kalām“ (kalām al-falsafa) beherrscht. Wer immer behaupte, dass der Ein-Gott-Glaube nur bei Niederhaltung der Realitäten der Naturwissenschaften (ḥaqāʾiq aṭ-ṭabāʾiʿ) gedeihe, schwäche seinen Kalām beim Ein-Gott-Glauben. Wer umgekehrt meine, dass die Naturwissenschaften nicht stimmten, wenn sie mit dem Ein-Gott-Glauben verbunden würden, schwäche seinen Kalām im Bereich der Naturwissenschaften.
Ibn an-Nadīm erwähnt in seinem Fihrist auch verschiedene Personen des 9. Jahrhunderts, die Kalām und Philosophie miteinander verbanden. So berichtet er von an-Nazzām, dass er in seiner Dichtung die Richtung des philosophischen Kalām (maḏhab al-kalām al-falsafī) verfolgt habe. Und von al-Hasan ibn Mūsā an-Naubachtī teilt er mit, dass er sich nicht nur als Mutakallim, sondern auch als Philosoph betätigte und eine Gruppe von Übersetzern um sich scharte, die philosophische Bücher ins Arabische übersetzten. Ähnlich erwähnt Ibn Abī Usaibiʿa bei dem irakischen Arzt Ibn Kurnaib, der Ende des 10. Jahrhunderts lebte, dass er zu den großen Mutakallimūn gehört habe und der Richtung der Naturphilosophen gefolgt sei (yaḏhab maḏhab al-falāsifa aṭ-ṭabīʿīyīn).

#### al-Fārābī: Die Kunst des Kalām als Dienerin der Philosophie
Der Philosoph al-Fārābī (gest. 950) war der Auffassung, dass der Kalām gewissermaßen in einem Dienstverhältnis zur Philosophie stehe. Denn er meinte, dass der Mutakallim ein „Diener der Religion“ (ḫādim al-milla) sei und die Religion wiederum der Philosophie nachgeordnet sei, weil sie die Aufgabe habe, die Wahrheiten der Philosophie an die Volksmenge zu vermitteln. Hieraus ergab sich, dass der Kalām vermittels der Religion auch in einem Dienstverhältnis zur Philosophie stehen müsse. Der Mutakallim gehört nach al-Fārābī zur Elite, aber nur hinsichtlich seiner Religion, während die absolute Elite von den Philosophen gebildet wird.
Die Kalām-Kunst kommt nach al-Fārābī dadurch zustande, dass Leute danach streben, aus den universalen theoretischen und praktischen Angelegenheiten etwas abzuleiten, das der Religionsstifter nicht klar ausgesprochen hat, wobei sie sich an etwas orientieren, das er klar ausgesprochen hat. Und wenn dann Leute auftreten, die danach streben, die Inhalte dieser Religion zu zerstören, benötigen die Leute des Kalām eine Fähigkeit, mit der sie jener Religion beistehen und ihre Gegner und ihre fehlerhaften Argumente entkräften können. Auf diese Weise vollende sich die Kalām-Kunst. Hierbei kommen allerdings nach al-Fārābī nur homiletische Methoden (ṭuruq ḫuṭabīya) zum Einsatz.
Die Kalām-Kunst beginnt nach al-Fārābī erst dann Widerstand gegen die Philosophie zu leisten, wenn die Religion, der sie zugehört, Widerstand gegen die Philosophie leistet. Dies könne zum einen dann geschehen, wenn die Religion einer anderen Nation übermittelt werde, der nicht bewusst sei, dass diese Religion einer Philosophie untergeordnet ist und ihre Inhalte nur Gleichnisse für theoretische Tatsachen sind, die in der Philosophie durch eindeutige Beweise erwiesen sind. Dann halte die betreffende Nation diese religiösen Gleichnisse selbst für die Wahrheit. Zum anderen könne dies eintreten, wenn die Religion zuerst einer falschen Philosophie folge und den Menschen hernach die richtige beweisgestützte Philosophie übermittelt werde. In beiden Fällen komme es zum Konflikt der Philosophie mit dieser Religion und dementsprechend auch mit der ihr zugehörigen Kalām-Kunst.

#### Das Verhältnis zwischen Kalām und Philosophie als Gegensatz
Das Verhältnis zwischen Kalām und Philosophie (falsafa) wird tatsächlich ab dem 10. Jahrhundert von einigen muslimischen Gelehrten als gegensätzlich beschrieben. So erblickte der Philosoph Abū Sulaimān as-Sidschistānī (gest. 985) einen scharfen ethischen Gegensatz zwischen den Trägern der beiden Disziplinen. Als er einmal nach dem Unterschied zwischen der Methode der Mutakallimūn und derjenigen der Philosophen gefragt wurde, antwortete er mit einer heftigen Polemik gegen die Methode der Mutakallimūn. Diese basiere im Wesentlichen auf Wortstreit und sei mit Irreführung (muġālaṭa), gegenseitiger Zurückweisung (tadāfuʿ), Ausschaltung des Gegners (iskāt al-ḫiṣm), schlechtem Benehmen (sūʾ al-adab), Lasterhaftigkeit der Absichten (fasād ad-diḫla) und Gewissenlosigkeit (sūʾ ad-diyāna) verbunden. Philosophie sei dagegen die Erforschung von allem, was in der Welt ist (baḥṯ ʿan ǧamīʿ mā fī l-ʿālam), ohne irrationalen Eifer und ohne Rückgriff auf das „Verbrechen des Taqlīd“ (ǧināyat at-taqlīd).
Umgekehrt gab es bis zum 11. Jahrhundert nur wenige Kalām-Gelehrte, die sich gegen das Denksystem der Philosophie wandten. Dies änderte sich mit al-Ghazālī (gest. 1111). Er war der Auffassung, dass die Antworten auf die Philosophen in den zu seiner Zeit existierenden Büchern der Mutakallimūn nur aus komplizierten und unzusammenhängenden Worten bestanden, deren Fehlerhaftigkeit und Widersprüchlichkeit offensichtlich war. Von diesen lasse sich nicht einmal ein vernunftbegabter Laie beeindrucken, geschweige denn ein Kenner wissenschaftlichen Feinheiten. Um diesen Mangel zu beheben, verfasste er seine anti-philosophische Schrift Tahāfut al-falāsifa („Die Inkonsistenz der Philosophen“), die er später explizit als ein Kalām-Werk charakterisierte. Ein weiteres Kalām-Werk, das sich speziell gegen das Lehrsystem der Philosophen richtete, war das Buch Tuḥfat al-mutakallimīn fī r-radd ʿalā l-falāsifa („Die Kostbarkeit der Mutakallimūn hinsichtlich der Widerlegung der Philosophen“) des muʿtazilitischen Gelehrten Ibn al-Malāhimī (gest. 1141).
Nach Auffassung von Maimonides hatte die Kalām-Wissenschaft von vornherein eine anti-philosophische Ausrichtung. Sie sei dadurch entstanden, dass griechische und syrische Gelehrte im Auftrag von christlichen Königen die zu ihrer Zeit verbreiteten philosophischen Ansichten, die im Widerspruch zur christlichen Lehre standen, widerlegten. Später seien dann ihre Widerlegungen durch Übersetzungen den Muslimen bekannt geworden und von ihnen übernommen worden. Allerdings meint Maimonides auch, dass die muslimischen Mutakallimūn Anleihen bei den antiken Philosophen genommen haben, „jeder das, was ihm nützlich erschien“.
Auch Ibn Chaldūn (gest. 1406) sah einen grundlegenden Gegensatz zwischen Philosophie und Kalām. Ihm zufolge besteht er in dem unterschiedlichen Erkenntnisinteresse. Dies erklärt am Beispiel von Körpern: Während Philosophen sie unter dem Gesichtspunkt von Bewegung und Ruhe betrachten, betrachten die Kalām-Gelehrten sie unter dem Gesichtspunkt, dass sie den Schöpfer beweisen. Der moderne ägyptische Kulturhistoriker Ahmad Amīn (gest. 1954) machte den Unterschied zwischen Kalām und Philosophie dagegen an ihrer Verfahrensweise und ihrer Einstellung zur Ergebnisoffenheit fest:

„Die Mutakallimūn waren von den Grundlagen des Islams überzeugt und bekannten sich zu ihrer Richtigkeit. Sie glaubten an sie und benutzten dann ihre rationalen Argumente, um sie zu beweisen. […] Die Philosophen dagegen untersuchen die Probleme losgelöst und machen zur Bedingung, dass ihre Vernunft frei von Einflüssen und Glaubensüberzeugungen ist. Erst dann beginnen sie mit der Überlegung und schauen, zu was sie der Beweis führt.“

Als scharfer Gegensatz wurde das Verhältnis zwischen Philosophie und Kalām Anfang des 20. Jahrhunderts auch von Farah Antūn (gest. 1922) charakterisiert. Antūn formulierte seine diesbezüglich Ansicht im Rahmen einer Kontroverse mit dem islamischen Reformtheologen Muhammad ʿAbduh (gest. 1905). Antūn hatte den Mutakallimūn 1902 in seiner Zeitschrift al-Jamia vorgeworfen, die Kausalität zu leugnen, und dies zum Hauptstreitpunkt zwischen Philosophen und Mutakallimūn erklärt. ʿAbduh hatte diesen Vorwurf in seiner Zeitschrift al-Manār zurückgewiesen und eingewandt, dass kein Mutakallim je die Beziehung zwischen der Existenz des Kindes und derjenigen seiner Eltern oder zwischen der Güte der Arbeit und dem Wissen des Arbeitenden leugnen würde. In seiner Replik insistierte Antūn darauf, dass der Kern der Philosophie in direktem Widerspruch zum Kern des Kalām stehe, und behauptete unter Berufung auf asch-Scharīf al-Dschurdschānī, dass die Kalām-Wissenschaft ins Leben gerufen worden sei, um die Lehren der Philosophie zu widerlegen.

#### Die Vermischung mit Philosophie als Kennzeichen des „Kalām der Späteren“
Obwohl einige Belege darauf hindeuten, dass schon im frühen Kalām eine große Offenheit gegenüber der Philosophie bestand, und sich nach asch-Schahrastānī die Methoden des Kalām schon in den Tagen al-Ma'mūns mit Philosophie vermischt hatten, wurde die Vermischung des Kalām mit Philosophie ab dem 14. Jahrhundert von vielen muslimischen Gelehrten als ein Kennzeichen des „Kalāms der Späteren“ (kalām al-mutaʾaḫḫirīn) betrachtet. Nach Auffassung von at-Taftāzānī (gest. 1390) war der Ausgangspunkt für die Entstehung dieses „Kalāms der Späteren“ die Übersetzung der (griechischen) Philosophie ins Arabische. Sie habe dazu geführt, dass sich die Anhänger des Islams damit beschäftigten und die Philosophen in denjenigen Punkten, die im Widerspruch zur Scharia standen, zu widerlegen versuchten. Bei diesen Bemühungen hätten sie den größten Teil der philosophischen Wissenschaften (siehe dazu unten) in den Kalām integriert, so dass sich dieser kaum noch von der Philosophie unterschieden habe, wenn er nicht auch die offenbarten Glaubensinhalte (as-samʿīyāt) eingeschlossen hätte.
Eine ähnliche Auffassung vertrat Ibn Chaldūn (gest. 1406). Nach ihm war der Grund für das Aufkommen der späteren Kalām-Schule, die Kalām und Philosophie miteinander vermischte, die Verbreitung der Kenntnis der Logik unter den Muslimen. Durch sie sei eine neue Methode (ṭarīqa) in der Kalām-Wissenschaft entstanden, die sich auch mit der Widerlegung der Philosophen beschäftigt habe, weil viele Auffassungen der Neuerer, gegen die sich der Kalām richtete, mit ihren Auffassungen verwandt gewesen seien. Allerdings setzt Ibn Chaldūn die Entstehung dieser späteren Kalām-Schule erheblich später an. Der Erste, der nach dieser neuen Methode zum Kalām geschrieben haben soll, ist nach ihm al-Ghazālī gewesen. Als typischen Repräsentanten der späteren Kalām-Gelehrten nennt Ibn Chaldūn al-Baidāwī (gest. 1290) mit seinem Werk Ṭawāliʿ al-anwār. Das Kitāb al-Iršād von al-Dschuwainī (gest. 1085) sei dagegen von einer Vermischung mit Philosophie noch frei gewesen. Als ein weiteres wichtiges Werk, in dem Kalām-Probleme und philosophische Probleme miteinander vermischt werden, nennt Ibn Chaldūn al-Maṭālib al-mašriqīya von Fachr ad-Dīn ar-Rāzī (gest. 1209). Alle späteren Kalām-Gelehrten seien Fachr ad-Dīn ar-Rāzī bei dieser Methode gefolgt. Auf diese Weise sei die Kalām-Wissenschaft mit Problemen der Philosophie (ḥikma) vermischt worden, und die Kalām-Bücher mit ihnen angefüllt worden. Ein Autor, der sich klar dazu bekannte, der von Ibn Chaldūn beschriebenen Methode Fachr ad-Dīn ar-Rāzīs zu folgen, war der schiitische Gelehrte al-ʿAllāma al-Hillī (gest. 1325). In der Vorrede zu seinem Kalām-Handbuch, das er unter dem Titel Nihāyat al-marām fī ʿilm al-kalām abfasste, erklärt er, dass er darin die Kalām-Gesetze und die philosophischen Regeln (al-qawānīn al-kalāmīya wa-l-qawāʿid al-ḥikmīya) vereint habe, die die beiden Werke al-Mabāḥiṯ al-mašriqīya und Nihāyat al-ʿuqūl von Fachr ad-Dīn ar-Rāzī enthielten.
Der syrisch-ägyptische Gelehrte Tādsch ad-Dīn as-Subkī (gest. 1370) war der Meinung, dass den Muslimen durch die Vermischung der Rede der Philosophen mit der Rede der Mutakallimūn (mazǧ kalām al-ḥukamāʾ bi-kalām al-mutakallimīn) ein gewaltiger Schaden entstanden sei. Er war der Auffassung, dass diese Vermischung erst in seiner eigenen Gegenwart oder kurz vorher eingetreten sei, und gab dem schiitischen Gelehrten Nasīr ad-Dīn at-Tūsī (gest. 1274) und seinen Anhängern dafür die Schuld. Auch meinte er, dass es für seine Zeitgenossen und ihre Glaubenslehren nichts schädlicheres gebe als die Lektüre der Kalām-Bücher der „Späteren“ (al-mutaʾaḫḫirūn), die auf Nasīr ad-Dīn at-Tūsī folgten. Ibn Chaldūn war der Auffassung, dass man aus den Büchern, in denen Kalām-Probleme und philosophische Probleme miteinander vermischt sind, die Kunst des Kalām nicht lernen könne. Der nordafrikanische Gelehrte Muhammad ibn Yūsuf as-Sanūsī (gest. 1490) warnte davor, solche Bücher im Unterricht für Anfänger zu verwenden, weil er sie als Gefahr für den Glauben betrachtete.
In der Frühen Neuzeit wurde die Unterscheidung zwischen dem „Kalām der Alten“ (kalām al-qudamāʾ) und dem mit Philosophie durchsetzten „Kalām der Späteren“ (kalām al-mutaʾaḫḫirīn) zu einem weitverbreiteten Topos, den auch die osmanischen Gelehrten Katib Çelebi (gest. 1657) und Saçaklızāde (gest. 1732) aufgriffen. Saçaklızāde erklärte, dass der Großteil der im alten Kalām behandelten Probleme Meinungsverschiedenheiten mit den islamischen Gruppen gewesen seien. Im späteren Kalām sei dann die Vermischung mit der Philosophie und die Widerlegung der Philosophen hinzugekommen. Er meinte, dass die Beschäftigung mit diesem philosophiedurchsetzten Kalām zweifellos verboten sei, weil es kaum ein Land gebe, in dem die Lehren der Philosophen verbreitet seien, so dass kein Bedarf nach ihrer Bekämpfung mehr bestehe. Das Kitāb al-Mawāqif von ʿAdud ad-Dīn al-Īdschī und das Kitāb al-Maqāṣid von at-Taftāzānī hielt er deswegen für besonders gut geeignete Lehrbücher, weil, wie er meinte, ihre Verfasser anders als ar-Rāzī und al-Baidāwī die philosophischen Lehren nicht in verborgener Form in sie „hineingemogelt“, sondern sie offen als solche gekennzeichnet hatten, um sie hernach zurückzuweisen.
Der schiitische Theologe ʿAbd ar-Razzāq Lāhīdschī (gest. 1661) sah ebenfalls beim „Kalām der Späteren“ größere Gemeinsamkeiten mit der Philosophie als beim „Kalām der Alten“. Allerdings meinte er, dass man bei der Vermischung des Kalām mit der Philosophie differenzieren müsse. Während diese Vermischung bei den Muʿtaziliten wegen ihrer Anleihe aus der Philosophie bei ihren Postulaten (li-stimdād min al-falsafa fī maṭālibihim) erfolgt sei, erfolge sie bei den Aschʿariten „zur Vernichtung der Grundlagen der Philosophie“ (li-ibṭāl qawāʿid al-falsafa), denn man wisse ja, dass der Hass auf die Philosophie bei den Leuten des Islams von den Aschʿariten und nicht von den Muʿtaziliten ausgehe.

#### Die Öffnung gegenüber der modernen Philosophie im „neuen Kalām“
Das Verhältnis des Kalām zur Philosophie spielte auch Anfang des 20. Jahrhunderts eine wichtige Rolle in den Aufrufen muslimischer Gelehrter zur Wiederbelebung der Kalām-Wissenschaft. Sayyid Ahmad Khan, der 1884 in Lahore zur Begründung einer neuen Kalām-Wissenschaft aufrief, sah die Aktivitäten der klassischen Kalām-Gelehrten zur Verteidigung des Islams gegenüber der Philosophie als Vorbild an. So wie diese sich darum bemüht hätten, die philosophischen Lehren entweder zu widerlegen oder die islamischen Lehren mit ihnen in Übereinstimmung zu bringen, sollte die moderne Kalām-Wissenschaft die Lehrsätze der modernen Wissenschaften entweder widerlegen oder die Lehren des Islams mit ihnen harmonisieren. İsmail Hakkı İzmirli, der im Osmanischen Reich für einen an die modernen Bedürfnisse angepassten „neuen Kalām“ eintrat, meinte, dass sich dieser gegenüber der modernen westlichen Philosophie öffnen müsse. In einem Artikel, den er im Juli 1915 in der Zeitschrift Sebil ür-Reşad veröffentlichte, schrieb er, dass die „offizielle Kalām-Wissenschaft“ (resmī ʿilm-i kelāmi) in der Gegenwart jeglichen wissenschaftlichen Wert verloren habe und anhand der neuen philosophischen Theorien revidiert werden müsse.
In Muḥaṣṣalü l-kelâm ve-l-ḥikme stellt İzmirli klar, dass er mit „offizieller Kalām-Wissenschaft“ die „Kalām-Wissenschaft der Späteren“ meinte. Diese sei deswegen nicht ausreichend, weil sie sich gegen die griechische Philosophie, daran orientierte islamische Philosophen wie Ibn Sinā und Neuerer und Freidenker jener Zeit gerichtet habe. Um die ihr zugedachte Funktion, nämlich die islamischen Glaubenslehren gegen die Gegner der Religion zu verteidigen, wahrnehmen zu können, müsse sich jedoch die Kalām-Wissenschaft bei einer Änderung der Gegner ebenfalls ändern und sich entsprechend den Bedürfnissen der Zeit erneuern. Anstatt sich weiter an griechischen Philosophen wie Thales, Anaxagoras, Empedokles, Demokrit, Sokrates, Platon, Aristoteles, Epikur, Pyrrhon, Plotin, Zenon, Porphyrios zu orientieren, die in den Kalām- und Milal-wa-Nihal-Büchern häufig erwähnt werden, sei es nun nützlicher, Philosophen wie Bacon, Descartes, Spinoza, Leibniz, Locke, Malebranche, Hume, Condillac, Kant, Hegel, Auguste Comte, Hamilton, Stuart Mill, Spencer, Janet und Bergson zu berücksichtigen. Zusammen mit dem, was heute noch von den Schulen der Skeptiker, Naturphilosophen, Peripatetiker, Stoiker, Dahriten, Sophisten, Sumaniten und Brahmanen übrig geblieben sei, solle man die später entstandenen Schulen der neuen Materialisten, der Spiritualisten, der Positivisten, Kritizisten, Selektionisten, Evolutionisten und Idealisten studieren. So wie man es gebilligt habe, dass die Ideen und Vorstellungen der griechischen Philosophen in die Kalām-Wissenschaft Eingang finden, so sei es nun erlaubt, dass anstatt ihrer die Ideen und Vorstellungen der französischen, englischen und deutschen Philosophen in sie Eingang fänden, weil die Kalām-Wissenschaft von den Ideen und kritischen Einwendungen der Denker profitiere.
In seinem 1920 veröffentlichten Buch zur neuen Kalām-Wissenschaft schrieb İzmirli:

„Die Prinzipien und Mittel der Kalām-Wissenschaft können sich je nach dem Zeitalter ändern. So haben zum Beispiel die Mutakallimūn einstmals zum Beweis der zeitlichen Entstandenheit der Welt Lehrsätze wie ‚Körper sind nie frei von Akzidentien‘ oder ‚Körper sind aus Atomen zusammengesetzt‘ als Prinzip angenommen. Die zeitliche Entstandenheit der Welt wiederum war ein Prinzip zum Nachweis des Schöpfers. Diese Prinzipien können sich ändern, und es können eine Reihe weiterer Prinzipien eingeführt werden. Heute kann der von einer Reihe neuer Philosophen angenommene Lehrsatz ‚Obwohl Naturgesetze nach der Erfahrung konstant sind, sind sie nur kontingent, nicht notwendig‘ als Prinzip für die Möglichkeit des sinnlich erfahrbaren Wunders angenommen werden. Das Prinzip in der Kalām-Wissenschaft der Alten war eine Sache für sich, das Prinzip in der Kalām-Wissenschaft der Späteren war etwas anderes. Und das Prinzip in der neuen Kalām-Wissenschaft wird wieder etwas anderes sein.“

İzmirli bemühte sich auch darum, den Gegensatz zwischen Philosophie und Kalām-Wissenschaft herunterzuspielen. So äußerte er die Auffassung, dass es nur drei Punkte gebe, bei denen die Mutakallimūn mit den Philosophen keine Einigung hätten erzielen können. Diese drei Punkte seien die Urewigkeit der Welt, das Unwissen Gottes um die Partikularien (ǧuzʾīyāt) und die Verneinung der leiblichen Auferstehung. Bei allen anderen Punkten gebe es Mutakallimūn, die mit den Philosophen zu einer Verständigung gelangt seien. In dem Interview, dass İzmirli im Mai 1923 der türkischen Zeitschrift Sebil ür-Reşad gab, erklärte er, sein Buch habe die von allen gefürchtete scholastische Verteidigung abgeschafft und an ihre Stelle eine methodisch fundierte Verteidigung gesetzt und sei in notwendigem Maße mit der gegenwärtigen Philosophie zusammengegangen.
Mit diesen Ideen rief İzmirli allerdings auch Kritik hervor. Der osmanische Staatsmann Hüseyin Kazım Kadri (gest. 1934) antwortete im Sommer 1923 mit einem Artikel, den er unter dem Pseudonym Muhsin-i Fânî ez-Zâhirî in Sebil ür-Reşad veröffentlichte, auf das Interview mit İzmirli und wies darin sein Vorhaben mit dem Argument zurück, dass „die klare islamische Religion eine Glaubenslehre habe, die keiner Bestätigung und Bekräftigung durch die philosophischen Theorien des Westens bedürfe“. Seine Überlegungen zu der Frage, ob eine neue Kalām-Wissenschaft notwendig ist oder nicht, schloss er mit der Aussage ab:

„Die Wissenschaft von den Glaubenslehren, die die Imame unter dem Namen ʿilm-i tauḥīd („Wissenschaft vom Ein-Gott-Glauben“) niedergeschrieben haben, reicht für die Muslime aus. Den islamischen Glaubenslehren philosophische Theorien wie Probabilismus, Materialismus und Dogmatismus aufzupropfen, die nichts mit dem islamischen Glauben zu tun haben, um unter der Überschrift 'Kalām-Wissenschaft' falsche Lehrrichtungen und irrende Sekten zu studieren, die bereits ausgestorben sind, und eine neue Kalām-Wissenschaft zu schreiben, ist hingegen nutzlos.“

İzmirli antwortete auf die Einwände Hüseyin Kazım Kadris im August 1923 in Sebil ür-Reşad mit einer Replik. Darin schrieb er, dass „das Gehirn der heutigen Jugend voll mit philosophischen Theorien“ sei, und stellte die rhetorische Frage, ob es denn wirklich verwerflich, unerlaubt und unvernünftig sei, im Kalām philosophische Theorien dafür zu Hilfe zu nehmen, religiöse Lehren in den Herzen zu verankern, so zum Beispiel die Theorien von Henri Bergson und Émile Boutroux zu verwenden, um die Möglichkeit des sinnlich erfahrbaren Wunders zu beweisen.

### Das Verhältnis zu den philosophische Wissenschaften
In vielen Werken wird die Kalām-Wissenschaft auch zu den philosophischen Wissenschaften in Beziehung gesetzt. Hierzu gehören insbesondere Mathematik, Physik und Theologik, die nach der Metaphysik des Aristoteles die drei theoretischen philosophische Wissenschaften bilden, und die Logik. In dem Werk Iḥṣāʾ al-ʿulūm von al-Fārābī (gest. 950), der ältesten arabischen Einteilung der Wissenschaften, die den Kalām erwähnt, ist dies noch nicht der Fall. Das Werk widmet zunächst Logik, Mathematik, Physik und Theologik jeweils einzelnen Abschnitt und behandelt dann Kalām-Wissenschaft zusammen mit der politischen Wissenschaft (al-ʿilm al-madanī) und dem Fiqh in einem Abschnitt am Ende des Buchs, ohne für diese Wissenschaften eine Oberkategorie zu nennen. Dass al-Farābī Fiqh und Kalām in diesem Werk eher stiefmütterlich als Anhängsel behandelt, liegt wahrscheinlich daran, dass er sich hier an dem antiken Kanon der philosophischen Wissenschaften orientierte, in dem religiös fundierte Wissenschaften eigentlich keinen Platz hatten.
Eine klarere Systematik entwickelte Abū l-Hasan al-ʿĀmirī (gest. 992). Nach ihm gliedern sich die Wissenschaften in zwei großen Familien, nämlich die religiösen Wissenschaften (al-ʿulūm al-millīya) und die philosophischen Wissenschaften (al-ʿulūm al-ḥikmīya). Beide Familien fächern sich jeweils in drei Teildisziplinen und eine Hilfswissenschaft auf. Die drei religiösen Wissenschaften sind Hadith, Kalām und Fiqh mit Sprachwissenschaft als Hilfswissenschaft, die drei philosophischen Wissenschaften sind Physik, Theologik und Mathematik mit Logik als Hilfswissenschaft. Da die Kalām-Wissenschaft religiösen Wissenschaften zugeordnet wird, besteht eine klare Trennung zwischen Kalām-Wissenschaft und den philosophischen Wissenschaften. Ein ähnliches System entwarf später auch Katib Çelebi (gest. 1657) in seinem Buch Mīzān al-ḥaqq. Er gliedert hier die Wissenschaften in die rationalen Wissenschaften auf der einen und die Scharia-Wissenschaften auf der anderen Seite. Den rationalen Wissenschaften ordnet er theoretische Philosophie (Theologie, Mathematik und Physik), praktische Philosophie (Ethik) und Logik als Hilfswissenschaft zu, den Scharia-Wissenschaften Koran-Wissenschaften, Hadith-Wissenschaften und Kalām-Wissenschaft mit Arabischer Sprachwissenschaft und Adab-Wissenschaften als Hilfswissenschaften.
Al-Ghazālī sah dagegen Überlappungsbereiche zwischen Kalām-Wissenschaft und den philosophischen Wissenschaften. Er ging zwar wie al-ʿĀmirī davon aus, dass es vier philosophische Wissenschaften gibt, nämlich Arithmetik/Geometrie, Logik, Theologik (ilāhīyāt) und Physik, doch meinte er, dass Logik und Theologik gleichzeitig als Teilbereiche der Kalām-Wissenschaft zugehören. Für at-Taftāzānī (gest. 1390) war die Integration der philosophischen Wissenschaften Physik (ṭabīʿīyāt), Theologik (ilāhīyāt) und Mathematik (riyāḍīyāt) Kennzeichen des „Kalām der Späteren“, der nach der Übersetzung der griechischen Philosophie ins Arabische aufkam.
Ibn Taimīya (gest. 1329), der den Konflikt zwischen Philosophie und Kalām als Außenstehender betrachtete, traute den Kalām-Gelehrten allerdings nicht viel Kompetenz im Bereich von Physik und Mathematik zu. So äußerte er die Vermutung, dass die Philosophen hier richtiger lägen, und urteilte, dass „die meiste Rede der Kalām-Gelehrten in diesen Angelegenheiten ohne Wissen, ohne Verstand und ohne Legitimität“ sei.

#### Das Verhältnis zur Theologischen Wissenschaft
Von den drei in Aristoteles' Metaphysik genannten philosophischen Wissenschaften hat insbesondere die Theologik hinsichtlich ihres Verhältnisses zur Kalām-Wissenschaft viele Diskussionen hervorgerufen. Die Bezeichnung ἐπιστήμη θεολογική epistēmē theologikē, die in der griechischen Philosophie für diese Wissenschaft verwendet wird, wird auf Arabisch üblicherweise mit al-ʿilm al-ilāhī („theologische Wissenschaft“) oder ilāhīyāt („Theologik“) wiedergegeben. Da die Theologik in der Zeit nach Aristoteles in der europäischen Philosophie meist entsprechend dem Titel seines Werks als Metaphysik bezeichnet wird, wird der arabische Ausdruck al-ʿilm al-ilāhī häufig ebenfalls als Metaphysik übersetzt. Eine andere in der Orientalistik verwendete Übersetzung für diesen Begriff ist „philosophische Theologie“.
Hinsichtlich des Verhältnisses zwischen Kalām-Wissenschaft und theologischer Wissenschaft bzw. Theologik gibt es bei den muslimischen Gelehrten unterschiedliche Positionen:
- Nach Auffassung al-Ghazālīs (gest. 1111) bildet die Theologik einen Teilbereich der Kalām-Wissenschaft, darüber hinaus aber auch der Philosophie. Al-Ghazālī ging dabei davon aus, dass die Theologik der Teilbereich der beiden Disziplinen ist, der das Wesen und die Attribute Gottes untersucht.[376] In Anknüpfung an diese Auffassung enthalten spätere Kalām-Handbücher wie der Muḥaṣṣal afkār al-mutaqaddimīn wa-l-mutaʾaḫḫirīn von Fachr ad-Dīn ar-Rāzī (gest. 1209) und das Kitāb al-Mawāqif von ʿAdud ad-Dīn al-Īdschī (gest. 1355) auch eigene Kapitel zur Theologik.[380] Das unterschiedliche Erkenntnisinteresse von Philosophie und Kalām-Wissenschaft in der Theologik beschreibt Ibn Chaldūn anhand des Beispiels der absoluten Existenz: Während sie der Philosoph um ihrer selbst willen betrachtet, betrachtet sie der Mutakallim unter dem Gesichtspunkt, dass sie auf den Schöpfer hinweist.[100] Allerdings war Ibn Chaldūn der Auffassung, dass die Untersuchung theologischer Fragen hinsichtlich Richtig und Falsch nicht das Thema der Kalām-Wissenschaft ist.[381]
- Der ägyptische Gelehrte Sirādsch ad-Dīn al-Urmawī (gest. 1283) meinte, dass die Kalām-Wissenschaft der Theologischen Wissenschaft unter- und nachgeordnet ist. Über den Unterschied zwischen Kalām und theologischer Wissenschaft verfasste al-Urmawī eine eigenständige Abhandlung, in der er letztere entsprechend der Systematik in Aristoteles' Metaphysik[374] wieder auf die Stufe der ranghöchsten Wissenschaft erhob. Dies begründete er damit, dass die „theologischen Wissenschaft“ das Existierende als Existierendes zum Thema habe und in diesem Rahmen die Existenz Gottes erörtere, während die Kalām-Wissenschaft nur das spezielle Existierende, nämlich Gott, zum Thema habe und in diesem Rahmen seine ihn auszeichnende Attributen und Handlungen erörtere. Die Existenz Gottes wird nach al-Urmawī in der Kalām-Wissenschaft nicht untersucht, sondern als bereits gegeben vorausgesetzt.[254] Da sich die Kalām-Wissenschaft nur mit den Attributen Gottes befasse, die Theologik jedoch mit seinem Wesen, stehe ihr dieser Name zu.[382] Diese Theorie stieß jedoch auf viel Ablehnung. Al-Dschurdschānī (gest. 1413) wies die Auffassung al-Urmawīs, dass das Wesen Gottes im Kalām als gegeben vorausgesetzt, in der „theologischen Wissenschaft“ hingegen dargelegt werde, explizit zurück und bestand darauf, dass der Beweis Gottes „das oberste Ziel“ (al-maqṣad al-aʿlā) im Kalām sei.[383]
- Nach einer anderen Auffassung haben Kalām-Wissenschaft und Theologische Wissenschaft den gleichen Untersuchungsgegenstand, doch steht die Kalām-Wissenschaft im Gegensatz zur Theologischen Wissenschaft auf dem Boden des Islams. Diese Position wurde erstmals von Schams ad-Dīn as-Samarqandī (gest. 1303) vertreten. Er war der Meinung, dass beide Disziplinen eine ganze Anzahl von Untersuchungsgegenständen vereine, nämlich das Wesen, die Namen und Attribute Gottes, die Angelegenheiten der Engel, Propheten, Gottesfreunde, Imame, der gehorsamen und ungehorsamen Menschen, sich die Kalām-Wissenschaft jedoch dadurch von der „theologischen Wissenschaft“ abhebe, dass sie diese Dinge „nach der Methode dieser Scharia“ (ʿalā ṭarīqat hāḏihi šarīʿa) untersuche. In seiner Definition des Kalām betonte er, dass dieser sich auf das „Gesetz des Islams“ (qānūn al-islām) stütze.[384] Adud ad-Dīn al-Īdschī meinte zwar, dass das „Gesetz des Islams“ nicht als Abgrenzungskriterium zwischen den beiden Wissenschaften dienen könne, weil „Gesetz des Islams“ immer das sei, was sich bei solchen Untersuchungen als wahr erweise, und im Übrigen auch Ungläubige zu den Vertretern der Kalām-Wissenschaft gehörten,[160] die meisten anderen Gelehrten schlossen sich jedoch as-Samarqandīs Auffassung an. Mahmūd ibn ʿAbd ar-Rahmān al-Isfahānī (gest. 1348) bezog aus der Scharia-Orientierung des Kalām auch ein Argument für dessen Überlegenheit gegenüber der Theologik. Während sich diese auf die fehlbare Vernunft stütze, sei der Kalām insofern solider, als er sich auf Offenbarung (waḥy) stütze, die Wahrheit der Gewissheit (ḥaqq al-yaqīn) vermittle, sowie auf göttliche Hilfe (taʾyīd ilāhī), die für vollständige und von Irrtümern bereinigte Erkenntnis erforderlich sei.[385] Weitere Gelehrte, die sich dieser Auffassung anschlossen, waren:
  - al-Dschurdschānī. Er erklärte, dass der Unterschied zwischen den beiden Wissenschaften darin bestehe, dass der Kalām das Wesen und die Attribute Gottes „gemäß dem Gesetz des Islams“ (ʿalā qānūn al-islām) erforsche, die „theologische Wissenschaft“ dagegen an dieses Gesetz nicht gebunden sei.[295]
  - Taşköprüzāde (gest. 1561). Ihm zufolge hebt sich die Kalām-Wissenschaft von der „theologischen Wissenschaft“ vor allem bezüglich des Zwecks (bi-ʿtibār al-ġāya) ab, weil man in ersterer auf Grundlage des Offenbarungsgesetzes (ʿalā qawāʿid aš-šarʿ) forsche, in letzterer dagegen nur nach Maßgabe der Vernunftgründe (ʿalā muqtaḍā al-ʿuqūl).[261]
  - al-Lāhīdschī (gest. 1661). Er erklärte, dass thematisch kein Unterschied zwischen Kalām und Theologik bestehe, in letzterer jedoch allein die Übereinstimmung mit den Vernunftgesetzen maßgeblich sei, ganz gleich ob sie mit dem Wortsinn der Scharia übereinstimmten oder nicht. Wenn sie nicht mit dem Wortsinn übereinstimmten, deute man diesen soweit um, bis er mit den Vernunftgesetzen übereinstimme.[386]
- Der syrisch-ägyptische Aschʿarit Taqī ad-Dīn as-Subkī (gest. 1355) war der Auffassung, dass Kalām-Wissenschaft, die griechische Philosophie (al-ḥikma al-Yūnānīya) und theologische Wissenschaft (al-ʿilm al-ilāhī) eigentlich das Gleiche seien, sich die Mutakallimūn jedoch von den Griechen (al-Yūnān) dadurch unterschieden, dass sie diese Wissenschaft nicht allein mit ihren Intellekten zu erlangen suchten, sondern mit Vernunft und religiöser Tradition zugleich (bi-l-ʿaql wa-n-naql maʿan).[263]
- Nach dem marokkanischen Sufi Ahmad ibn ʿAdschība (gest. 1809) haben Kalām-Wissenschaft und Theologische Wissenschaft eine Schnittmenge gemeinsamer Gegenstände, doch geht die Kalām-Wissenschaft über diese hinaus. Ibn ʿAdschība meinte, dass der Gegenstand der theologischen Wissenschaft das Existierende an sich, das Wesen Gottes oder beides zusammen sei. Hierbei hätten die Alten sie in fünf Arten gegliedert: 1. allgemeine Begriffe, 2. Prinzipien der existierenden Dinge, 3. der Schöpfer und das, was für ihn notwendig bzw. unmöglich ist, 4. Einteilung der abstrakten Dinge, 5. Angelegenheiten der Seele nach der Trennung (sc. vom Körper). Die Muslime hätten diesen noch eine sechste Art hinzugefügt, nämlich die offenbarten Glaubensinhalte (as-samʿīyāt). Des Weiteren hätten die Muʿtaziliten noch die Theodizee ergänzt, und die imamitischen Schiiten das Imamat, worin ihnen die Sunniten gefolgt seien. Auf diese Weise sei die Kalām-Wissenschaft zustande gekommen.[311] Ibn ʿAdschība war allerdings der Auffassung, dass der Koran alles enthält, was die Kalām-Wissenschaft benötigt, um die Dogmen zu beweisen und zu verteidigen, so dass sie die theologische Wissenschaft nicht aus der Philosophie zu entlehnen braucht.[327]

#### Das Verhältnis zur Logik
Gegenüber der Logik (manṭiq) scheint sich der Kalām im Laufe der Zeit immer stärker geöffnet zu haben. Abū l-Hasan al-ʿĀmirī (gest. 992) berichtet, dass eine Gruppe von Mutakallimūn in der Verachtung der Logik dem Einfluss der Traditionalisten (al-Ḥašwīya) erlegen sei. Sie rechtfertigten ihre Verachtung dieser Disziplin damit, dass sie in die Logik-Bücher geschaut hätten, dort aber nur unverständliche Ausdrücke und merkwürdige Termini gefunden hätten, die ihnen nichts nützten. Ibn Taimīya (gest. 1328) sah das Interesse an der Logik als ein spezielles Kennzeichen des späteren Kalām an. In seiner „Entgegnung auf die Logiker“ (ar-Radd ʿalā al-manṭiqīyīn) äußert er, dass sich die alten Kalām-Gelehrten im Gegensatz zu den späteren nicht „nach Art der Logiker“ (ʿalā ṭarīqat al-manṭiqīyīn) mit den Definitionen (ḥudūd) beschäftigt und dies als einen Teil der Verifizierung (taḥqīq) betrachtet, sondern sich nur mit Beweisen (adilla) und Urteilen (aḥkām) befasst hätten.
Taşköprüzāde (gest. 1561) war der Auffassung, dass die logischen Fertigkeiten (aṣ-ṣināʿāt al-manṭiqīya) neben den Scharia-Wissenschaften die Grundlage der Kalām-Wissenschaft bilden, und stellte heraus, dass einige Gelehrte die Logik sogar zu einem Bestandteil des Kalām erklärt hatten, um nicht sagen zu müssen, dass die erhabenste Scharia-Wissenschaft einer Wissenschaft bedarf, die nicht auf der Scharia fußt. Ibn ʿArafa (gest. 1401) dagegen meinte, dass die Logik aus dem Kalām herausfalle, da sie nicht zu den Dingen gehöre, auf die sich „das Wissen um die Bestimmungen der Göttlichkeit, der Entsendung der Gesandten und ihrer Wahrhaftigkeit in all ihren Mitteilungen“ in spezifischer Weise stütze.
İsmail Hakkı İzmirli meinte, dass bei der zu konstruierenden neuen Kalām-Wissenschaft die moderne Logik als Maß genommen werden sollte. Für sein Buch zur neuen Kalām-Wissenschaft nahm er in Anspruch, dass es sowohl die formale Logik als auch die materiale Logik integriert habe. ʿAbd al-Dschabbār ar-Rifāʿī (geb. 1954) nennt unter den Mängeln des traditionellen Kalāms, die seiner Auffassung nach im neuen Kalām überwunden werden müssen, die Vorherrschaft der aristotelischen Logik.

### Das Verhältnis zur Dialektik
Mehrere Orientalisten betonten in der Vergangenheit das enge Verhältnis des Kalām zur Dialektik (arab. ǧadal, siehe Dschadal). Tjitze de Boer (gest. 1942) meinte, dass man Kalām am besten mit „Dialektik“ übersetze, und Josef van Ess äußerte die Vermutung, dass dem Kalām-Begriff das griechische Wort dialexis („Unterredung“) zugrunde liegt, von dem auch der Begriff Dialektik abgeleitet ist. Michael Cook sieht in den Mutakallimūn des frühen Islams „dialektische Milizen der sich bekriegenden Sekten, geschickte Repräsentanten ihrer Gemeinschaften im Krieg der Worte“.
Tatsächlich deuten auch einige arabische Quellen auf ein Näheverhältnis zwischen Kalām und Dialektik hin. So waren die Mutakallimūn, die der abbasidische Kalif al-Mahdi (reg. 775–785) beauftragte, Bücher gegen Mulhidūn aus dem Kreis der Manichäer, Bardesaniten und Markioniten abzufassen und ihre Argumente zu widerlegen, nach al-Masʿūdī in der Dialektik geübt. Und als im Jahre 892 in Bagdad der Verkauf von Kalām-Büchern verboten wurde, waren auch Bücher über Dialektik von diesem Verbot betroffen.
Auch Avicenna (gest. 1037) sah ein Näheverhältnis des Kalām zur Dialektik. Er äußerte, dass es sein könne, dass die Disziplin, „die in unserem Zeitalter als Kalām bezeichnet wird“, dem Rang der Dialektik nahekomme und ihr nur wenig nachstehe. Dabei sah er Dialektik und die Erste Philosophie, die nach ihm auch Theologik genannt wird, als die beiden Disziplinen an, denen die Prinzipien aller anderen Wissenschaften entlehnt sind. Der Ersten Philosophie ist dabei das Prinzip des Beweises (burhān) entlehnt und der Dialektik das Prinzip der Überredung (iqnāʿ). Der hanbalitische Gelehrte Ibn ʿAqīl (gest. 1119) war der Auffassung, dass die Dialektik neben Idschtihād das Hauptwerkzeug der Kalām-Wissenschaft sei, und zwar in der Weise, dass jedes Werkzeug der Dialektik auch ein Werkzeug für die Kalām-Wissenschaft sei. Dazu gehörten seiner Auffassung nach die Eingrenzung von Frage und Antwort, das In-Die-Enge-Treiben (ilzām), das Ausweichen (infiṣāl), der Syllogismus, der Beweis (burhān), die Übereinstimmung (ittifāq) und der Dissens (iḫtilāf).

### Die Öffnung gegenüber den modernen Wissenschaften im „neuen Kalām“
İsmail Hakkı İzmirli (gest. 1946) war der Auffassung, dass die neue Kalām-Wissenschaft auch mit den modernen Geisteswissenschaften wie Psychologie, Philosophiegeschichte und Religionsgeschichte zusammengehen müsse. Sein Kollege Mehmet Şerafeddin Yaltkaya ging bei seiner sozialen Kalām-Wissenschaft davon aus, dass die Erneuerung des Kalām primär auf Soziologie und nicht auf moderne Naturwissenschaft und Philosophie gegründet sein müsse. Murtadā Mutahharī (gest. 1979), der den Kalām von jeglicher thematischen Festlegung befreien wollte, war der Meinung, dass es bei ihm auch zu thematischen Überlappungen mit Psychologie und Soziologie kommen könne. Nach Vorstellung des iranischen Philosophen Faramarz Gharamaleki (geb. 1961) soll sich der neue Kalām auch gegenüber der Religionsphilosophie und den modernen christlichen Theologien öffnen.

### Kalām als die ranghöchste Wissenschaft bei Muʿtaziliten und Aschʿariten
Muʿtaziliten und Aschʿariten betrachteten den Kalām als die ranghöchste Wissenschaft. Diese Vorstellung zeigt sich zum ersten Mal bei ʿAbd al-Dschabbār ibn Ahmad (gest. 1024). Er erklärt in seiner Abhandlung Faḍl al-iʿtizāl, dass der Kalām mehr als die übrigen Wissenschaften Anspruch darauf habe, dass man sich in ihn vertiefe, weil 1. sich der hohe Rang (šaraf) einer jeden Wissenschaft nach ihrem Wissensgegenstand bemisst und der Gegenstand der Wissenschaft der Mutakallimūn Gott ist und das, was ihn betrifft, 2. weil der Kalām im Gegensatz zu anderen Wissenschaften nicht je nach Zeit, Sprache oder Umständen variiert, 3. weil er die Grundlage der übrigen religiösen Wissenschaften ist und im Gegensatz zu den anderen Wissenschaften nur auf sich selbst angewiesen ist.
Noch stärker ausgeprägt findet sich die Idee vom Kalām als der ranghöchsten Wissenschaft in al-Ghazālīs al-Mustaṣfā fī ʿilm al-uṣūl. Die Einordnung des Kalām als ranghöchste Wissenschaft, die im Widerspruch zu anderen Aussagen in seinem Gesamtwerk steht (vgl. dazu Kalām-Kritik), begründet al-Ghazālī hier damit, dass sie die einzige Wissenschaft mit universalem (kullī) Charakter ist, während alle anderen religiösen Wissenschaften nur partikularen (ǧuzʾī) Charakter haben. Denn, so erklärt al-Ghazālī, der Exeget betrachtet nur speziell die Bedeutung des Buches, der Hadith-Gelehrte allein die Methode zur Feststellung der Authentizität des Hadith, der Fiqh-Gelehrte betrachtet nur die Bewertungen der Handlungen der durch den Taklīf belasteten Personen, und der Usūl-Gelehrte die Beweise der rechtlichen Bewertungskategorien. Der Mutakallim betrachtet dagegen „das Allgemeinste der Dinge, nämlich, das Existierende“. Da der Kalām nach al-Ghazālī für die Festlegung der Prinzipien aller religiösen Wissenschaften verantwortlich ist und sie mit Bezug auf ihn partikularen Charakter haben, ist er die rangmäßig höchste Wissenschaft (al-ʿilm al-aʿlā rutbatan), denn von ihm aus erfolgt der Abstieg zu den Partikularitäten.
Auch die aschʿaritischen Gelehrten Fachr ad-Dīn ar-Rāzī (gest. 1209), al-Āmidī (gest. 1233), ʿAdud ad-Dīn al-Īdschī (gest. 1355) und at-Taftāzānī (gest. 1390) erklärten den Kalām zur ranghöchsten Wissenschaft, wobei sie dies zum Teil noch anders begründeten. Ar-Rāzī leitete das wie ʿAbd al-Dschabbār daraus ab, dass Gott im Zentrum dieser Wissenschaft steht und gleichzeitig, wie er meint, den erhabensten aller Wissensinhalte darstellt. Daraus folgerte er, dass auch der Kalām die erhabenste aller Wissenschaften (ašraf al-ʿulūm) sein müsse. Ähnlich argumentierte auch al-Āmidī, wobei er ergänzte, dass diese Wissenschaft auch die Wurzel der Scharia-Bestimmungen und religiösen Normen (aṣl aš-šarāʾiʿ wa-d-diyānāt) sowie die Grundlage der rechten Ordnung der Geschöpfe (mustanad ṣalāḥ niẓām al-maḫlūqāt) sei. Al-Īdschī erklärte den hohen Rang der Kalām-Wissenschaft damit, dass ihr Ziel das edelste und gewinnbringendste von allen sei. Außerdem habe sie keine Prinzipien, die in einer anderen Wissenschaft erklärt werden. Vielmehr seien ihre Prinzipien entweder aus sich heraus klar oder sie würden im Kalām selbst erklärt, weil ihre Prinzipien selbst Probleme des Kalām seien. Andere Wissenschaften suchten beim Kalām Hilfe, der Kalām aber nicht bei ihnen. Deshalb sei der Kalām „schlechthin das Haupt der Wissenschaften“ (raʾīs al-ʿulūm ʿalā l-iṭlāq). Und at-Taftāzānī begründete die hohe Stellung des Kalām damit, dass er die Grundlage der schariarechtlichen Bestimmungen (asās al-aḥkām aš-šarʿīya) sei, die religiösen Dogmen zum Inhalt habe und die Erlangung der religiösen und weltlichen Glückseligkeit zum Ziel, während seine Beweise definitiv seien und zum größten Teil durch die Argumente der mündlichen Überlieferung bestätigt würden. Der hohe Rang, den Fachr ad-Dīn ar-Rāzī der Kalām-Wissenschaft beimisst, zeigt sich auch darin, dass er sie in seiner persischen Wissenschaftsenzyklopädie Ǧāmiʿ al-ʿulūm, die 60 Wissenschaften beschreibt, an erster Stelle abhandelt.
Mahmūd al-Isfahānī (gest. 1348) meinte, dass die Kalām-Wissenschaft hinsichtlich ihrer Grundlagen und Folgesätze die solideste (aqwam) Wissenschaft sei und stellte hierbei einen Vergleich in zweifacher Richtung an: 1.) Im Vergleich zu den anderen Scharia-Wissenschaften, deren Wissen nur mutmaßlich (ẓannī) sei, sei der Kalām insofern solider, weil sein Wissen absolut feststehend (yaqīnī) sei; 2.) Im Vergleich zur Theologik (al-ilāhī), die sich auf die fehlbare Vernunft stütze, sei der Kalām insofern solider, als er sich auf Offenbarung (waḥy) stütze.
As-Suyūtī (gest. 1505) dagegen, der die Kalām-Wissenschaft ablehnte, übertrug diese positive Beurteilung auf die „Wissenschaft von den Religionsgrundlagen“ (ʿilm uṣūl ad-dīn), die er als eine separate Wissenschaft betrachtete. Während die „Wissenschaft von den Religionsgrundlagen“ für ihn die erhabenste Wissenschaft schlechthin darstellt, meinte er, dass Kalām verboten sei, weil in ihr rationale Argumente angeführt und Lehrmeinungen der Philosophen überliefert werden. Der in Ägypten wirkende Gelehrte Murtadā az-Zabīdī (gest. 1791) meinte, dass die Einordnung als erhabenste Wissenschaft nur auf denjenigen Kalām zutreffe, der „das Wissen um die Dogmen anhand der Scharia-Argumente und Beweise aus der Tradition“ ist. Was aber denjenigen Kalām anlange, bei dem man sich auf Vernunftargumente stütze und die Lehren der Philosophen und Naturphilosophen anführe, so gelte für ihn, was an Missbilligung darüber von asch-Schāfiʿī überliefert sei.

### Die normenrechtliche Einordnung der Beschäftigung mit Kalām
Aufgrund der unterschiedlichen Auffassungen hinsichtlich des Werts des Kalām wurde auch die Beschäftigung mit ihm normenrechtlich sehr unterschiedlich eingeordnet. So konstatiert der maturiditische Gelehrte Abū l-Yusr al-Bazdawī (gest. 1099) in seinem Kitāb Uṣūl ad-Dīn einen Dissens unter den muslimischen Gelehrten über das Erlernen und Unterrichten der Kalām-Wissenschaft sowie die Abfassung von Werken darüber: Während die Allgemeinheit der Mutakallimūn der ahl as-sunna wa-l-ǧamāʿa, womit er seine eigene Schule meinte, sowie die Aschʿariten und Muʿtaziliten dies für zulässig hielten, war die Allgemeinheit der Traditionisten (muḥaddiṯūn) der Auffassung, dass dies unzulässig sei. In ähnlicher Weise beschreibt al-Ghazālī (gest. 1111) das Meinungsspektrum in seiner Zeit: Während das eine Lager den Kalām mit Verweis auf die Aussagen der alten Traditionisten (ahl al-ḥadīṯ min as-salaf) für eine Bidʿa hielt und für verboten erklärte, betrachteten andere ihn als eine Wādschib- oder Fard-Pflicht und sahen in ihm das beste Werk und die erhabenste gottgefällige Handlung.
Al-Ghazālī empfahl hinsichtlich der normenrechtlichen Einordnung des Kalām eine Differenzierung: Mit Hinsicht auf seinen Nutzen sei er zu Zeiten, in denen er nützlich sei, erlaubt, empfohlen oder sogar obligatorisch, je nach den Umständen. Mit Hinsicht auf den Schaden sei er dann und dort, wo er Schaden stifte, verboten. Grundsätzlich meinte er aber wie al-Bazdawī, dass das Erlernen der Kalām-Wissenschaft eine kollektive Pflicht (farḍ kifāya) ist, also eine Pflicht, zu der die Gesellschaft als Ganzes verpflichtet ist, von der man aber dann befreit ist, wenn eine hinreichende Anzahl anderer Gläubiger ihr nachkommt. So war er der Meinung, dass es in jedem Land (balad) jemanden geben müsse, der die Kunst des Kalām beherrsche, um Zweifel von Neuerern zurückweisen zu können, die in jenem Gebiet aufkommen. In einem anderen Kapitel von Iḥyāʾ ʿulūm ad-dīn, dem „Buch des Wissens“ (Kitāb al-ʿIlm), erklärt al-Ghazālī, dass in der ersten Zeit der Kalām nicht üblich gewesen sei und die Beschäftigung mit ihm als eine Bidʿa gegolten habe. In der Gegenwart habe sich aber seine Beurteilung geändert, weil eine Gemeinschaft aufgetreten sei, die für die von Koran und Sunna abweichende Neuerung Scheingründe ersonnen und Worte zusammengefügt habe. So sei das Verbotene aufgrund der Zwangslage Erlaubtes geworden, ja es sei sogar zu einer kollektiven Pflicht (farḍ kifāya) geworden, in dem Maße, das notwendig sei, um dem Neuerer zu begegnen, wenn er beabsichtige, zu seiner Neuerung aufzurufen. Der Kalām gehöre mithin zu den Künsten (ṣināʿāt), die der Gemeinschaft obliegen, um die Herzen der Laien vor den Wahnideen der Neuerer zu schützen. Mit dem Bedarf nach Kalām verhalte es sich so wie mit dem Bedarf nach einer Schutztruppe auf dem Wallfahrtsweg nach Mekka. Dieser Bedarf sei erst durch die Raubüberfälle der Araber entstanden. Wenn diese ihre Überfällen einstellen würden, wäre es nicht mehr notwendig, eine solche Schutztruppe zu unterhalten. Auf die gleiche Weise könnte man auf den Kalām verzichten, wenn die Neuerer ihre Irrlehren nicht mehr verbreiten würden. Der schafiitische Gelehrte an-Nawawī (gest. 1277) gestand zwar ein, dass es sich beim Kalām um eine Bidʿa handelte, meinte jedoch, dass er zu der Kategorie der obligatorischen Bidʿa (bidʿa wāǧiba) gehört.
Einer der entschiedensten Verfechter einer Pflicht zur Beschäftigung mit Kalām war der schiitische Gelehrte al-ʿAllāma al-Hillī (gest. 1325). Er vertrat die Auffassung, dass die Kenntnis dieser Disziplin sowohl der Allgemeinheit als auch der Elite obliege, weil das Erkennen Gottes und seiner Attribute nur durch sie eintrete. Da bei den Dogmen (ʿaqāʾid) Taqlīd verboten sei, sei die Kenntnis der wesentlichen Teile der Kalām-Wissenschaft (Kenntnis Gottes, seiner positiven und negativen Attribute sowie seiner Zeichen, Kenntnis der Propheten des Jenseits und des Imams) sogar eine individuelle Pflicht. Ausgenommen seien lediglich die Antwort auf Scheinargumente und die Bekämpfung von Opponenten. Diese Aufgaben oblägen der Allgemeinheit. Eine Auffassung, die sich dazu konträr verhält, vertrat der sunnitische Gelehrte Ibn Hadschar al-Haitamī (gest. 1567). Er äußerte, dass es zwar jedem als individuelle Pflicht obliege, die rechte Glaubenslehre zu kennen, jedoch nicht entsprechend der „Gesetze der Kalām-Leute“ (qawānīn ahl-al-kalām), weil es im Glauben erlaubt sei, Taqlīd zu üben. Der Unterricht in den Kalām-Argumenten und ihre Anwendung zur Widerlegung der Abweichler seien nur eine kollektive Pflicht, es sei denn, es gebe einen Vorfall, bei dem die Widerlegung des Gegners von der Kenntnis eines bestimmten Teils des Kalām abhänge. In diesem Fall werde das Erlernen dieses Kalām-Teils zur individuellen Pflicht für all diejenigen, die dazu imstande seien.
Nach at-Taftāzānī (gest. 1390) galt das Kalām-Verbot der Altvorderen nur für einzelne Personengruppen, so den Religionsfanatiker (al-mutaʿaṣṣib fī d-dīn) und denjenigen, der sich mit entbehrlichen „Rätseln der Möchtegern-Philosophen“ (ġawāmiḍ al-mutafalsifīn) befasst. Ansonsten gehöre die Beschäftigung mit Kalām zu den Grundpflichten (aṣl al-wāǧibāt). Weitere Gelehrte, die sich zur normenrechtlichen Einordnung des Kalām äußerten, waren der nordafrikanische Gelehrte Ibn ʿArafa (gest. 1401) und der osmanische Gelehrte Saçaklızāde (gest. 1732). Ibn ʿArafa vertrat die Meinung, dass die Kalām-Wissenschaft eine kollektive Pflicht für die Bewohner eines jeden Landstrichs sei, von dem aus andere Landstriche nur schwer zu erreichen seien. Saçaklızāde war der Auffassung, dass die Kalām-Wissenschaft nur in solchen Gebieten zur kollektiven Pflicht werde, in denen die Lehren von Neuerern verbreitet seien. In Gebieten, wo sie nicht verbreitet seien, bestehe dagegen kein Bedarf nach Kalām, die Beschäftigung mit ihm sei dort sogar verboten. Wenn in solchen Gebieten jemand an eine Bidʿa glaube, solle man ihn mit Beweisen, die dem Koran und dem Hadith entnommen sind, zur Wahrheit rufen. Die seien nützlicher als die Beweise der Mutakallimūn.

### Orientsprachliche Quellen (chronologisch geordnet)
- al-Ǧāḥiẓ (gest. 869): Fī ṣināʿat al-kalām, in Rasāʾil al-Ǧāhiẓ, ed. ʿAbd as-Salām M. Hārūn. Kairo 1979. Bd. IV, S. 241–250. Digitalisat – Deutsche Zusammenfassung bei Oskar Rescher: Excerpte und Übersetzungen aus den Schriften des Philologen und Dogmatikers Ǧâḥiẓ aus Baçra (150–250 H.) nebst noch unveröffentlichten Originaltexten. Stuttgart 1931. S. 159–163.
- Abū l-Ḥusain al-Ḫaiyāṭ (gest. ca. 913): Kitāb al-intiṣār wa-r-radd ʿalā Ibn-ar-Rāwandī al-mulḥid. Ed. Henrik Nyberg. Maṭbaʿat Dār al-Kutub al-Miṣrīya, Kairo, 1925. Digitalisat
- al-Fārābī (gest. 950): Iḥṣāʾ al-ʿulūm. Ed. ʿUṯmān Amīn. 2. Aufl. Dār al-Fikr al-ʿarabī, Kairo, 1949. S. 107–113. Digitalisat
- Al-Fārābī: Kitāb al-Ḥurūf. Ed. Muḥsin Mahdī. Dar al-Mashriq, Beirut, 1969. Digitalisat
- Abū ʿAbdallāh Muḥammad ibn Aḥmad al-Ḫwārazmī (gest. nach 976): Kitāb Mafātīḥ al-ʿulūm. Ed. Gerlof van Vloten. Brill, Leiden, 1895. S. 22–41. Digitalisat
- Abū l-Ḥasan al-ʿĀmirī (gest. 992): al-Iʿlām bi-manāqib al-islām. Ed. Aḥmad ʿAbd al-Ḥamīd Ġurāb. Dār al-Aṣāla, Riad, 1988. Digitalisat
- Ibn an-Nadīm (gest. 995): al-Fihrist. Ed. Riḍā Taǧaddud. 3. Aufl. Dār al-Masīra, Beirut, 1988. S. 201–247. Digitalisat
- ʿAbd al-Ǧabbār ibn Aḥmad (gest. 1024): Faḍl al-iʿtizāl wa-ṭabaqāt al-Muʿtazila. Ed. Fuʾād Saiyid. Tunis 1974. Digitalisat
- Abū Ḥaiyān at-Tauḥīdī (gest. 1032): Risāla fī l-ʿulūm. Ed. Marc Bergé in Bulletin d'études orientales 18 (1963–1964) 241–300, hier S. 261–63, 293f.
- ʿAbdallāh al-Anṣārī (gest. 1089): Ḏamm al-kalām wa-ahlihī. Ed. Abū Ǧābir al-Anṣārī. 5 Bde. Maktabat al-Ġurabāʾ al-aṯarīya, Amman o. D. Digitalisat
- Abū l-Yusr al-Bazdawī (gest. 1099): Kitāb Uṣūl ad-Dīn. Ed. Hans-Peter Linss und Aḥmad Ḥiǧāzī as-Saqqā. Al-Maktaba al-Azharīya li-t-Tūrāṯ, Kairo 2003. S. 15f. Digitalisat
- al-Ġazālī (gest. 1111): Iḥyāʾ ʿulūm ad-dīn. Dār Ibn Ḥazm, Beirut, 2005. S. 111–117. Digitalisat – Deutsche Übersetzung von Hans Bauer: Die Dogmatik al-Ghazālī's nach dem II. Buche seines Hauptwerkes. Buchdruckerei des Waisenhauses, Halle a. S., 1912. S. 17–32. Digitalisat
- al-Ġazālī: al-Munqiḏ min aḍ-ḍalāl. Ed. Farid Jabre. Collection Unesco, Beirut 1959. S. 16. Digitalisat – Deutsche Übersetzung von ʿAbd-Elṣamad ʿAbd-Elḥamīd Elschazlī unter dem Titel Der Erretter aus dem Irrtum. Meiner, Hamburg 1988. S. 13f. Digitalisat
- al-Ġazālī: al-Mustaṣfā fī ʿilm al-uṣūl. Ed. Ḥamza ibn Zuhair Ḥāfiẓ. al-Ǧāmiʿa al-islāmīya, Medina, 1993/94. Bd. I, S. 12–17. Digitalisat
- Averroes (gest. 1198): al-Kašf ʿan manāhiǧ al-adilla fī ʿaqāʾid al-milla. Ed. Marcus Joseph Müller. G. Franz, München, 1859. S. 27–135. Digitalisat – Deutsche Übersetzung: Marcus Joseph Müller: Philosophie und Theologie von Averroes. G. Franz, München, 1875. S. 29–135. PDF
- Maimonides (gest. 1204): Dalālat al-ḥāʾirīn. Ed. Hüseyin Atay. Ankara Üniversitesi Basımevi, 1974. S. 180–229. Digitalisat. – Englische Übersetzung von Michael Friedländer unter dem Titel The Guide for the perplexed. 2. Aufl. Routledge, London 1910. S. 107–144. Digitalisat – Deutsche Übersetzung (mit Kommentar) von Adolf Weiß unter dem Titel Führer der Unschlüssigen; 3. Aufl. Meiner, Berlin 1923/24. Philosophische Bibliothek 184a-c, Hamburg 1995, ISBN 3-7873-1144-0 (Online-Ausgabe der Erstausgabe, UB Frankfurt).
- Šaraf ad-Dīn Ibn at-Tilimsānī al-Fihrī (gest. 1260): Šarḥ Maʿālim uṣūl ad-dīn. Ed. Nizār Ḥamādī. Dār al-Fatḥ, Amman, 2010. S. 42–44. Digitalisat
- Sirāǧ ad-Dīn al-Urmawī (gest. 1283): ar-Risāla al-ġarrāʾ fī l-farq baina nauʿai al-ʿilm al-ilāhī wa-l-kalām in Muḥammad Akram Abū Ġauš: Maǧmūʿ ṯalāṯ rasāʾil. Dār an-Nūr al-Mubīn li-d-dirāsāt wa-an-našr, Amman, 2012. S. 65–79. Digitalisat
- al-ʿAllāma al-Ḥillī (gest. 1325): Nihāyat al-marām fī ʿilm al-kalām Ed. Fāḍil al-ʿIrfān. Muʾassasat al-imām aṣ-Ṣādiq, Qom, 1430h (= 2009 n. Chr.). S. 5–14. Digitalisat
- Ibn Taimīya (gest. 1328): Darʾ taʿārūḍ al-ʿaql wa-n-naql. Ed. Muḥammad Rašād Sālim. 2. Aufl. Al-Maktaba al-ʿArabīya as-Suʿūdīya, Riad, 1991. Bd. I, S. 25–78. Digitalisat
- ʿAḍud ad-Dīn al-Īǧī (gest. 1355): Kitāb al-Mawāqif fī ʿilm al-kalām. ʿĀlam al-kutub, Beirut, o. D. S. 7–9. Digitalisat – Deutsche Übers. bei Josef van Ess: Die Erkenntnislehre des ʿAḍudaddīn al-Īcī. Übersetzung und Kommentar des ersten Buches seiner Mawāqif. Steiner, Wiesbaden, 1966. S. 37–60.
- Saʿd ad-Dīn at-Taftāzānī (gest. 1390): Šarḥ al-Maqāṣid. Ed. Ṣāliḥ Mūsā Šaraf. ʿĀlam al-kutub, Beirut, 1998. Bd. I, S. 163–187. Digitalisat
- at-Taftāzānī: Šarḥ al-ʿAqāʾid an-Nasafīya. Ed. ʿAlī Kamāl. Dār Iḥyāʾ at-tūrāṯ al-ʿArabī, Beirut, 2014. S. 22–24. Digitalisat – Engl. Übersetzung Edgar Elder unter dem Titel A Commentary on the Creed of Islam. Columbia University Press, New York, 1950. S. 7–10. Digitalisat
- Ibn ʿArafa at-Tūnusī (gest. 1401): al-Muḫtaṣar al-kalāmī. Ed. Nizār Ḥammādī. Dār aḍ-Ḍiyāʾ li-n-Našr wa-t-Tauzīʿ, Kuweit, 2014. S. 78f. Digitalisat
- Ibn Ḫaldūn (gest. 1406): al-Muqaddima. Ed. Étienne Marc Quatremère. Paris, 1858. S. 27–43 Digitalisat. – Ed. Ḫalīl Šahāda und Suhail Zakkār. Dār al-Fikr, Beirut, 2001. Bd. I, S. 580–591. Digitalisat – Franz. Übers. M. de Slane. Paris 1868. S. 40–64. Digitalisat – Engl. Übers. Franz Rosenthal Online-Version
- aš-Šarīf al-Ǧurǧānī (gest. 1413): Šarḥ al-Mawāqif. Ed. Maḥmūd ʿUmar ad-Dimyāṭī. Dār al-Kutub al-ʿilmīya, Beirut, 1998. S. 40–67. Digitalisat
- Muḥammad ibn Yūsuf as-Sanūsī (gest. 1490): Šarḥ ʿAqīdat ahl at-tauḥīd al-kubrā. Maṭbaʿat Ǧarīdat al-Islām, Kairo, 1316h (= 1898/99 n. Chr.). S. 42–44. Digitalisat
- Aḥmad ibn Muṣṭafā Ṭāškubrīzāda (gest. 1561): Miftāḥ as-saʿāda wa-miṣbāḥ as-siyāda fī mauḍūʿāt al-ʿulūm. 3 Bde. Dār al-Kutub al-ʿilmīya, Beirut, 1985. Bd. II, S. 132–161. Digitalisat
- ʿAbd ar-Razzāq Lāhīǧī (gest. 1661): Šawāriq al-ilhām fī šarḥ Taǧrīd al-kalām. Ed. Akbar Asad ʿAlīzāda. Muʾassasat al-Imām aṣ-Ṣādiq, Qom, 1433h (= 2011/12 n. Chr.). Bd. I, S. 41–73. Digitalisat – Zusammenfassung bei Max Horten: „Die philosophischen und theologischen Ansichten von Lahígi (ca. 1670) nach seinem Werke 'Die aufgehenden Sterne der Offenbarung'“ in Der Islam 3 (1912) 91–131, hier S. 92–95.
- Muḥammad ibn Abī-Bakr Sāčaqlızāde: Tartīb al-ʿulūm. Ed. Muḥammad Ismāʿīl as-Saiyid Aḥmad. Dār al-Bašā'ir al-Islāmīya, Beirut, 1988. S. 143–49. Digitalisat
- Muḥammad ʿAlī at-Tahānawī (um 1745): Kitāb Kaššāf iṣṭilāḥāt al-funūn wa-l-ʿulūm. Ed. Rafīq al-ʿAǧam, ʿAlī Daḥrūǧ. 2 Bde. Maktabat Lubnān, Beirut, 1996. Bd. I, S. 29–31. Digitalisat
- Šiblī Nuʿmānī (gest. 1914): ʿIlm-i kalām, jis meṉ ʿilm-i kalām ki ibtidāʾ aur uske ʿahd ba-ʿahd ki-wusʿat, taraqqī aur taġaiyurāt ki nihāyat tafṣīlī tārīḫ aur ʿilm-i kalām ke tamām šaʿboṉ ke taqrīẓ wa-tanqīd hai. 4. Aufl. Mat̤baʿ-i Maʿārif, Azamgarh, 1341h (= 1922 n. Chr). Digitalisat
- Šiblī Nuʿmānī: al-Kalām: yaʿnī ʿilm-i kalām-i jadīd, jis meṉ islām ke ʿaqāʾid ḫuṣūṣan wujūd-i bārī taʿālā, aur nubūwat o risālat se baḥs̱ kī gaʾī hai. 4. Aufl. Mat̤baʿ-i Maʿārif, Azamgarh, 1341h (= 1922 n. Chr). Digitalisat
- Muhsin-i Fânî ez-Zâhirî (Pseudonym für Hüseyin Kazım Kadri, gest. 1934): „Yeni İlm-i Kelam yazılmalı mı, yazılmamalı mı?“ in Sebil ür-Reşad 21/532-3 (17 Schawwal 1341 = 2. Juni 1923) 92f.
- İsmail Hakkı İzmirli (gest. 1946): Muḥaṣṣalü l-kelâm ve-l-ḥikme. Istanbul, 1336h (= 1917/18 n. Chr.). S. 2–34. Digitalisat
- İsmail Hakkı İzmirli: Yeni İlm-i Kelam. 2 Bde. Evkaf-ı İslamiyye Matbaası, Istanbul, 1339–1341. (= 1920–1922 n. Chr.) Digitalisat
- Muṣṭafā ʿAbd ar-Rāziq (gest. 1947): Tamhīd li-tārīḫ al-falsafa al-Islāmīya. Dār al-kitāb al-Miṣrī al-Lubnānī, Kairo o. D. S. 367–429. Digitalisat
- Murtaḍā Muṭahharī (gest. 1979): Maǧmūʿa-i āṯār. Band III. Intišārāt-i Ṣadrā, Teheran, 1370 hš (= 1991 n. Chr.). S. 57–67. Online-Version
- ʿAbd al-Ǧabbār ar-Rifāʿī (geb. 1954): ʿIlm al-kalām al-ğadīd, madḫal li-dirāsat al-lāhūt al-ǧadīd wa-ğadal al-ʿilm wa ad-dīn. Dār at-Tanwīr li-ṭ-Ṭibāʿa wa-n-Našr, Beirut, 2016. Digitalisat

### Sekundärliteratur
- M. Abdel Haleem: “Early kalām” in H.S. Nasr und Oliver Leaman (Hrsg.): History of Islamic Philosophy Bd. I. London-New York. 1996. S. 71–88.
- Mahmoud Abushuair: "Neue Kalām-Wissenschaft „ʿIlm al-Kalām al-Ğadīd“" in Maha El Kaisy-Friemuth, Reza Hajatpour und Mohammed Abdel Rahem (Hrsg.): Rationalität in der Islamischen Theologie. Band II: Die Moderne. De Gruyter, Berlin, 2022. S. 53–68.
- Peter Adamson, Robert Wisnovsky: “Yaḥyā Ibn ʿAdī on a Kalām Argument for Creation” in Oxford studies in medieval philosophy 5 (2017) 213–239.
- Adnan Bülent Baloğlu: “İzmirli İsmail Hakkı'nın ‘Yeni İlm-i Kelam’ Anlayışı” in Mehmet Şeker (Hrsg.): İzmirli İsmail Hakkı: Sempozyum: 24-25 Kasım 1995. Türkiye Diyanet Vakfı, Ankara, 1996. S. 93–107. Digitalisat
- C.E. Bosworth: “Al-Ḫwārazmī on theology and sects: the chapter on Kalām in the Mafātīḥ al-ʿulūm” in Bulletin d'Études Orientales 29 (1977) 85–95.
- Philipp Bruckmayr: “Salafī Challenge and Māturīdī Response: Contemporary Disputes over the Legitimacy of Māturīdī kalām” in Welt des Islams 60 (2020) 293–324.
- Mehmet Bulğen: The criticism of materialism in late Ottoman’s new science of kalām in Ulum 2/1 (2019) 133–167.
- Rabiye Çetin: „Tanzimat’tan Günümüze Kelam’ı Yenileme Çalışmaları I“ in Dini Araştırmalar 16/42 (2013) 9-38.
- Alnoor Dhanani: The Physical Theory of Kalam. Atoms, Space, and Void in Basrian Mu‘tazili Cosmology (Islamic Philosophy, Theology and Science. Texts and Studies; Bd. 14). Brill, Leiden 1994, ISBN 90-04-09831-3 (zugl. Dissertation, Universität Harvard 1991).
- Josef van Ess: Die Erkenntnislehre des ʿAḍudaddīn al-Īcī. Übersetzung und Kommentar des ersten Buchs seiner Mawāqif. Steiner, Wiesbaden, 1966. S. 37–59.
- Josef van Ess: “Early Development of Kalām” in G.H.A. Juynboll (Hrsg.): Studies on the First Century of Islamic Society. Carbondale/Edwardsville 1982. S. 109–123.
- Josef van Ess: Theologie und Gesellschaft im 2. und 3. Jahrhundert der Hidschra. Eine Geschichte des religiösen Denkens im frühen Islam. De Gruyter, Berlin, 1991–1997.
- Richard M. Frank: “The Science of Kalām” in Arabic Sciences and Philosophy 2 (1992) 7–37.
- Richard M. Frank: Al-Ghazālī and the Ashʿarite School. Duke University Press, Durham and London, 1994. S. 7–27.
- Louis Gardet: “ʿIlm al-kalām” in The Encyclopaedia of Islam. New Edition Bd. III, S. 1141b–1150.
- Moritz Guttmann: Das religionsphilosophische System der Mutakallimûn nach dem Berichte des Maimonides. S. Schottlaender, Breslau, 1885. Digitalisat
- J.R. Halverson: Theology and Creed in Sunni Islam. Palgrave Macmillan, New York, 2010. S. 33–57, 143–157.
- Anton M. Heinen: “Mutakallimūn and mathematicians. Traces of a controversy with lasting consequences” in Der Islam 55 (1978) 57–73.
- Saul Horovitz: Ueber den Einfluss der griechischen Philosophie auf die Entwicklung des Kalam. Breslau: Schatzky 1909. Digitalisat
- Tilman Nagel: Geschichte der islamischen Theologie. Von Mohammed bis zur Gegenwart. C.H.Beck, München 1994, ISBN 978-3-406-37981-9, S. 86–95.
- Seyyed Hossein Nasr: „Al-Ḥikmat Al-Ilāhiyyah and Kalām“ in Studia Islamica 34 (1971) 139–149. Online-Version
- Friedrich Niewöhner: „Die Diskussion um den Kalām und die Mutakallimūn in der europäischen Philosophiegeschichtsschreibung“ in Archiv für Begriffsgeschichte 18 (1974) 7–34.
- Friedrich Niewöhner: „Kalām“ Historisches Wörterbuch der Philosophie Bd. IV, Sp. 669–672.
- Eric Ormsby: “Maimonides against the Mutakallimun: The question of „intellectual admissibility“.” in Journal of the Middle East & Africa 9/3 (2018) 301–313.
- M. Sait Özervarlı: Kelâmda yenilik arayışları (XIX. yüzyıl sonu – XX. yüzyıl başı). İSAM, Istanbul, 1988.
- M. Sait Özervarlı: “Attempts to Revitalize Kalam in the Late 19th and Early 20th Centuries” in The Muslim World 89 (1999) 90–105.
- M. Sait Özervarlı: “Son Dönem Osmanlı Düşüncesinde Arayışlar: Mehmed Şerafeddin'in 'İctimâî ilm-i Kelam'ı” in İslam Araştırmaları Dergisi 3 (1999) 157–170. Digitalisat
- Ute Pietruschka: “Zu den Begriffen kalām und mutakallim in christlichem Kontext” in Hallesche Beiträge zur Orientwissenschaft 35 (2003) 185–199. Digitalisat
- Abdelhamid I. Sabra: “Science and Philosophy in Medieval Islamic Theology. The Evidence of the Fourteenth Century” in Zeitschrift für Geschichte der Arabisch-Islamischen Wissenschaften 9 (1994) 1–43.
- Martin Schreiner: „Der Kalâm in der jüdischen Literatur“. Itzkowski, Berlin, 1895. Digitalisat
- Michael Schwarz: “Who were Maimonides' Mutakallimūn? Some remarks on Guide of the Perplexed Part I, Chapter 73” in: Arthur Hyman (Hrsg.): Maimonidean Studies 2 (New York 1991) 159–211 (Digitalisat) und 3 (1992-3) 143–172 (Digitalisat).
- Ayman Shihadeh: “From al-Ghazālī to al-Rāzī: 6th/12th Century Developments in Muslim Theology” in Arabic Sciences and Philosophy 15/1 (2005) 141-179.
- Baqar Hassan Syed: “Kalām in a Post-Traditional World: Shiblī Nu’mānī’s Construction of Authority in ’Ilmul-Kalām and al-Kalām.” in Pakistan Journal of Historical Studies 3/2 (2018) 43–79.
- Christian Troll: The contribution of Sayyid Ahmad Khan to a new, nineteenth century ‘ilm al-kalām‘ Ph.D. Dissertation, University of London, 1975.
- Georges Vajda: “Le 'Kalām' dans la pensée religieuse juive du moyen âge” in Revue de l'Histoire des Religions 183 (1973) 143–160. Digitalisat
- Harry Austryn Wolfson: The Kalam Arguments for Creation in Saadia, Averroes, Maimonides and St. Thomas. American Academy for Jewish Research, New York, 1943.
- Harry Austryn Wolfson: The Philosophy of the Kalam. University Press, Cambridge, Mass. 1976, ISBN 0-674-66580-5 Digitalisat
- Yusuf Şevki Yavuz: „Kelâm“, in Türkiye Diyanet Vakfı İslâm Ansiklopedisi Bd. XXV, S. 196–203. Digitalisat